# Ophiuroidea
Classe
Ordres de rang inférieur
- Euryalida
- Ophiurida
- Amphilepidida
- Ophiacanthida
- Ophioleucida
- Ophioscolecida

Classification phylogénétique
- Asterozoa
  - Ophiuroidea
  - Asteroidea

Les Ophiures (Ophiuroidea) sont une classe d'échinodermes proche des étoiles de mer. Elles se nourrissent principalement de jeunes mollusques, d'annélides et de divers débris. Leurs cinq bras sont fins, le disque central est bien individualisé et elles ne possèdent pas d'anus (rejet par la bouche).

## Morphologie et anatomie

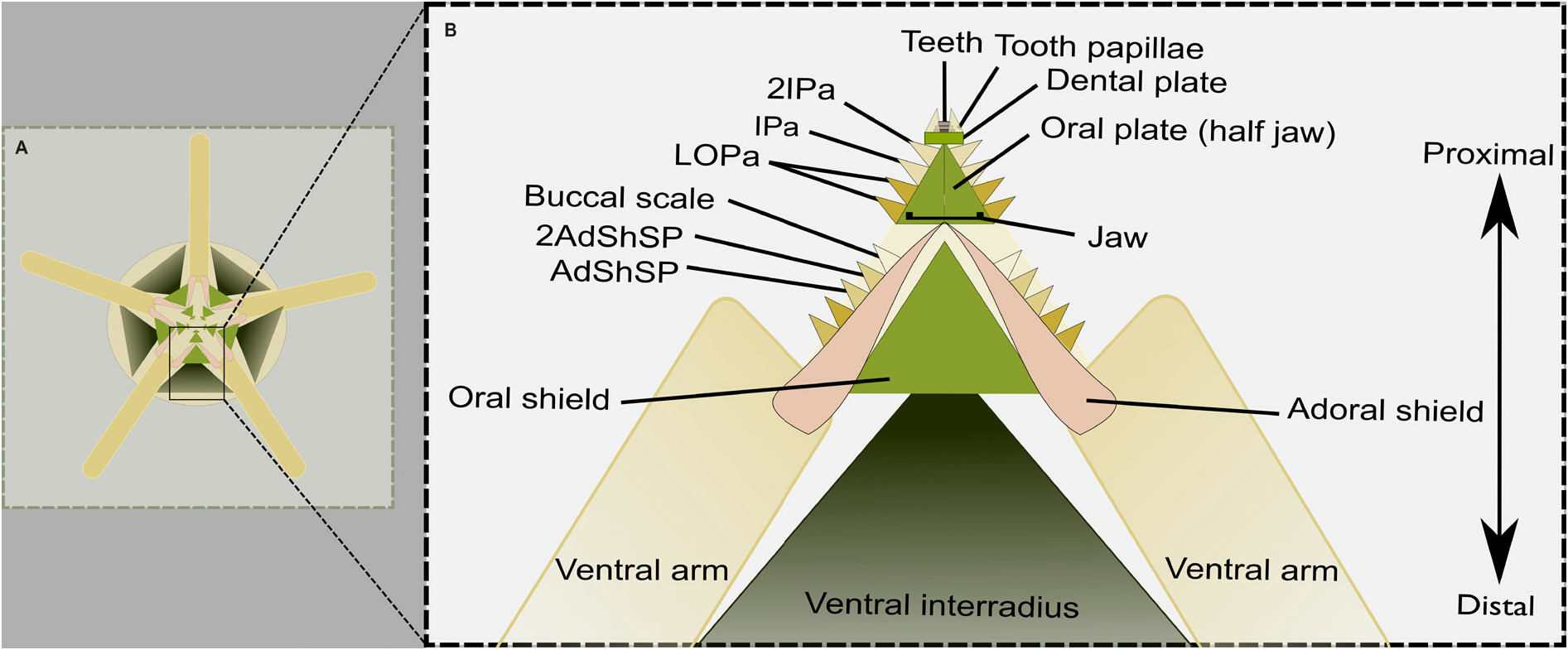
Anatomie d'une mâchoire d'ophiure, l'un des principaux critères de classification.

Les ophiures sont une des cinq classes d'échinodermes, caractérisée par un corps central discoïdal aplati, duquel partent cinq bras (parfois six, rarement plus) très souples, complètement indépendants du corps et ne se touchant pas par leur base, ce qui les distingue des astéries (étoiles de mer), tout comme le fait qu'ils sont articulés.
Les bras des ophiures sont grêles, à section ronde, très longs par rapport au corps et susceptibles de mouvements ondulants et rapides (mais surtout dans le sens latéral, sauf chez les Euryalida). Leur axe est composé d'un grand nombre de petits disques calcaires, appelés vertèbres, articulés entre eux et réunis par des ligaments souples et des muscles. Ils sont recouverts d'écailles et portent souvent des piquants (au rôle défensif, tactile et parfois préhensile) ; ils sont pourvus de podia collants rudimentaires, dépourvus de disque d'attache et qui ne servent pas à la locomotion, mais auraient des rôles préhensile, respiratoire et sensitif (notamment olfactif) ; ceux-ci ne sont pas disposés dans une gouttière ambulacraire, contrairement aux astérides. Beaucoup d'espèces ont les bras équipés de piquants, insérés sur les plaques latérales en rangées longitudinales. Ceux-ci sont articulés sur un mamelon et équipés de muscles puissants, mais leur rôle est surtout défensif et tactile, et ils ne participent pas directement à la locomotion.
Le disque central est initialement composé d'une plaque centrodorsale entourée de cinq plaques radiales, entre lesquelles s'intercalent d'autres plaques au fur et à mesure de la croissance. Aux points d'ancrage des bras se trouvent des paires de plaques particulières appelées « boucliers ». 
Tous les viscères centraux sont contenus dans le corps discoïdal. Le tube digestif s'ouvre par une bouche au centre de la face ventrale, protégée par cinq mâchoires interradiales triangulaires denticulées sur la face intérieure de leur pointe ; elle est suivie par un gros estomac, mais pas d'anus : le rejet se fait par déglutition par la bouche. Il n'y a aucune glande vitale dans les bras, comme c'est le cas chez la plupart des astéries, ce qui leur permet d'en perdre sans préjudice en cas de menace (ils repousseront).
Le madréporite est situé sur la face orale.
Autour de l'œsophage se trouve un collier nerveux qui envoie un nerf central dans chacun des bras. Un réseau de vaisseaux (système aquifère) contient un liquide analogue à l'eau de mer, avec quelques globules amiboïdes, et communique avec le milieu externe par de petits pores situés à côté de la base des bras, appelés fentes bursales, s'ouvrant sur des bourses branchiales, où sont également situées les gonades.
La plupart des ophiures répondent au type qui vient d'être décrit, mais il existe un ordre particulier, d'aspect très différent, les Euryales, grosses ophiures sédentaires caractérisées par des bras très longs et souvent ramifiés, adaptés à un régime suspensivore. Parmi celles-ci, certaines espèces du genre Gorgonocephalus peuvent dépasser 1 m de diamètre ; leur mode de vie est proche de celui de leur cousines les comatules.
Si la plupart des ophiures sont de couleur sombre ou imitant le sable, certaines peuvent néanmoins être très colorées, notamment dans les genres Ophioderma, Ophiolepis, Ophiothrix ou encore Ophiomaza. Quelques espèces sont enfin bioluminescentes, comme Amphipholis squamata.
Les plus grosses ophiures sont certainement les gorgonocéphales, qui peuvent atteindre 1 m de diamètre. Chez les ophiures de l'ordre plus classique des Ophiurida, Ophiopsammus maculata peut dépasser 20 cm et Ophiarachna incrassata dépasserait 50 cm de large, bras compris ; Macrophiothrix paucispina pourrait quant à elle avoir des bras de 75 cm de long chacun, donc un diamètre atteignant 1,5 m. Le nombre maximal de bras sur une ophiure semble être détenu par Astrochlamys sol, une espèce antarctique munie de 10 à 11 bras. 

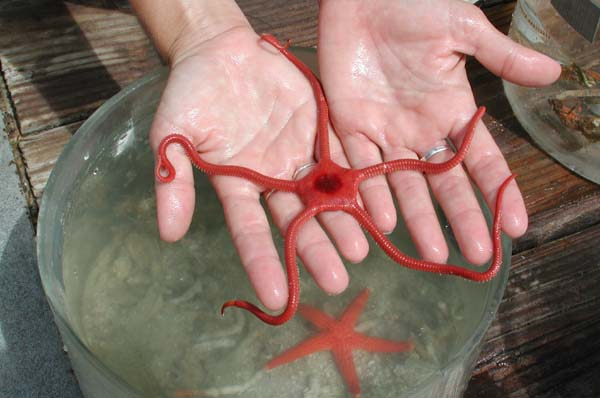
Comparaison entre une ophiure (tenue en mains) et une étoile de mer (de même couleur, dans le bac).
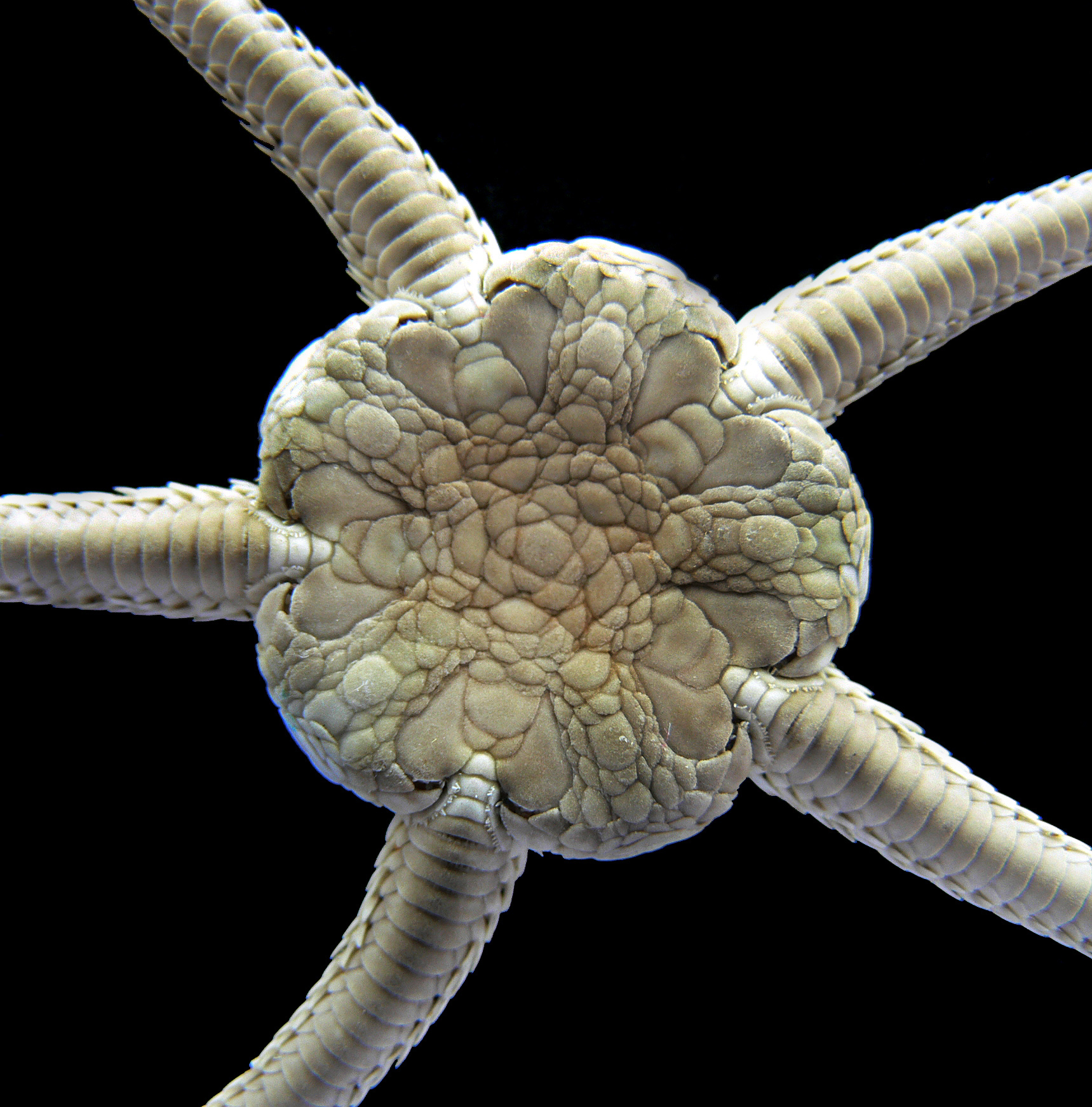
Gros plan sur le disque central d'une Ophiura ophiura.
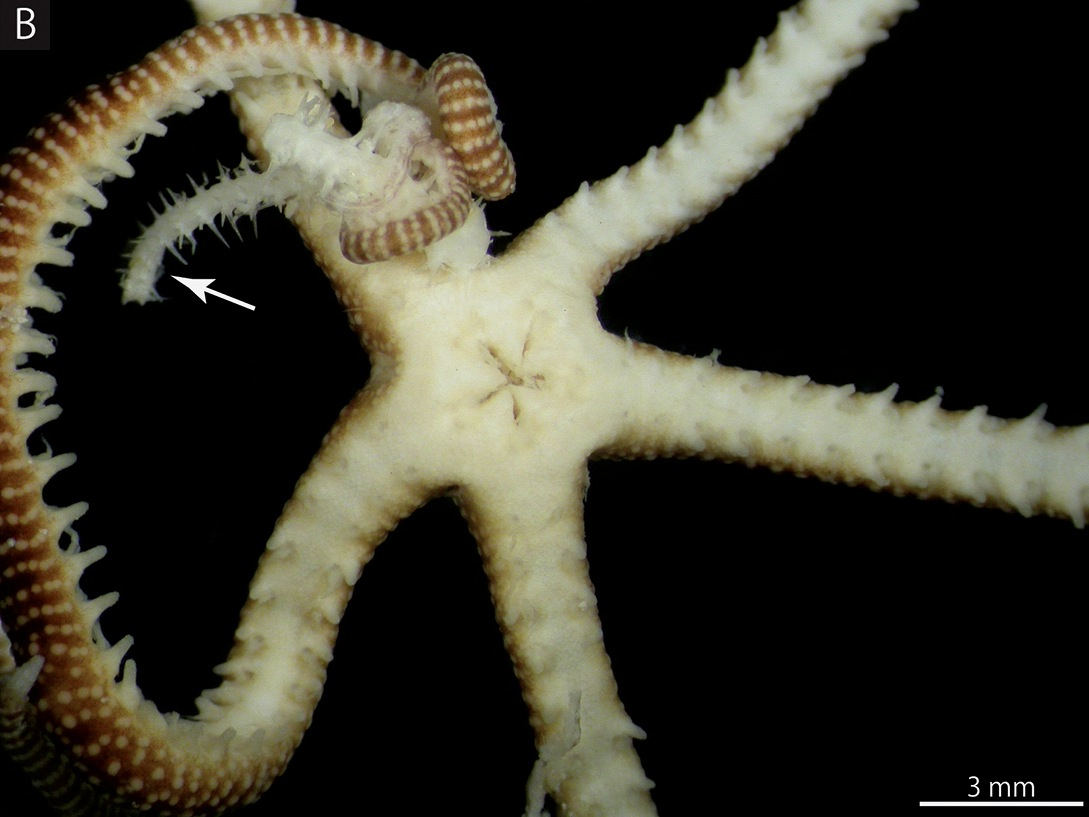
Face orale d'une Squamophis albozosteres, où l'on voit bien la bouche en forme de fente en étoile.
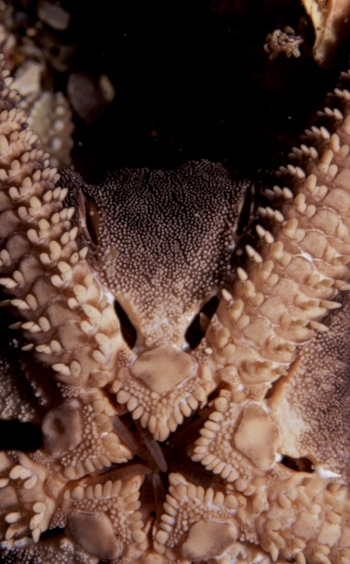
Gros plan sur la bouche d'une Ophiderma wahlbergi Le madréporite est visible à gauche.
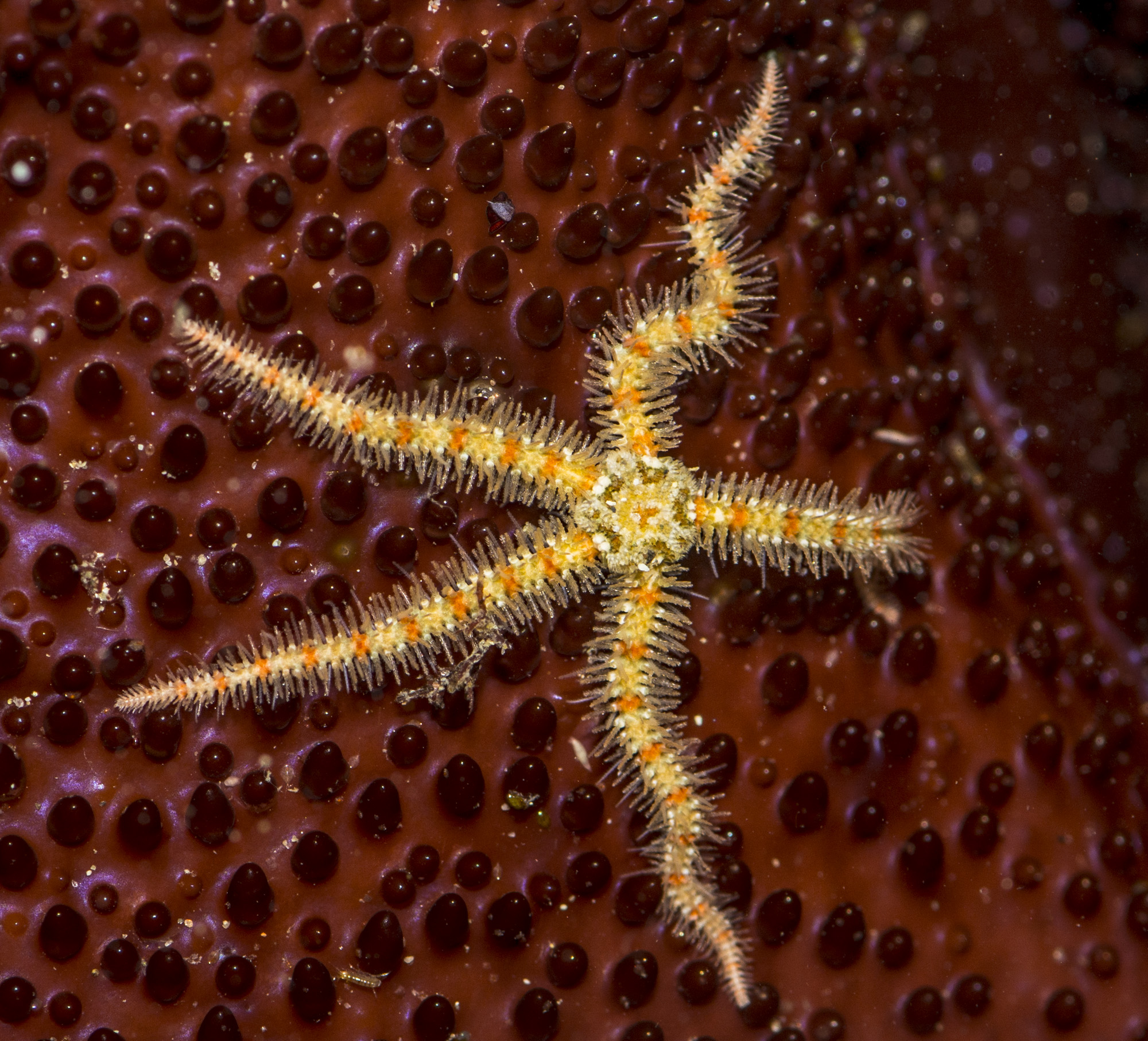
De nombreuses ophiures comme cette Ophiothrix spiculata sont couvertes de fines épines.
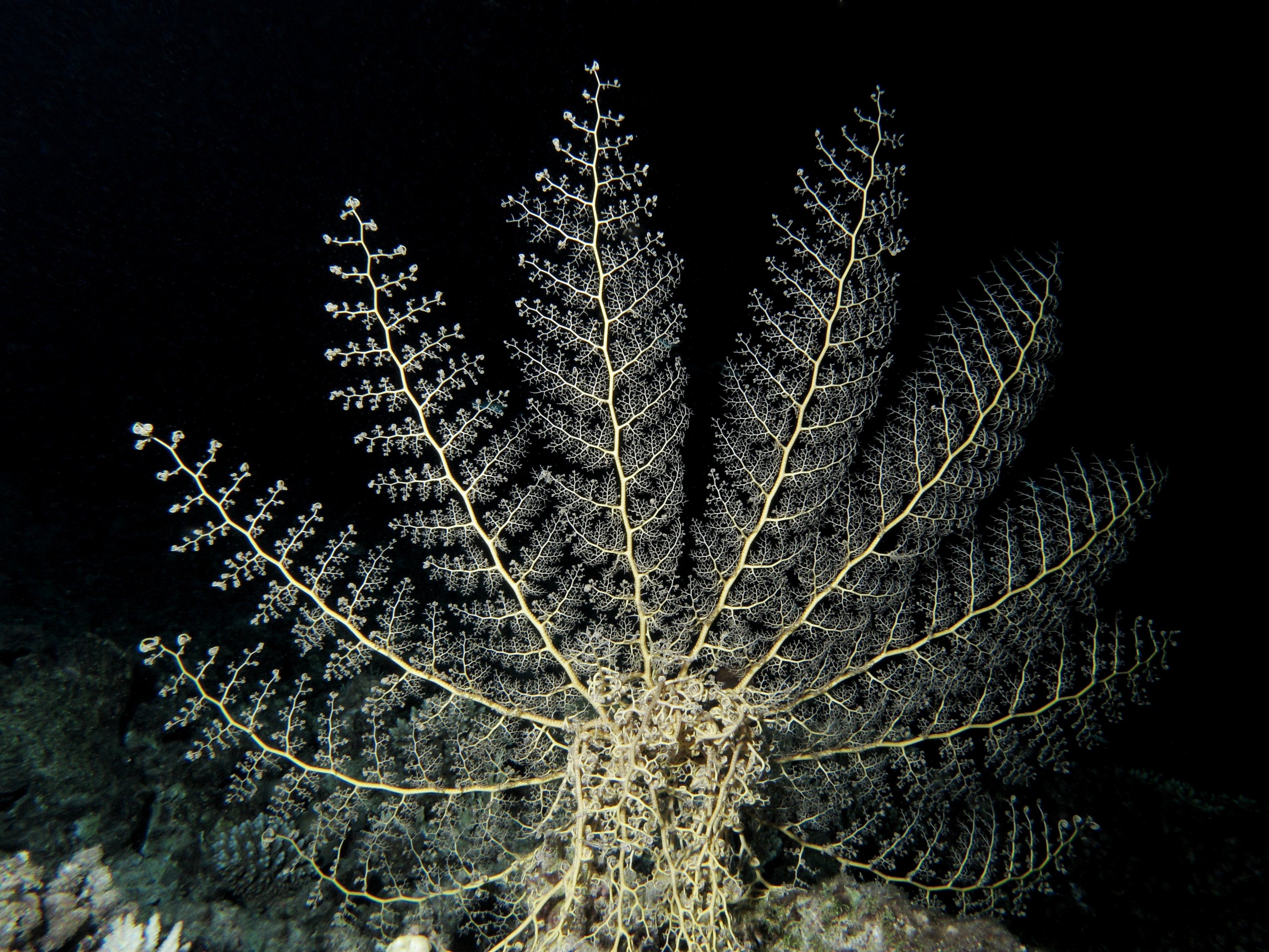
Une Gorgonocéphale (ordre Euryalida), grandes ophiures planctonivores aux bras ramifiés.
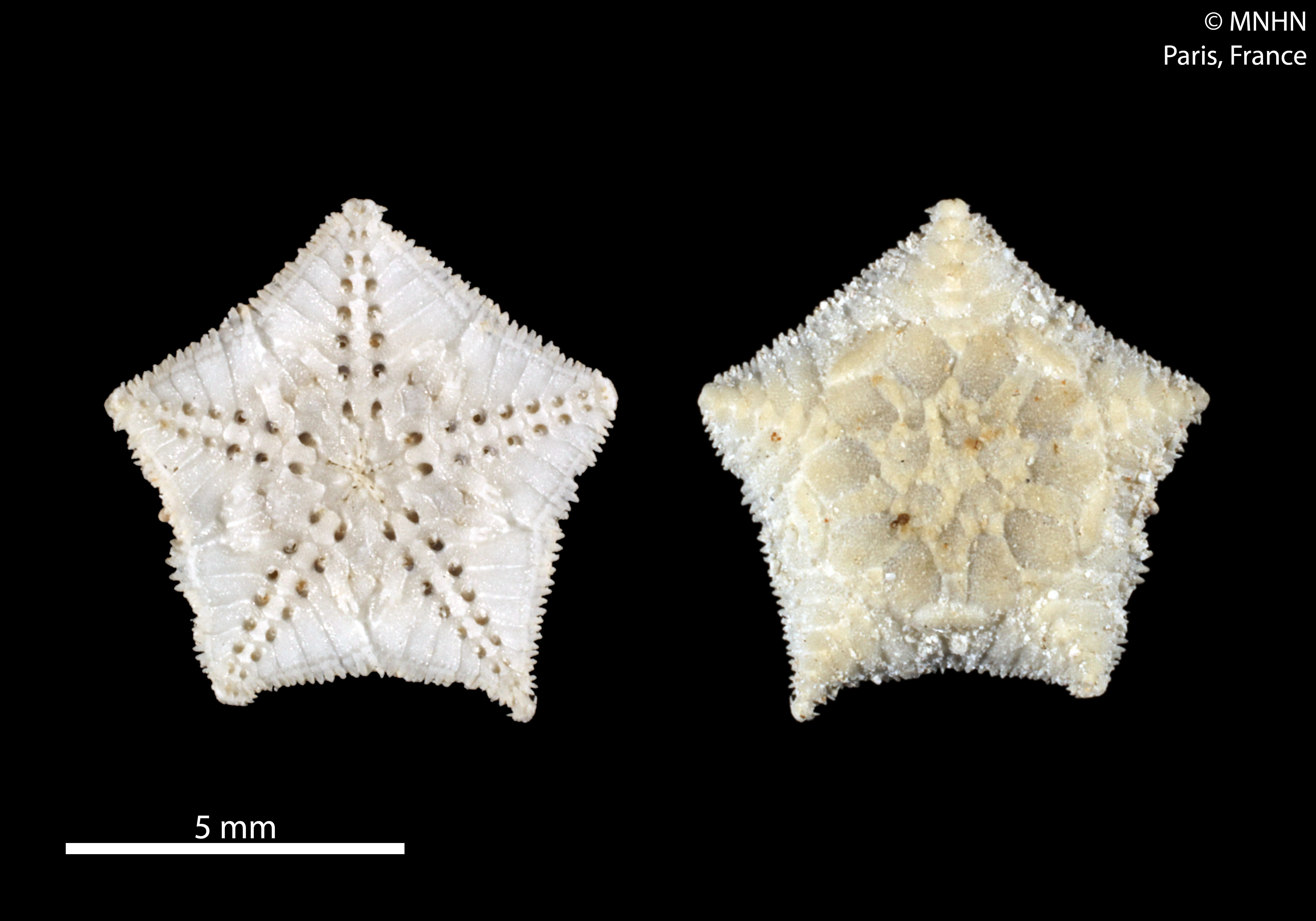
Certaines rares ophiures abyssales comme les Astrophiuridae ont une forme plus étoilée (ici Ophiophycis guillei).

## Habitat et répartition

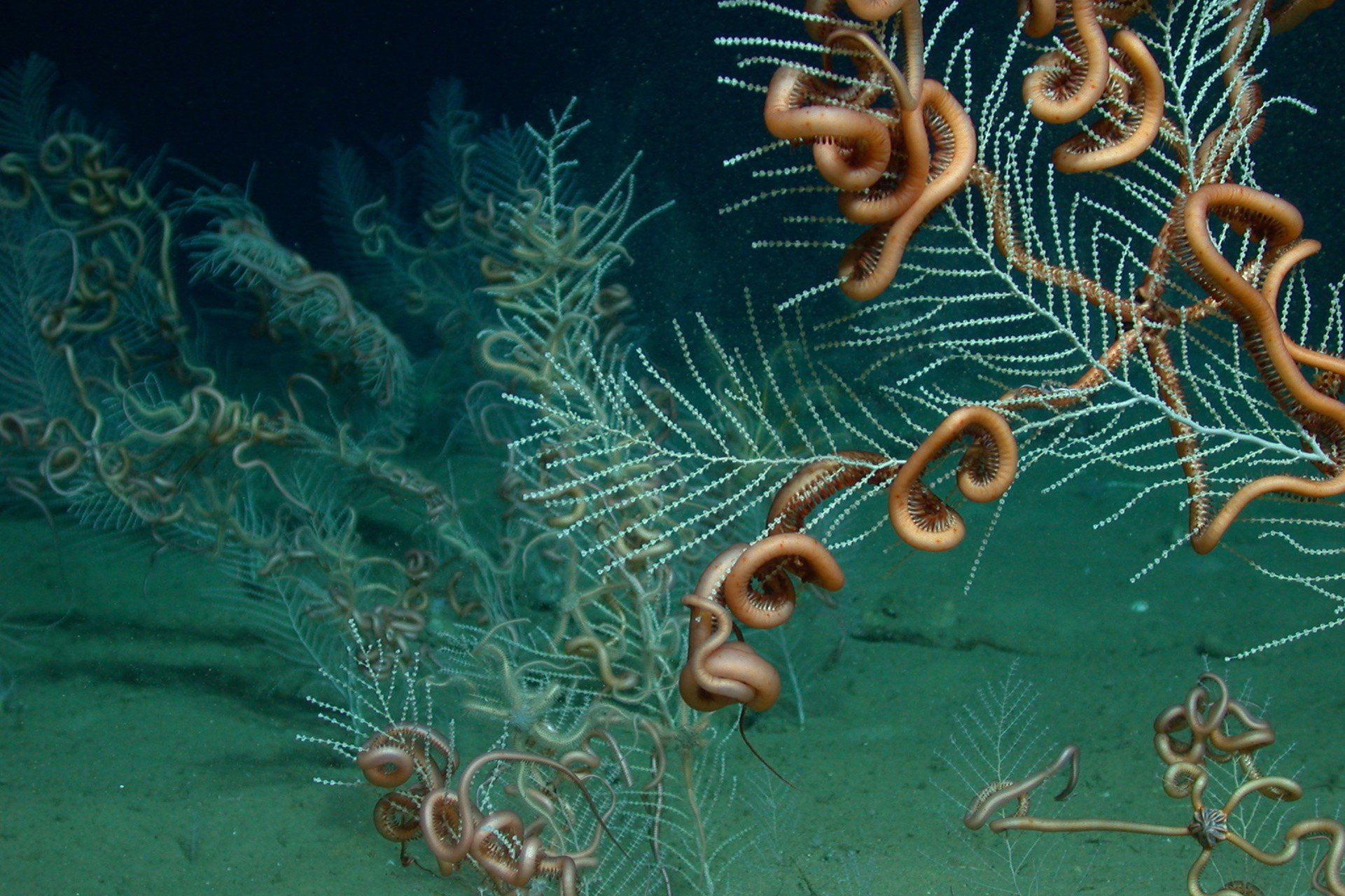
Ophiures abyssales de la famille des Euryalidae, observées à plusieurs milliers de mètres de profondeur dans le Golfe du Mexique.

Les ophiures sont toutes marines, et toutes rampent sur le fond, depuis le littoral jusque dans les grandes profondeurs, où elles peuvent être extrêmement abondantes et diversifiées.
Les ophiures sont la classe d'échinodermes la plus généraliste, la plus diverse et la plus abondante, et elles sont arrivées à coloniser pratiquement tous les types d'habitats marins : on en trouve enfouies dans les sédiments fins, glissant entre les roches, parmi le corail, dans les éponges, sur de gros animaux, sous les glaces polaires, dans les cheminées hydrothermales, et même sur les débris flottants. Environ 300 espèces sont inféodées aux récifs de corail tropicaux du bassin Indo-Pacifique. Les ophiures sont également les échinodermes les plus tolérants à la pollution ou aux eaux saumâtres, et certaines espèces comme Amphipholis squamata peuvent survivre dans une eau six fois moins salée que la mer, et donc remonter les estuaires.
Elles sont également abondantes dans les abysses, et on en a trouvé jusqu'à plus de 8 000 m de profondeur : le record de profondeur semble être partagé entre Bathylepta pacifica, récoltée à 8 006 m de profondeur, et Perlophiura profundissima récoltée à 8 015 m.
Il en existe dans toutes les mers, mais le pic de diversité se situe dans le bassin océanien tropical avec plus de 831 espèces.
La rusticité et la discrétion des ophiures fait aussi qu'elles sont facilement transportées par mégarde, dissimulées ou à l'état de larve, par les activités humaines, ce qui permet à certaines espèces de conquérir de nouveaux habitats. Ainsi, l'espèce Ophiactis savignyi est désormais signalée dans presque toutes les mers du globe, vraisemblablement transportée par ballast ou comme passager clandestin de l'aquariophilie. La reproduction asexuée dont cette espèce est capable a probablement aidé sa conquête avec des effectifs faibles. 
D'une manière plus naturelle, l'espèce Ophiocnemis marmorata vit généralement en « passager clandestin » sur les méduses, ce qui lui permet de traverser des océans entiers. 

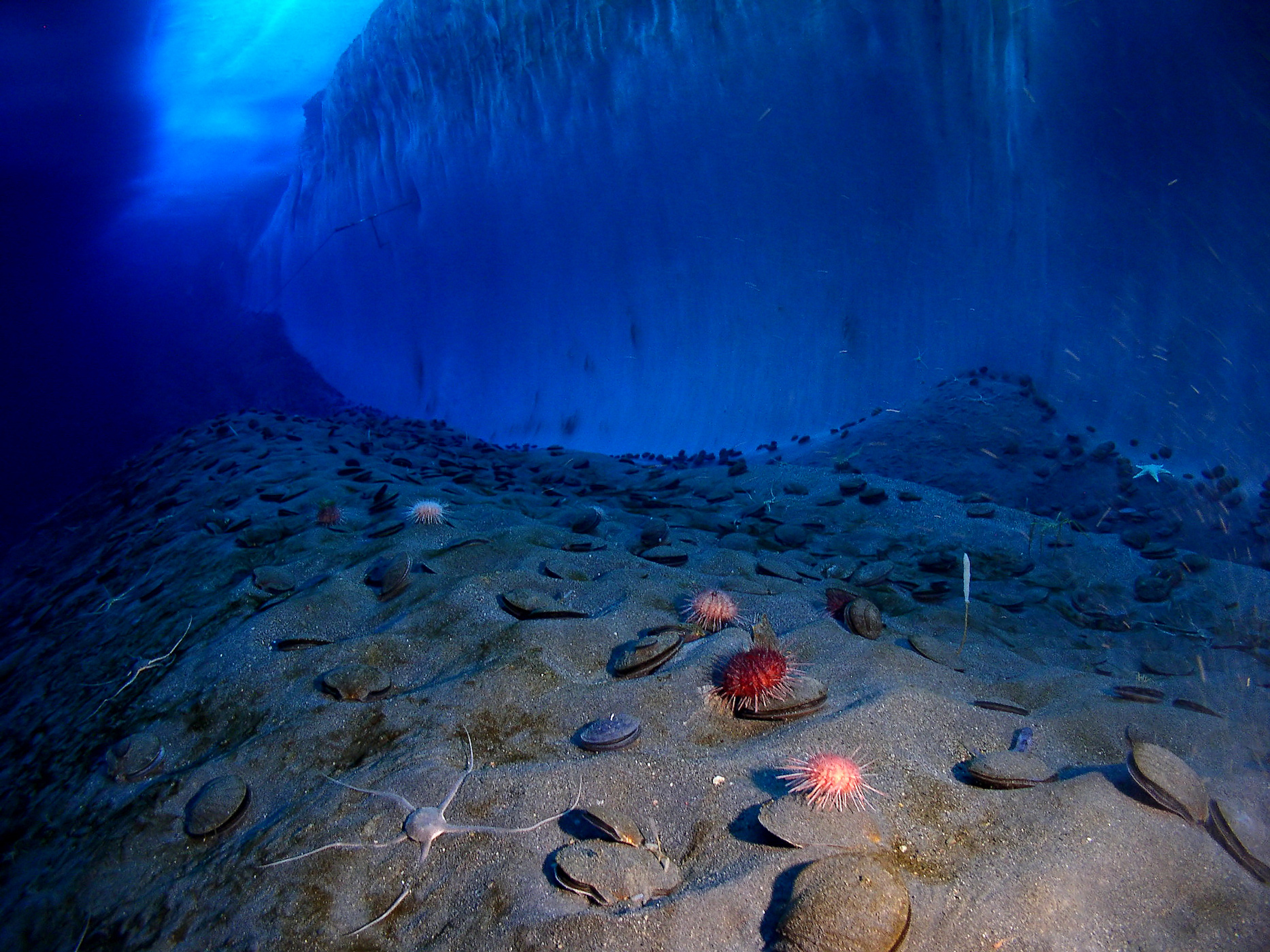
Ophionotus victoriae en Antarctique.
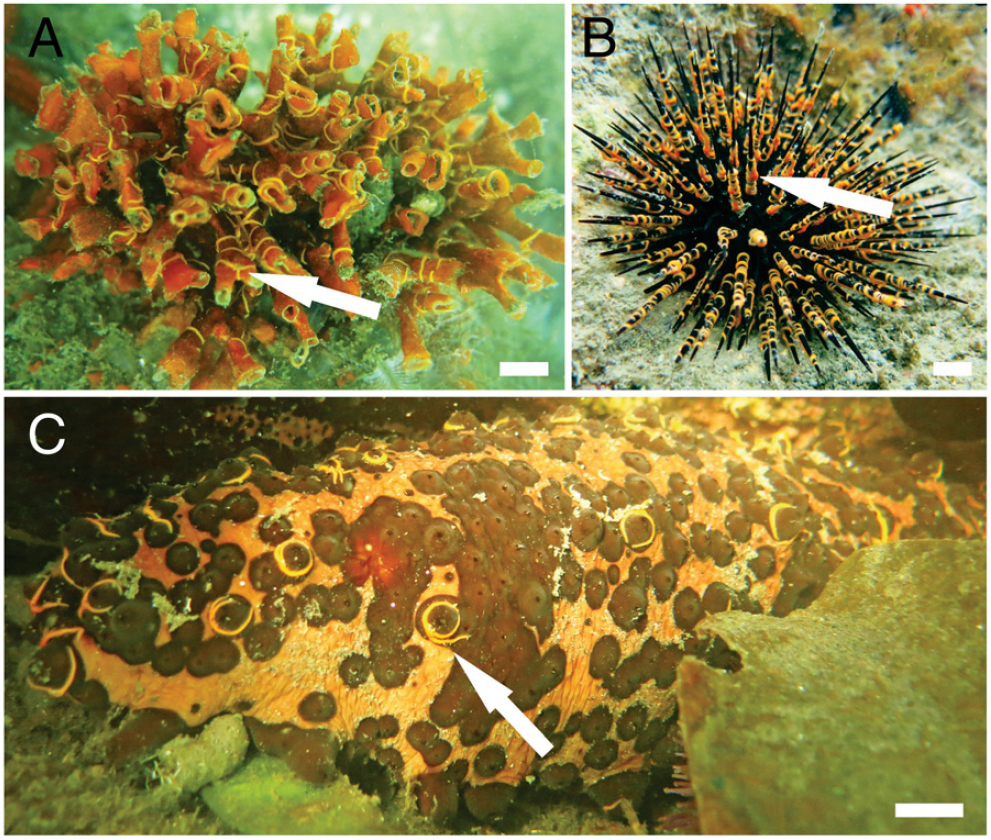
Beaucoup de petites ophiures comme celles du genre Ophiothela vivent en symbiose sur des animaux plus gros.
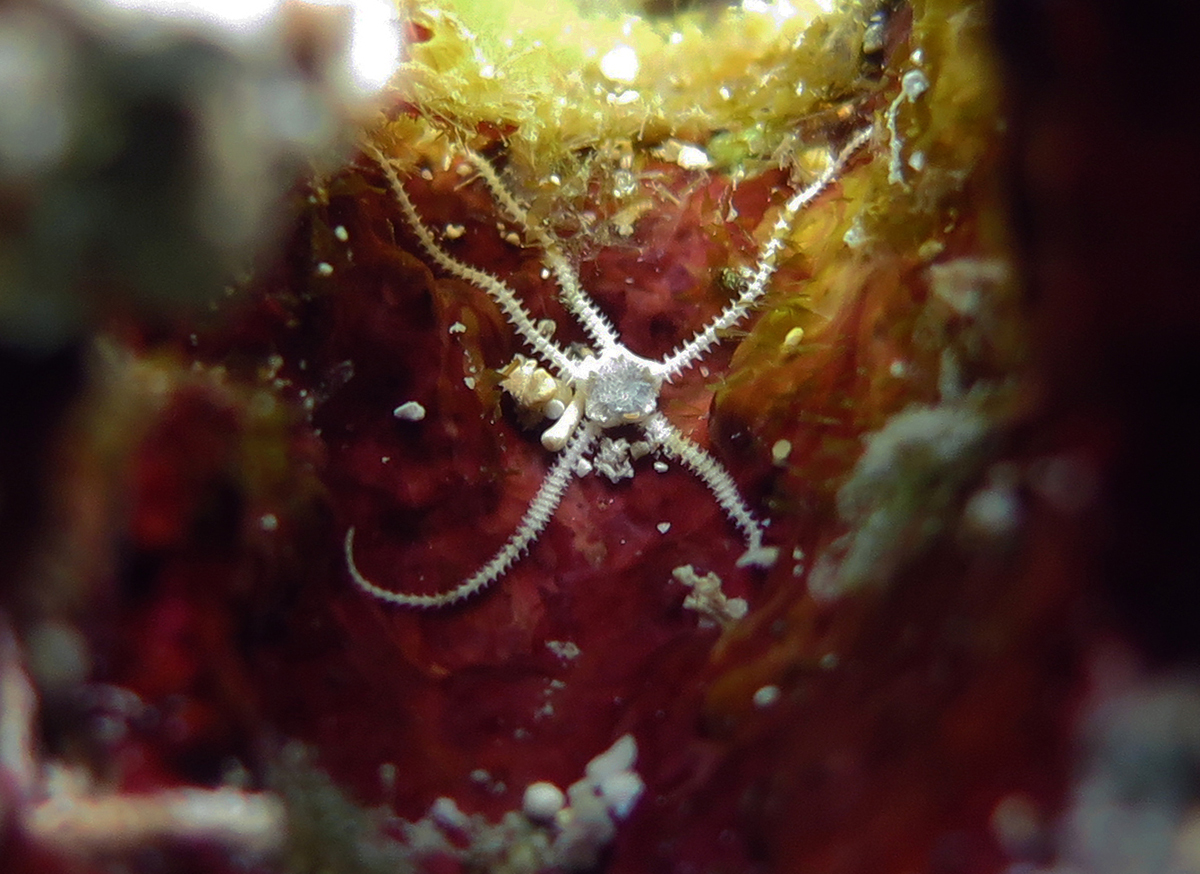
Amphipholis squamata est une espèce cosmopolite, présente à presque toutes les gammes de température, de profondeur et de salinité.
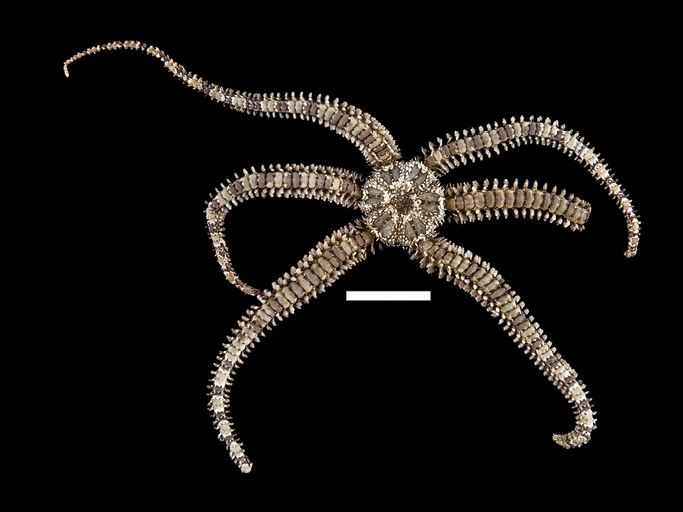
Autre espèce cosmopolite, Ophiactis savignyi pourrait être l'échinoderme le plus largement répandu.
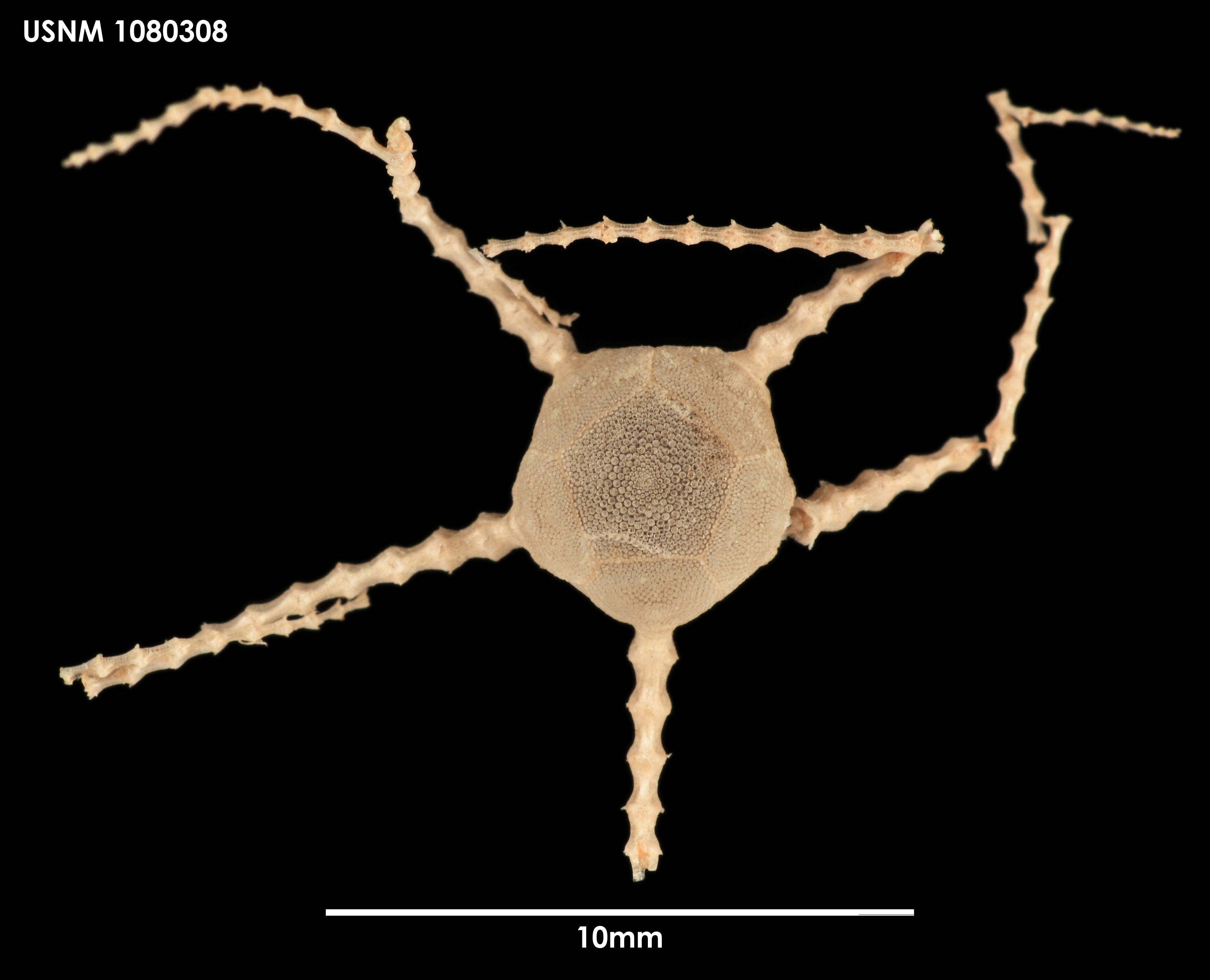
Perlophiura profundissima, un des animaux les plus profonds connus.

## Écologie et comportement

### Reproduction et développement

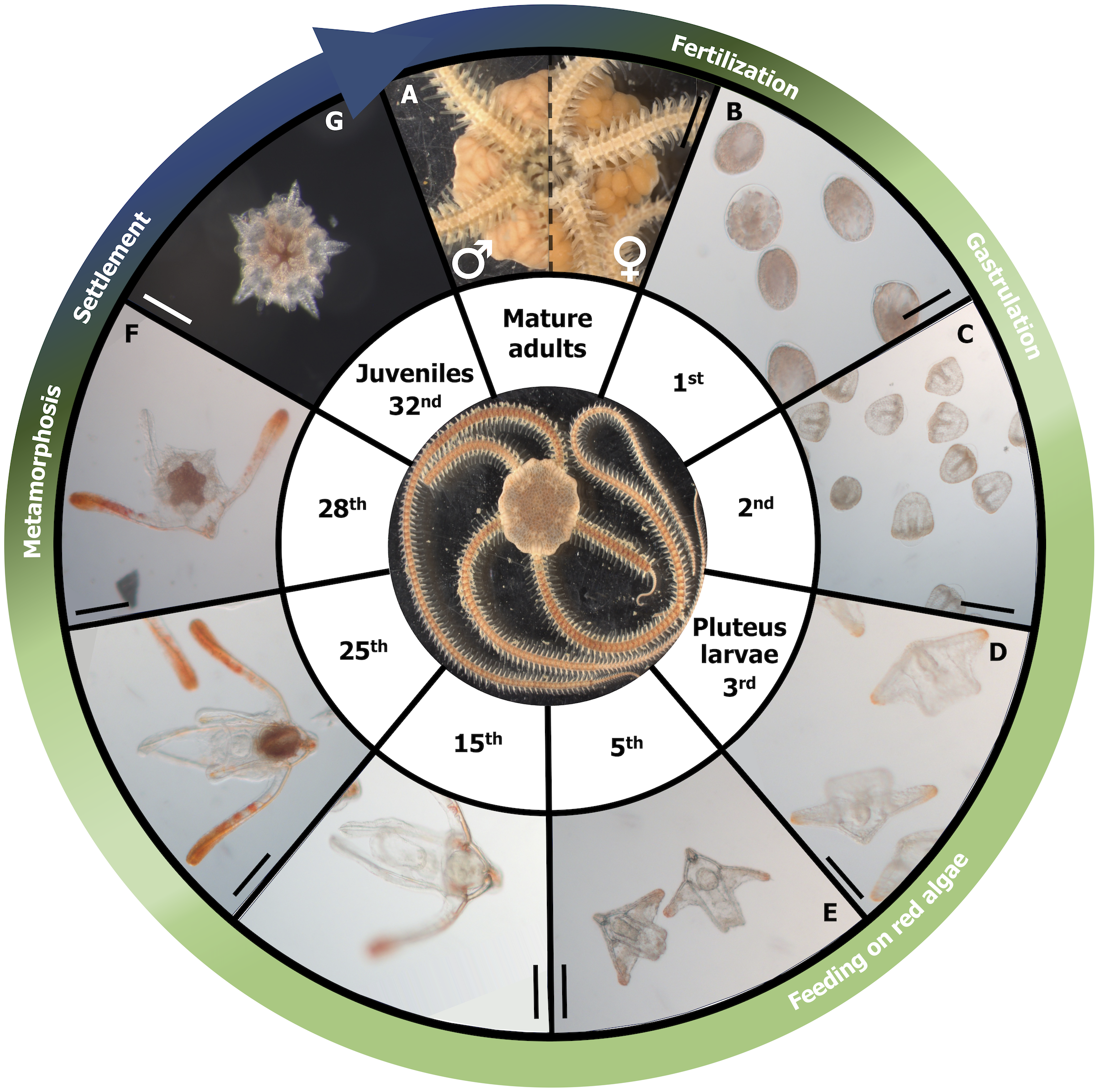
Illustration du cycle de vie dAmphiura filiformis.

Les glandes génitales s'ouvrent dans des poches situées, au nombre d'une paire, à la base de chacun des cinq bras, au niveau des fentes bursales.
Ces dix poches peuvent chez certaines espèces servir à l'incubation des jeunes.
Les ophiures donnent des œufs qui produisent des larves pélagiques, à structure et à métamorphoses compliquées, connues sous le nom d'ophiopluteus (et dont le plan d'organisation est encore bilatérien). Quand la jeune ophiure est suffisamment développée, la larve tombe sur le fond, son enveloppe se désagrège, et libère ainsi l'animal.
De nombreuses ophiures sont aussi capables de se reproduire par scissiparité (reproduction asexuée), en se divisant en deux : c'est pour cela qu'un seul individu peut former des populations importantes en aquarium en l'absence de prédation. 

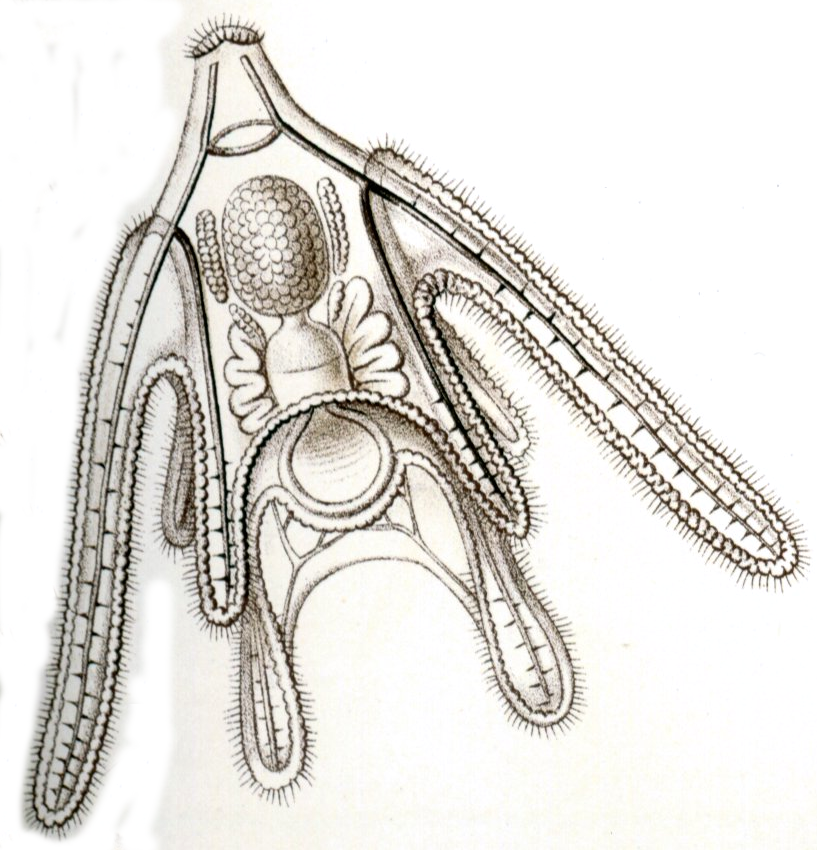
Ophiopluteus d’Ophiura albida (par Ernst Haeckel).
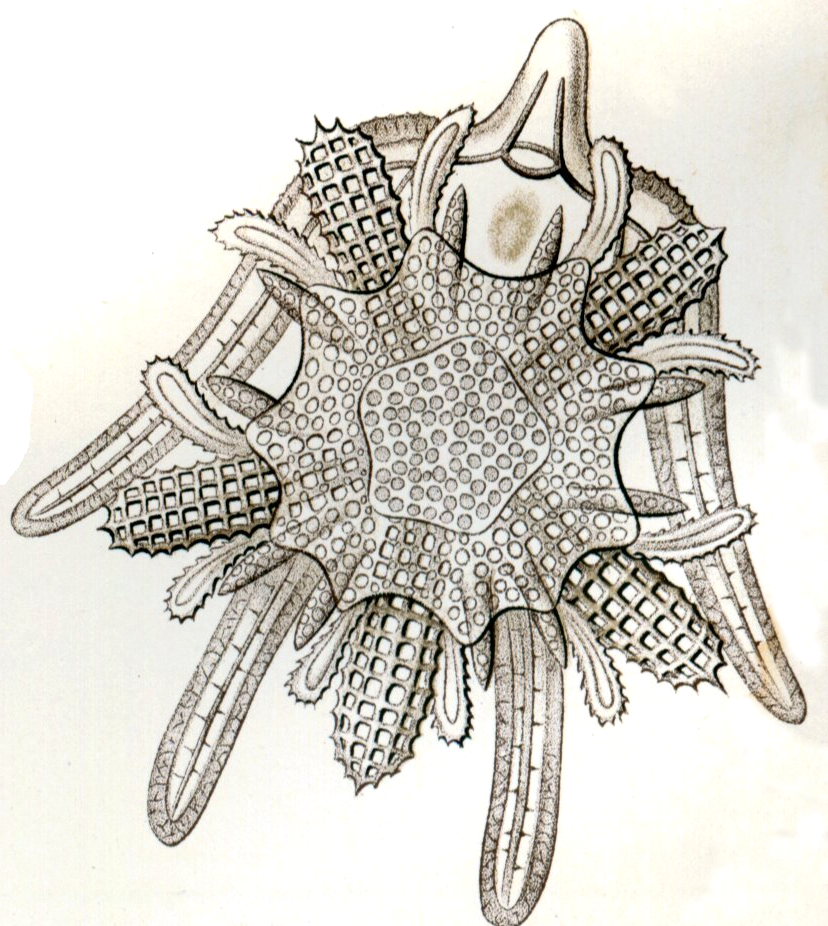
Larve à un stade plus avancé, on commence à voir la symétrie 5 secondaire.
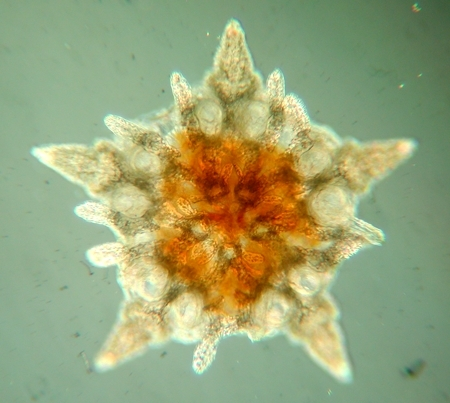
Larve en dernier stade planctonique.
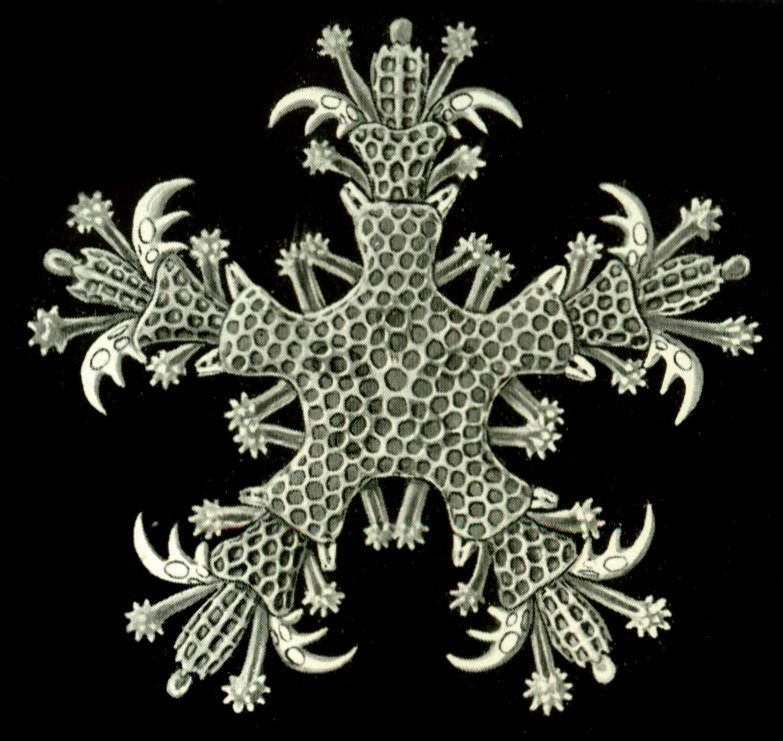
Ophiothrix fragilis juvénile, dessinée par Ernst Haeckel.
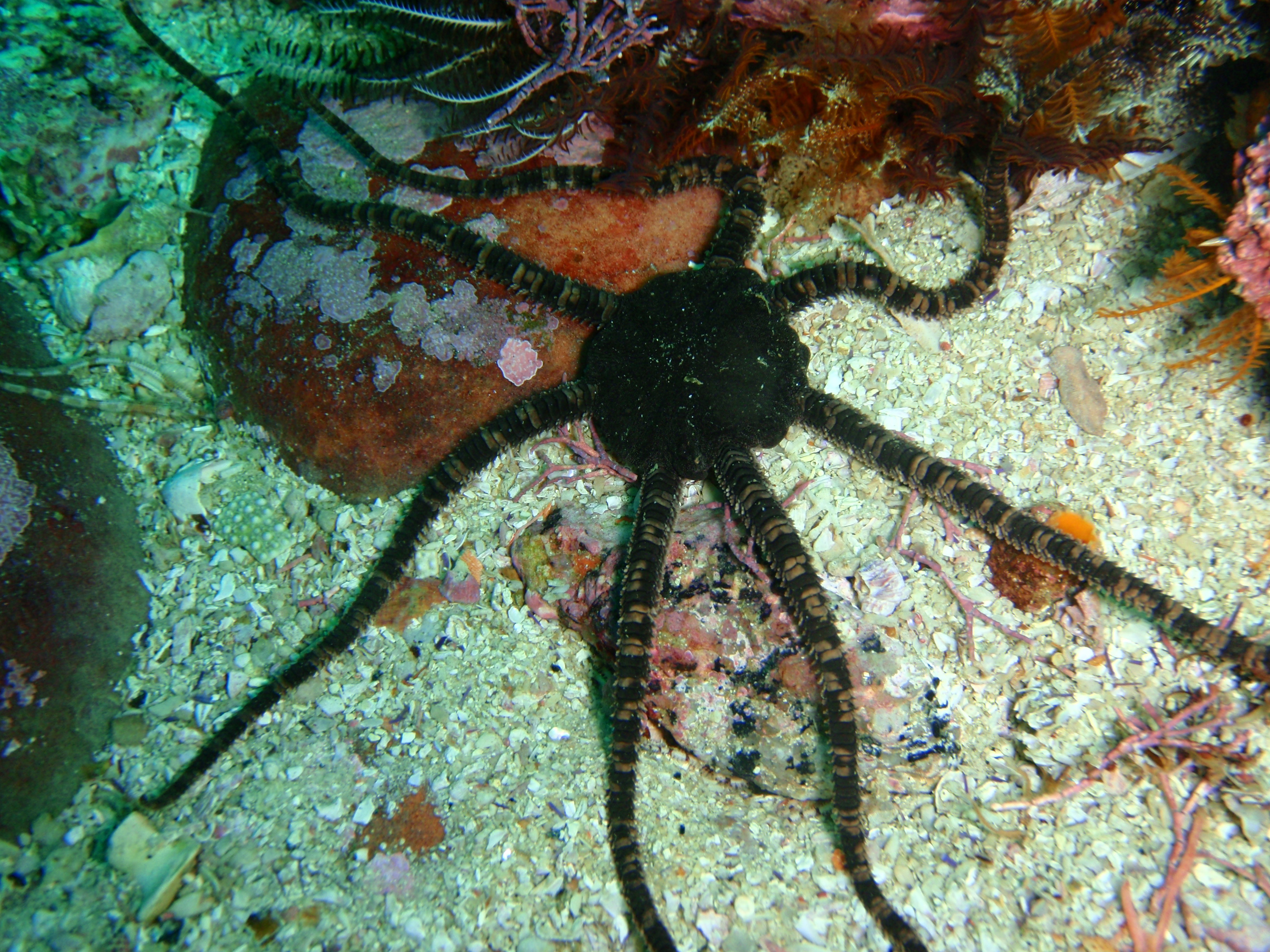
Ophioderma wahlbergi munie de 7 bras. Cette anomalie peut résulter d'un problème de développement ou de régénération.
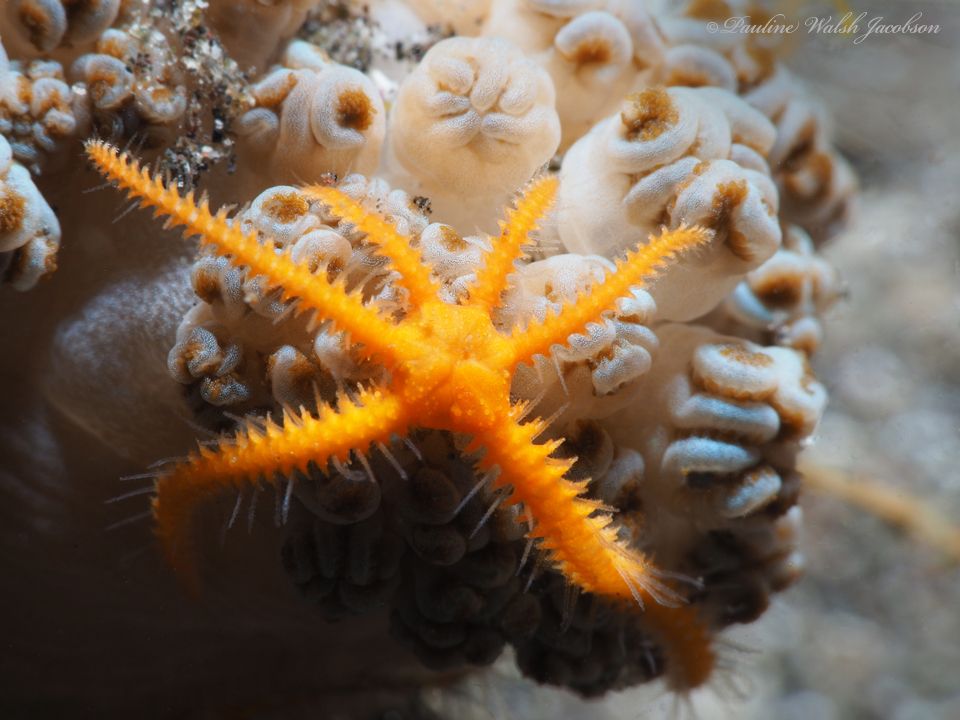
Certaines espèces comme Ophiothela mirabilis sont capables de se diviser en deux (scissiparité), d'où les 6 bras et la forme souvent asymétrique.

### Alimentation
La plupart des ophiures ont un régime assez généraliste et surtout opportuniste. 
- Une grande partie sont détritivores et charognardes, attendant l'obscurité pour sortir de leurs cachettes et arpenter le fond marin à la recherche de matière nutritive[6].
- Certaines sont aussi des prédateurs actifs d'animaux plus petits et plus lents qu'elles (mais parfois aussi des poissons pour certaines espèces rapides et agressives comme Ophiarachna incrassata[19]).
- D'autres, notamment les gorgonocéphales[8] mais aussi de nombreuses Ophiotrichidae[6] sont des espèces filtreuses, qui dressent leurs bras équipés d'organes filtreurs (épines, podia, ramifications...) face au courant, dans le but de capturer du plancton ou des débris dérivants[6], un peu à la manière de leurs cousines les crinoïdes. Elles peuvent former de véritables tapis incroyablement denses sur certains fonds où la nourriture en suspension abonde[20]. Certaines espèces abyssales semblent même capables d'attraper de grosses proies nageuses de cette manière, comme des poissons ou des calmars[21].

Les ophiures broient leur nourriture au moyen de leurs cinq appendices mandibulaires situés au centre de la face orale (inférieure), et dotés de petites dents râpeuses. Ces dents peuvent être assez spécialisées, et constituent l'un des critères de classification majeurs pour les ophiures. 

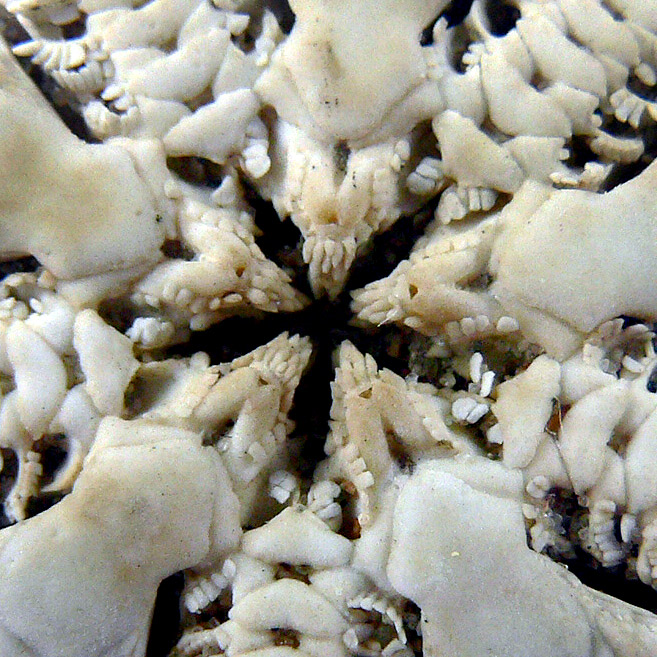
Gros plan sur la bouche et les dents d'une Ophiura.
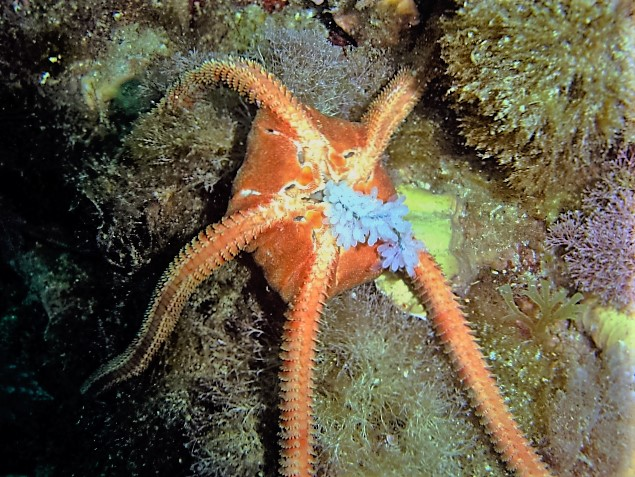
Une Ophioderma longicauda dévorant des œufs de céphalopode.
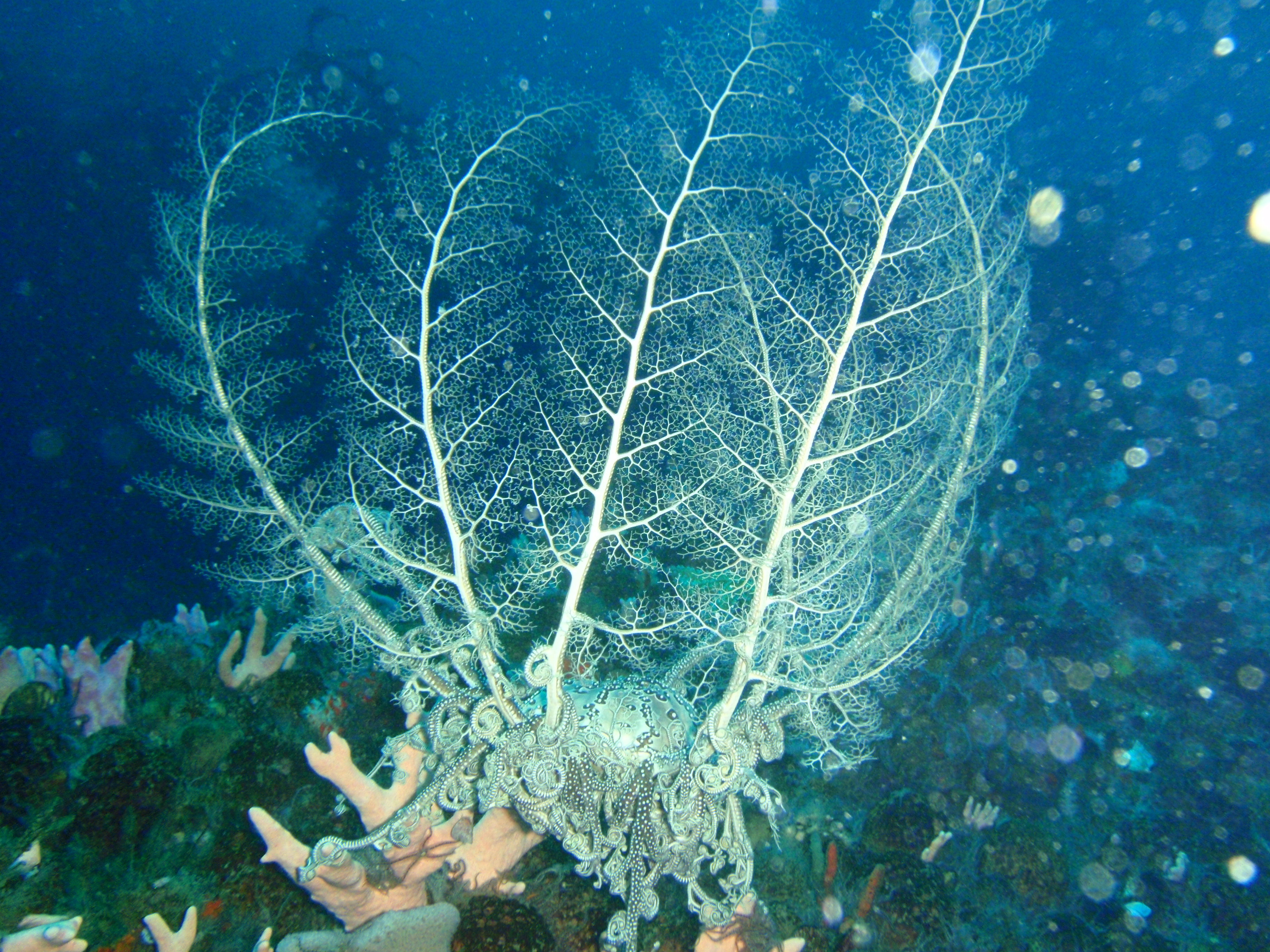
Une ophiure gorgonocéphale (Astrocladus euryale) en train de se nourrir, les bras étendus.
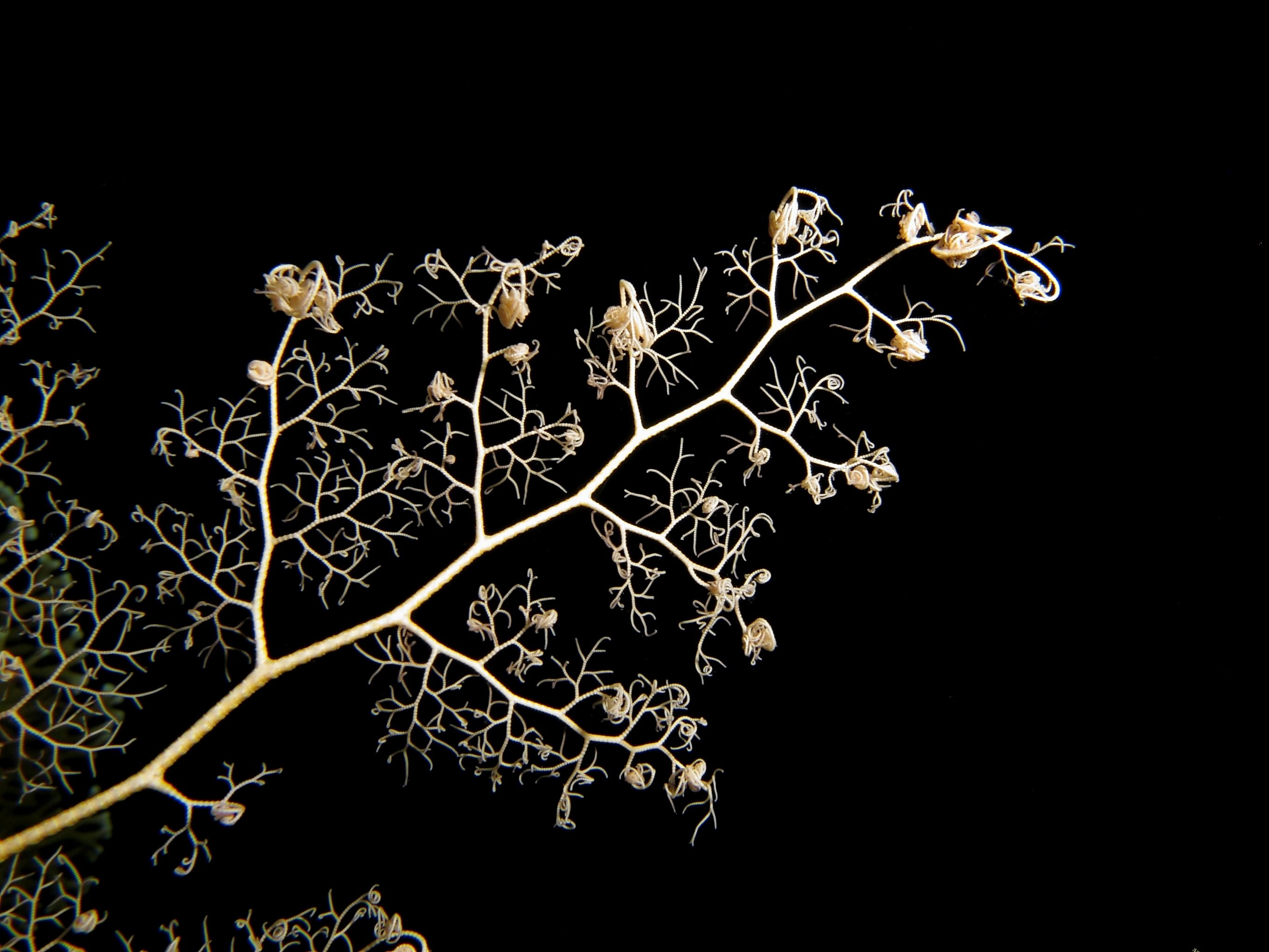
Gros plan sur un bras de gorgonocéphale, qui filtre l'eau pour piéger le plancton avec ses bras ramifiés.
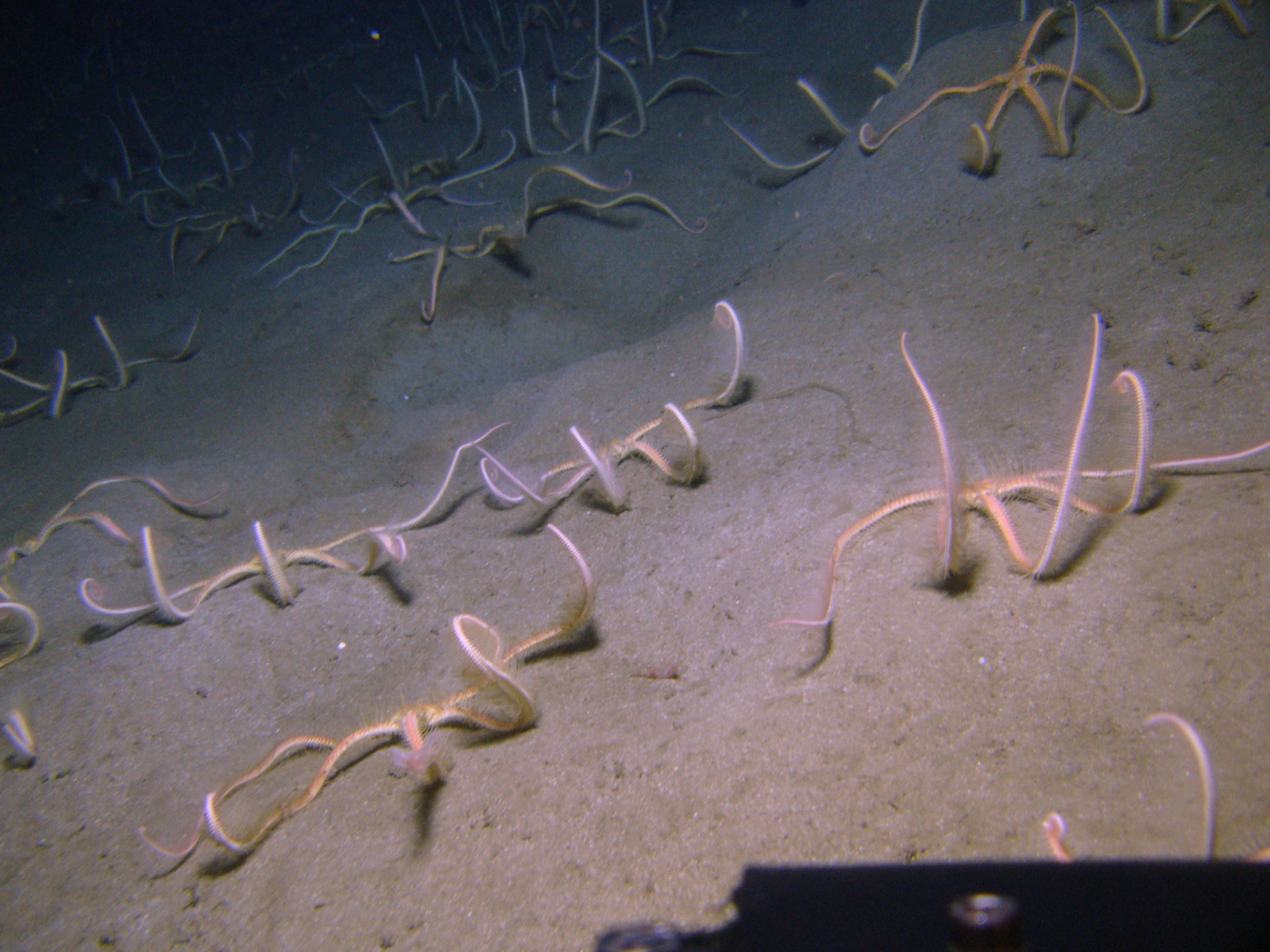
Certaines ophiures non gorgonocéphale sont également planctonivores, avec des bras hérissés de piquants couverts d'un mucus collant.

### Comportement et écologie

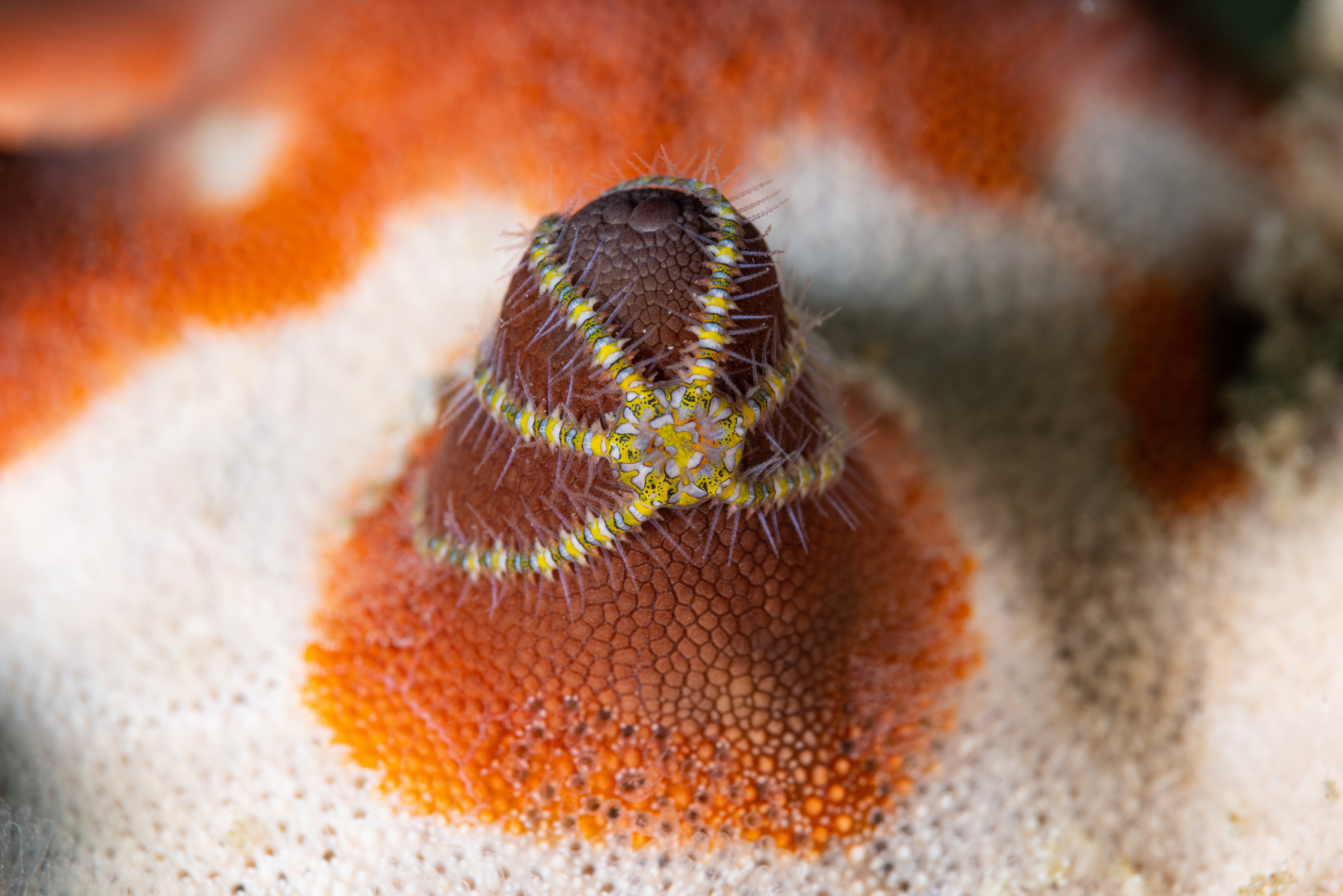
Ophiothela mirabilis vivant en symbiose sur une étoile Protoreaster nodosus.

Les ophiures sont volontiers grégaires, et dans certains endroits où la nourriture est abondantes, elles peuvent former de véritables tapis grouillants. Elles se déplacent en rampant au moyen de leurs cinq bras souples, ce qui les différencie des étoiles de mer, qui se déplacent sur leur tapis de podia sans bouger les bras. Certaines espèces sont capables de nager une sorte de « brasse ». 
Comme beaucoup d'échinodermes, les ophiures ont d'excellentes capacités régénératrices, et peuvent perdre un ou plusieurs bras sans danger pour leur survie, puisqu'elles pourront le reconstituer en quelques semaines ou mois. Ainsi, de nombreuses espèces utilisent l'autotomie comme mécanisme de défense, abandonnant un bras à leur agresseur pour mieux prendre la fuite, pendant que le prédateur est distrait par le bras qui peut continuer de bouger plusieurs heures : c'est de là que leur vient leur nom anglais, « brittlestar » (« étoiles fragile »). 
La très large majorité des ophiures sont des animaux nocturnes et sciaphiles (ou lucifuges) : elles fuient la lumière en se dissimulant sous des objets, dans des anfractuosités, dans le sédiment ou en profondeur. Leur épiderme est en effet parcouru de réseaux de cellules nerveuses photosensibles qui leur confèrent une vision rudimentaire. On a longtemps cru que d'étranges lentilles de calcites disposées sur leur disque central pouvaient jouer un rôle dans la vision des ophiures, mais l'absence de connexion neuronale sur ces structures semble invalider cette hypothèse, et le mécanisme de vision « extraoculaire » par des chromatophores répartis dans tout l'épiderme commence à être compris.
Une grande partie des ophiures dissimulent en permanence leur disque central (siège des organes vitaux), dans une cavité ou dans le sédiment, et n'en laissent émerger que leurs bras, parfois très longs, pour prospecter de la nourriture dans le courant. 
Un phénomène de bioluminescence a également été observé sur certaines espèces, comme Amphipholis squamata.
Pour se protéger, de nombreuses ophiures vivent en association voire en symbiose avec d'autres animaux plus gros qu'elles, qu'il s'agisse d'animaux fixes comme des coraux ou d'animaux mobiles comme d'autres échinodermes, mais aussi, par exemple, des méduses.
Là où les ophiures abondent (notamment les Amphiuridae qui peuvent constituer des tapis recouvrant tout le plancher marin), elles rencontrent parfois des prédateurs très spécialisés, comme le nudibranche Kalinga ornata. 

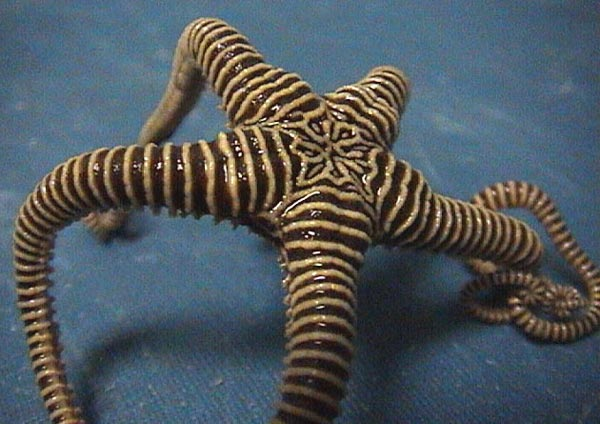
Asteroporpa annulata se hissant sur ses bras.
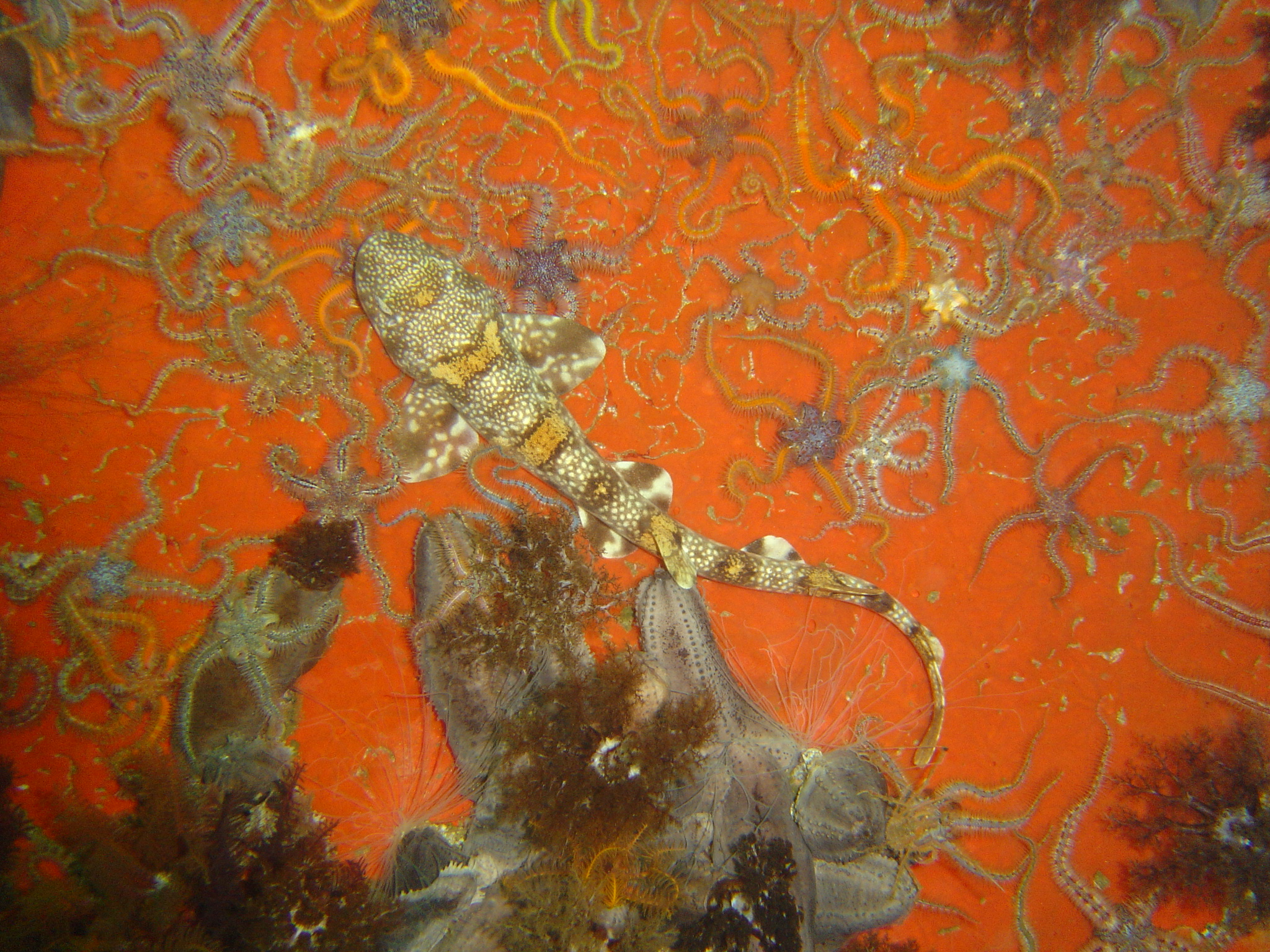
Les ophiures peuvent parfois vivre en densités très importantes, comme ici en Afrique du Sud.
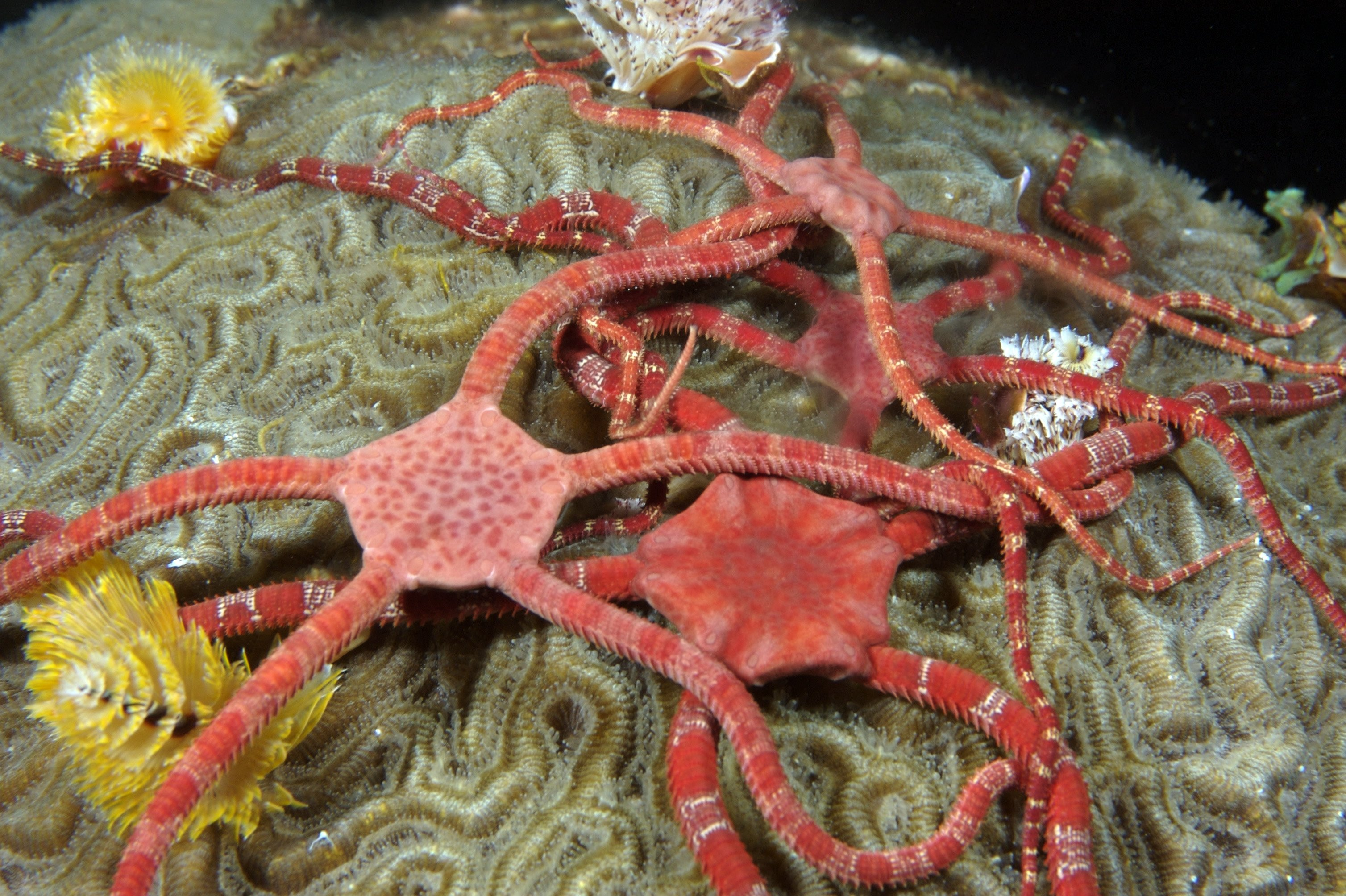
Agrégation d’Ophioderma rubicundum sur un massif de corail en vue de la reproduction.
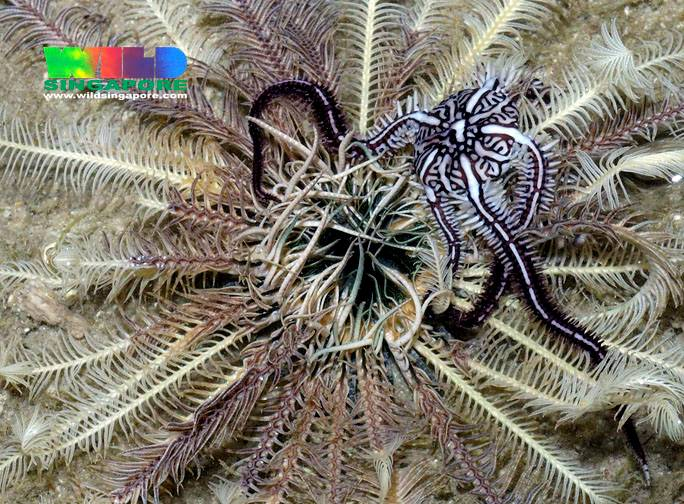
Ophiomaza cacaotica vit souvent en association avec des crinoïdes.
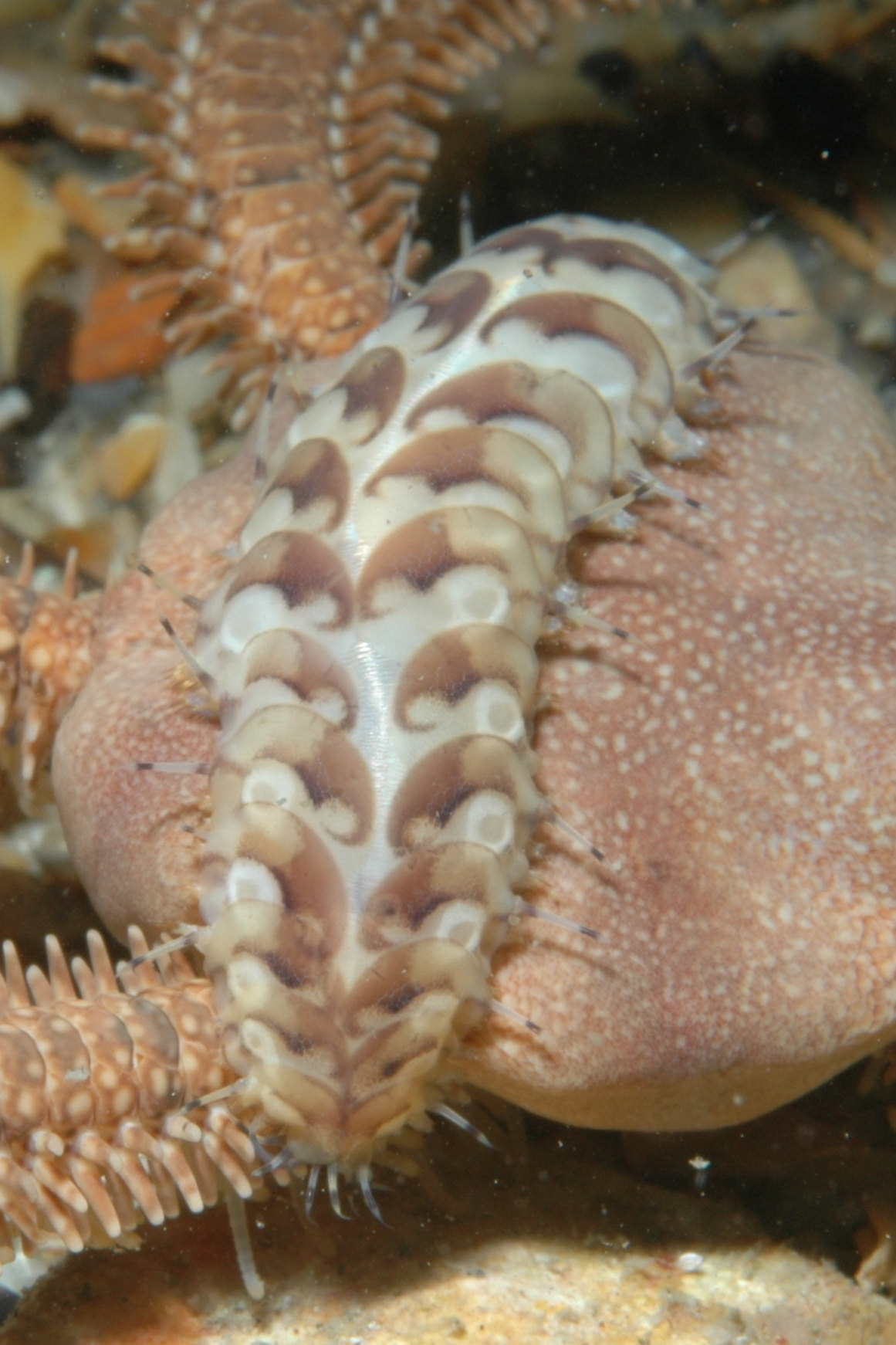
Exemple de symbiote : un ver Lepidonotus melanogrammus sur une Ophionereis schayeri.
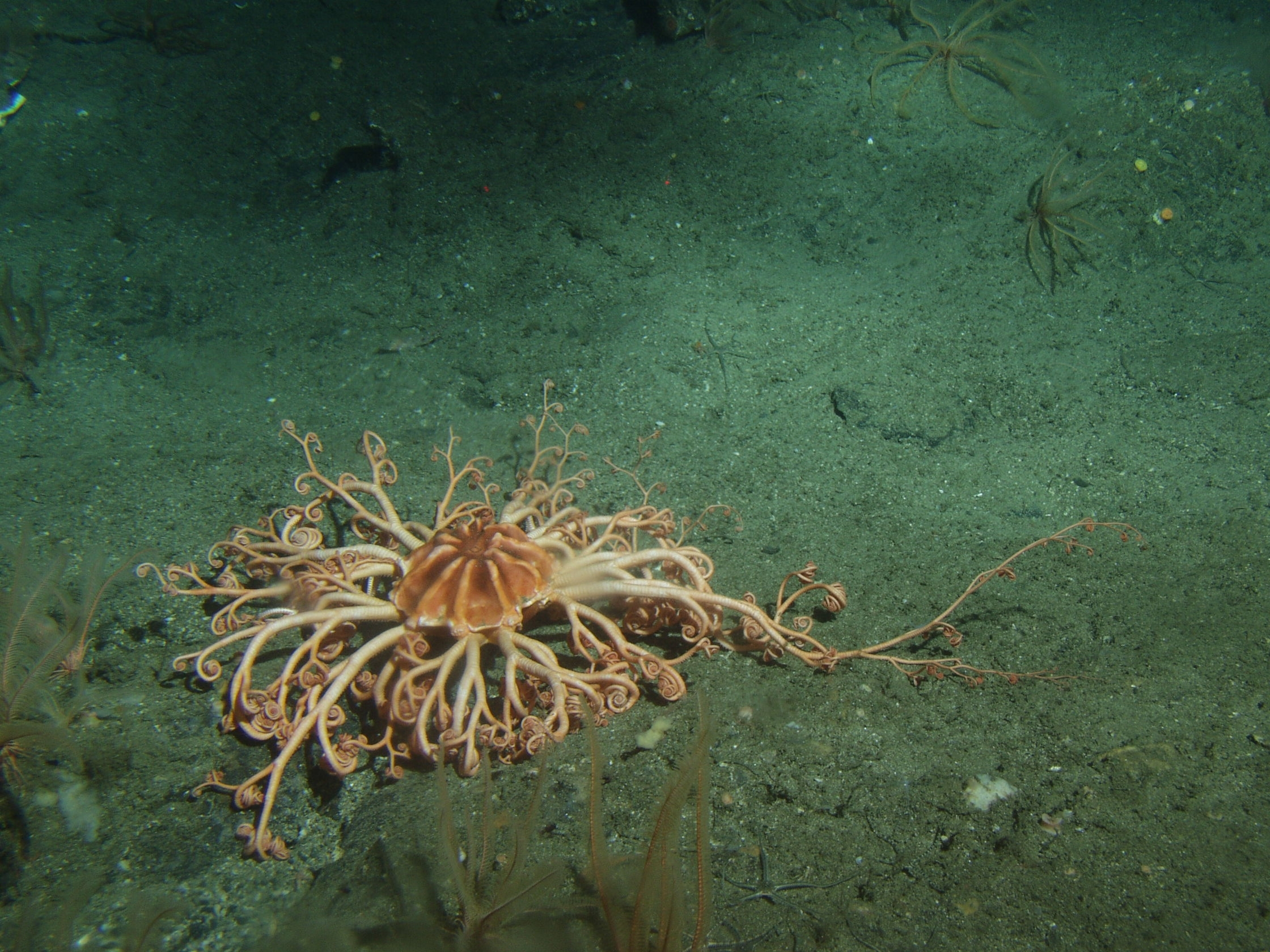
Les ophiures gorgonocéphales peuvent adopter des formes complexes, comme cette Gorgonocephalus eucnemisin sub-abyssale.

## Taxinomie et classification
Longtemps confondues avec les étoiles de mer (avec qui elles forment le super-embranchement des Asterozoa), les ophiures ne sont que progressivement distinguées des étoiles, notamment dans l'Histoire naturelle des animaux sans vertèbres de Jean-Baptiste de Lamarck (1816), qui en fait un genre de la catégorie des « stellérides » (avec les comatules, euryales et astéries). La classe des ophiures (« Ophiuroidea ») est redécrite et définitivement instaurée par John Edward Gray en 1840. La classification des ophiures débute ensuite avec Ljungman (1867), auteur des principales familles. Matsumoto a raffiné la classification en 1915, établissant le premier arbre phylogénique putatif en 1917. Celui-ci n'a pas été retouché avant 1966 (Spencer & Wright, Treatise on Invertebrate Paleontology), travail modernisé par Smith et al. (1995). Les premiers travaux de phylogénie moléculaire (fondée sur l'ADN et non plus sur la seule morphologie) sont dus à Sabine Stöhr et Timothy D. O’Hara dans les années 2010 : ceux-ci ont suggéré que la phylogénie traditionnelle était entièrement à revoir sur des bases génétiques, ce qui n'a été achevé qu'en 2017, entraînant une vaste réorganisation de la classification interne du groupe, dont la création de cinq nouveaux ordres et de nombreuses familles. 
En 2013, 2 064 espèces d'ophiures avaient été recensées d'après une publication de Stohr, O'Hara et Thuy dans la revue PLOS One. La base de données du World Register of Marine Species (8 décembre 2013) en compte pour sa part 2 122, mais du fait des nombreux spécimens récoltés et encore non-identifiés le chiffre réel dépasserait probablement les 3 000. Cela fait de ce groupe le plus vaste de tous les échinodermes en l'état actuel des connaissances (devant les étoiles de mer). La même étude dénombre 270 genres, et l'étude de 2017 compte 33 familles dans 6 ordres. Cette diversité est très inégalement répartie : par exemple, 467 espèces appartiennent à la seule famille des Amphiuridae (ophiures grêles qui vivent enterrées dans le sédiment en laissant dépasser leurs bras munis de cils pour capturer le plancton).

### Liste des ordres et familles
La classification a repose jusqu'à la fin du XXe siècle sur des critères morphologiques parfois non pertinents : il a fallu attendre une vaste révision en 2017 sur la base de données génétiques récentes pour avoir une phylogénie moderne de ce groupe, très différente de l'ancienne. Notamment, à la bipartition ancienne entre Euryalida et Ophiurida se substitue une division entre Euryophiurida (contenant Ophiurida et Euryalida) et Ophintegrida (contenant les autres groupes actuels). Une nouvelle clef morphologique des familles a été publiée en 2021. 

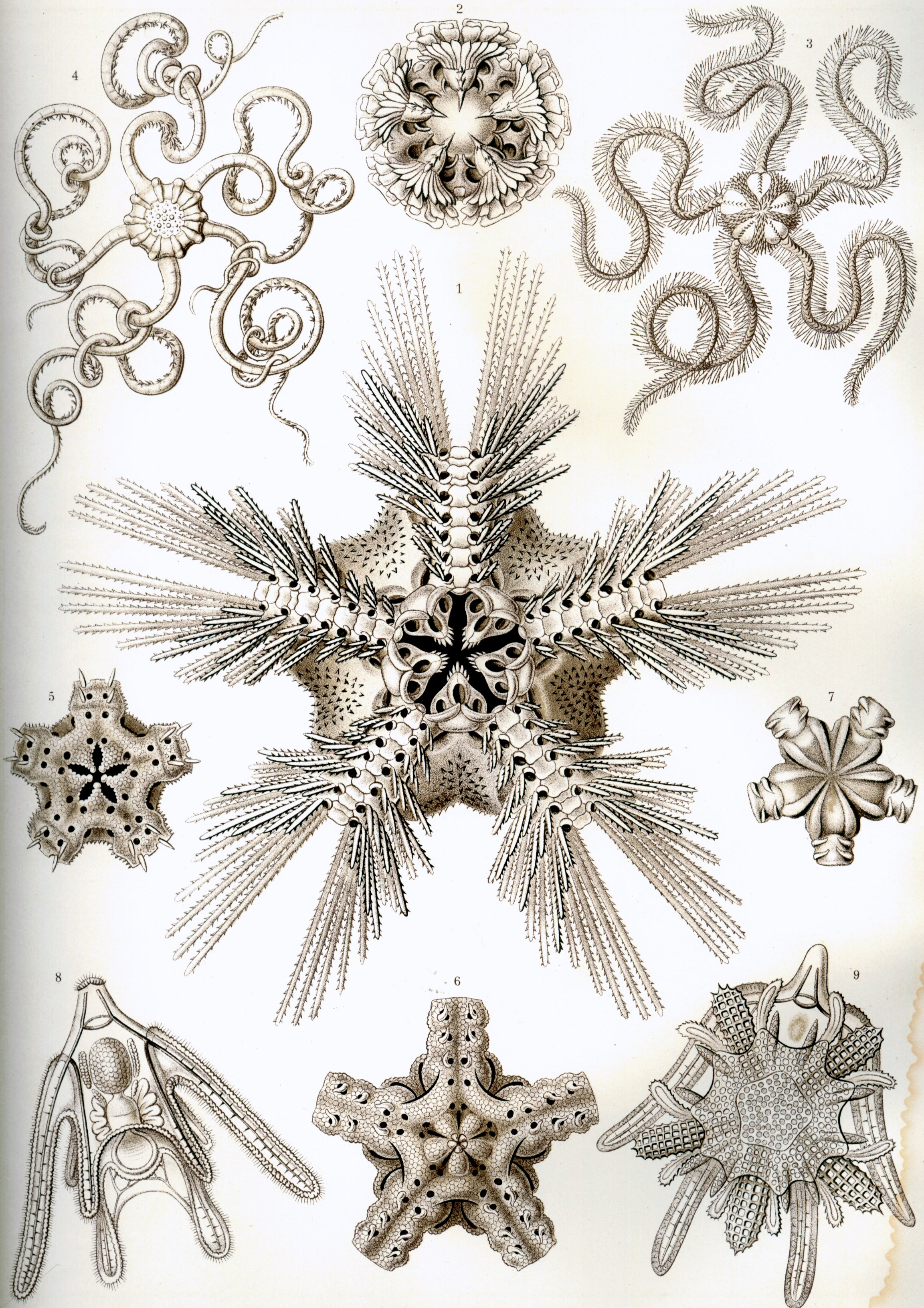
Planche des ophiures dans les Formes artistiques de la nature d'Ernst Haeckel.

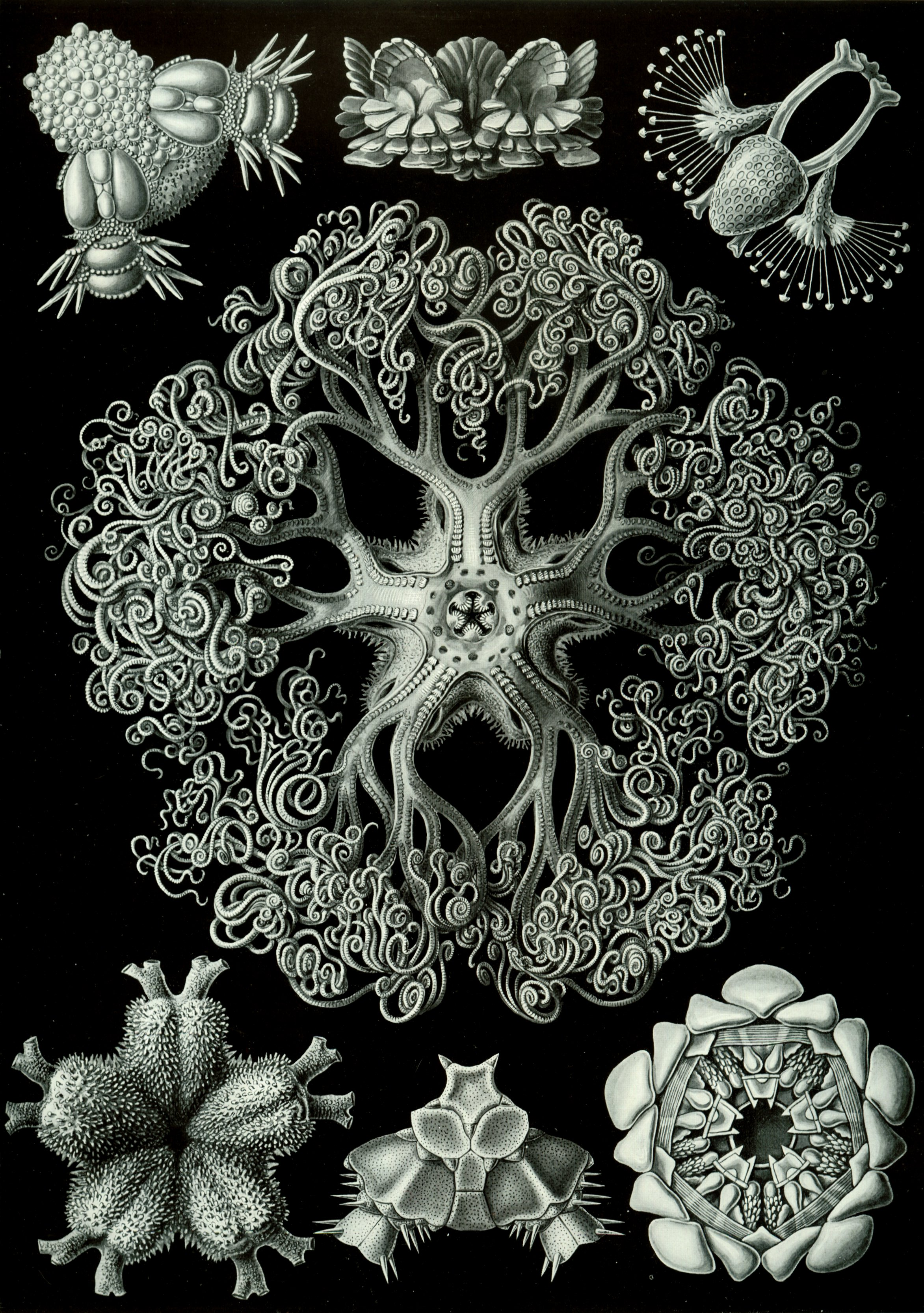
Seconde planche des ophiures d'Haeckel.

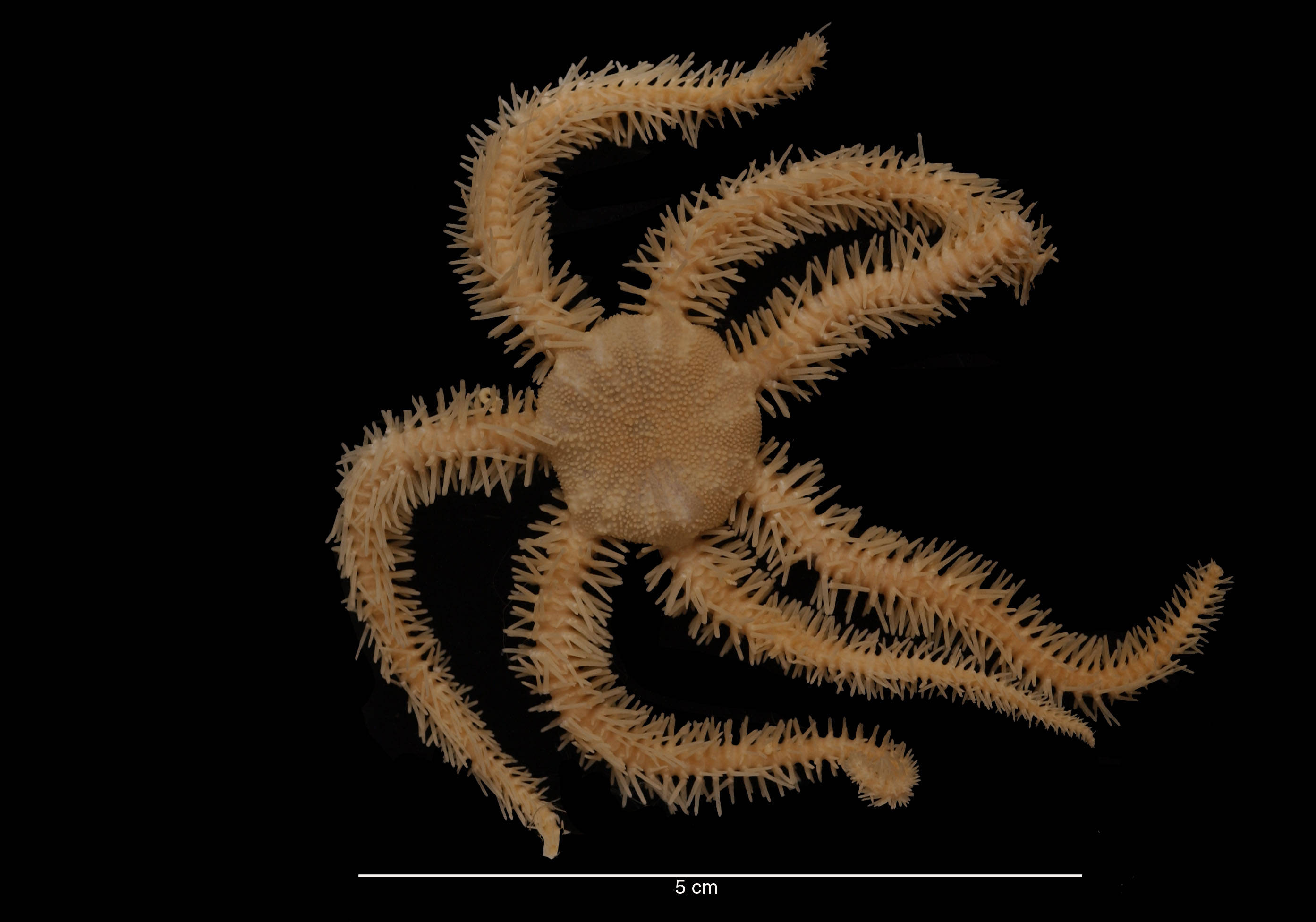
Exemple rare d'ophiure à 7 bras : Ophiacantha vivipara.

| Selon World Register of Marine Species (24 mars 2018) : - sous-classe Myophiuroidea Matsumoto, 1915 - infra-classe Metophiurida Matsumoto, 1913 - super-ordre Euryophiurida O'Hara, Hugall, Thuy, Stöhr & Martynov, 2017 - ordre Euryalida Lamarck, 1816 - famille Asteronychidae Ljungman, 1867 - famille Euryalidae Gray, 1840 - famille Gorgonocephalidae Ljungman, 1867 - ordre Ophiurida Müller & Troschel, 1840 sensu O'Hara et al., 2017 - sous-ordre Ophiomusina O'Hara et al., 2017 - famille Ophiomusaidae (O'Hara, Stöhr, Hugall, Thuy, Martynov, 2018) - famille Ophiosphalmidae (O'Hara, Stöhr, Hugall, Thuy & Martynov, 2018) - Ophiomusina incertae sedis - sous-ordre Ophiurina Müller & Troschel, 1840 sensu O'Hara et al., 2017 - famille Astrophiuridae Sladen, 1879 - famille Ophiopyrgidae Perrier, 1893 - famille Ophiuridae Müller & Troschel, 1840 - Ophiurina incertae sedis - Ophiurida incertae sedis - super-ordre Ophintegrida O'Hara, Hugall, Thuy, Stöhr & Martynov, 2017 - ordre Amphilepidida O'Hara, Hugall, Thuy, Stöhr & Martynov, 2017 - sous-ordre Gnathophiurina Matsumoto, 1915 - super-famille Amphiuroidea Ljungman, 1867 - famille Amphiuridae Ljungman, 1867 - famille Amphilepididae Matsumoto, 1915 - super-famille Ophiactoidea Ljungman, 1867 - famille Ophiactidae Matsumoto, 1915 - famille Ophiopholidae O'Hara, Stöhr, Hugall, Thuy & Martynov, 2018 - famille Ophiothamnidae O'Hara, Stöhr, Hugall, Thuy & Martynov, 2018 - famille Ophiotrichidae Ljungman, 1867 - sous-ordre Ophionereidina O'Hara, Hugall, Thuy, Stöhr & Martynov, 2017 - super-famille Ophiolepidoidea Ljungman, 1867 - famille Hemieuryalidae Verrill, 1899 - famille Ophiolepididae Ljungman, 1867 (restricted) - super-famille Ophionereidoidea Ljungman, 1867 - famille Amphilimnidae O'Hara, Stöhr, Hugall, Thuy & Martynov, 2018 - famille Ophionereididae Ljungman, 1867 - sous-ordre Ophiopsilina Matsumoto, 1915 - super-famille Ophiopsiloidea Matsumoto, 1915 - famille Ophiopsilidae Matsumoto, 1915 - ordre Ophiacanthida O'Hara, Hugall, Thuy, Stöhr & Martynov, 2017 - sous-ordre Ophiacanthina O'Hara, Hugall, Thuy, Stöhr & Martynov, 2017 - - famille Clarkcomidae O'Hara, Stöhr, Hugall, Thuy & Martynov, 2018 - famille Ophiacanthidae Ljungman, 1867 - famille Ophiobyrsidae Matsumoto, 1915 - famille Ophiocamacidae (O'Hara, Stöhr, Hugall, Thuy, Martynov, 2018) - famille Ophiopteridae O'Hara, Stöhr, Hugall, Thuy & Martynov, 2018 - famille Ophiotomidae Paterson, 1985 - sous-ordre Ophiodermatina Ljungman, 1867 - super-famille Ophiocomoidea Ljungman, 1867 - famille Ophiocomidae Ljungman, 1867 - super-famille Ophiodermatoidea Ljungman, 1867 - famille Ophiodermatidae Ljungman, 1867 - famille Ophiomyxidae Ljungman, 1867 - famille Ophiopezidae O'Hara, Stöhr, Hugall, Thuy & Martynov, 2018 - Ophiacanthida incertae sedis - ordre Ophioleucida O'Hara, Hugall, Thuy, Stöhr & Martynov, 2017 - famille Ophiernidae O'Hara, Stöhr, Hugall, Thuy & Martynov, 2018 - famille Ophioleucidae Matsumoto, 1915 - ordre Ophioscolecida O'Hara, Hugall, Thuy, Stöhr & Martynov, 2017 - famille Ophiohelidae Perrier, 1893 - famille Ophioscolecidae Lütken, 1869 - Ophiuroidea incertae sedis | Selon ITIS (8 décembre 2013) : - ordre Oegophiurida - sous-ordre Zeugophiurina - famille Ophiocanopidae - ordre Ophiurida Müller and Troschel, 1840 - sous-ordre Chilophiurina Matsumoto, 1915 - famille Ophiocomidae Ljungman, 1867 - famille Ophiodermatidae Ljungman, 1867 - famille Ophioleucidae - famille Ophionereididae Ljungman, 1867 - famille Ophiuridae Lyman, 1865 - sous-ordre Gnathophiurina Matsumoto, 1915 - famille Amphilepididae Matsumoto, 1915 - famille Amphiuridae Ljungman, 1867 - famille Ophiactidae Matsumoto, 1915 - famille Ophiotrichidae Ljungman, 1866 - sous-ordre Laemophiurina Matsumoto, 1915 - famille Hemieuryalidae - famille Ophiacanthidae Perrier, 1891 - ordre Phrynophiurida Matsumoto, 1915 - sous-ordre Ophiomyxina Fell, 1962 - famille Ophiomyxidae Ljungman, 1866 - sous-ordre Euryalina Lamarck, 1816 - famille Asteronychidae Müller and Troschel, 1842 - famille Asteroschematidae Verrill, 1899 - famille Euryalidae Gray, 1840 - famille Gorgonocephalidae Ljungman, 1867 |

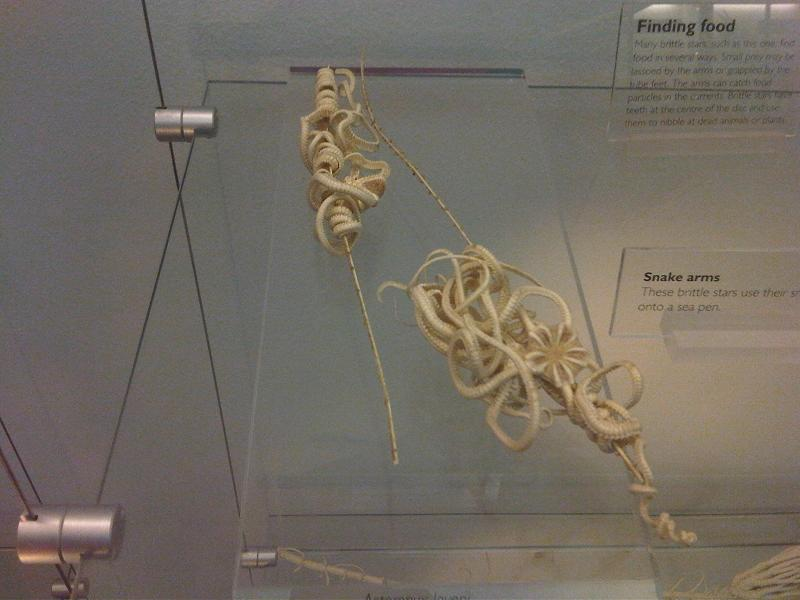
Asteronyx loveni, une Asteronychidae
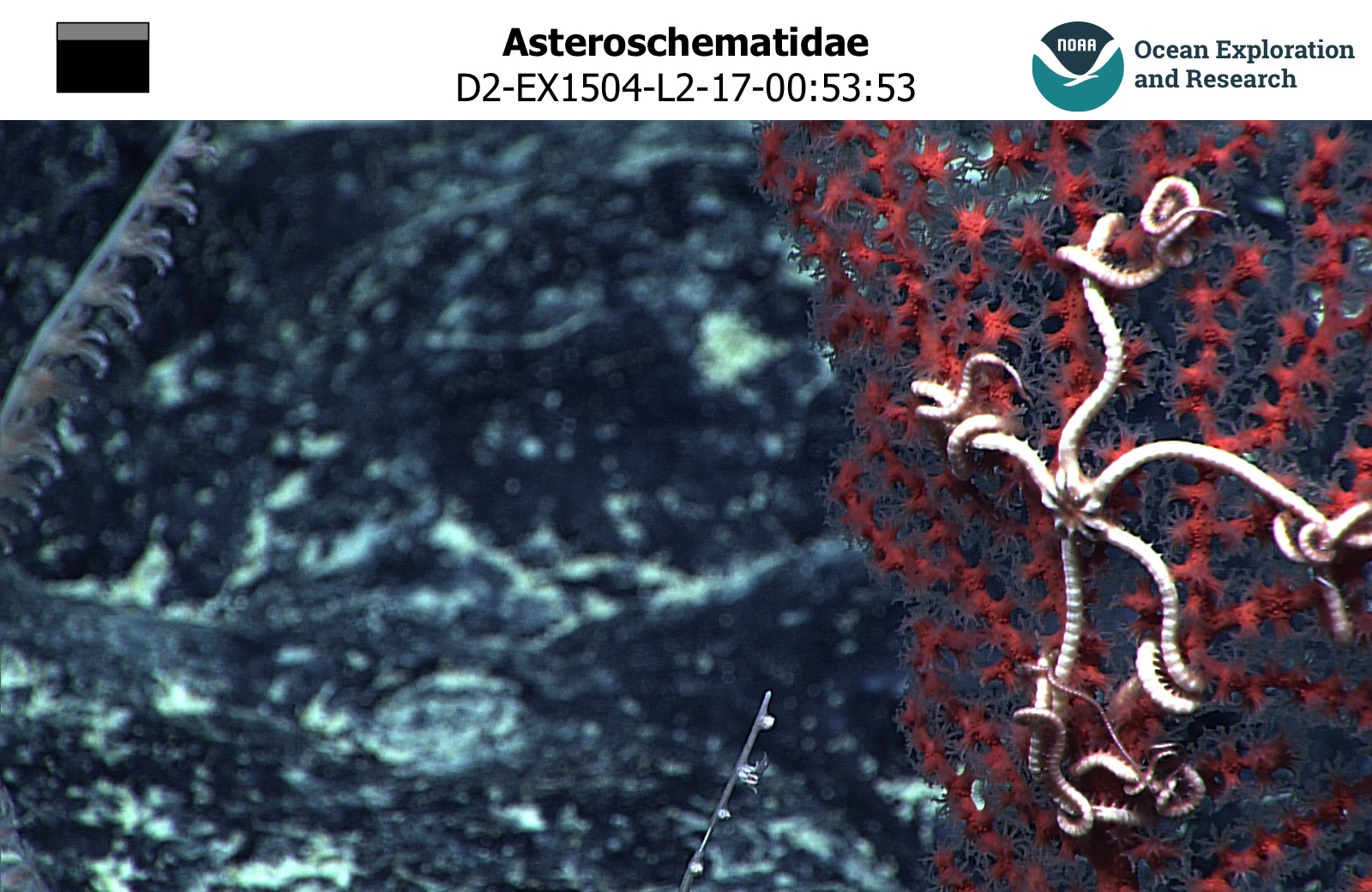
Une Asteroschematidae
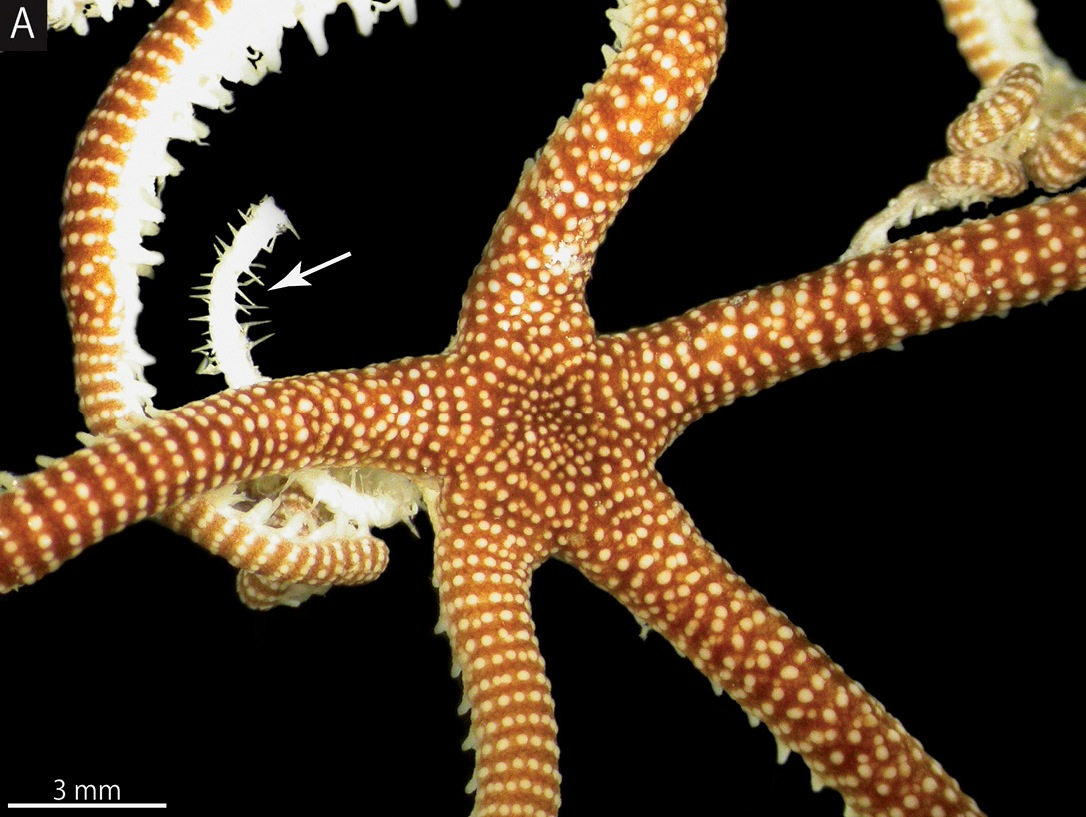
Squamophis albozosteres, une Astrocharidae
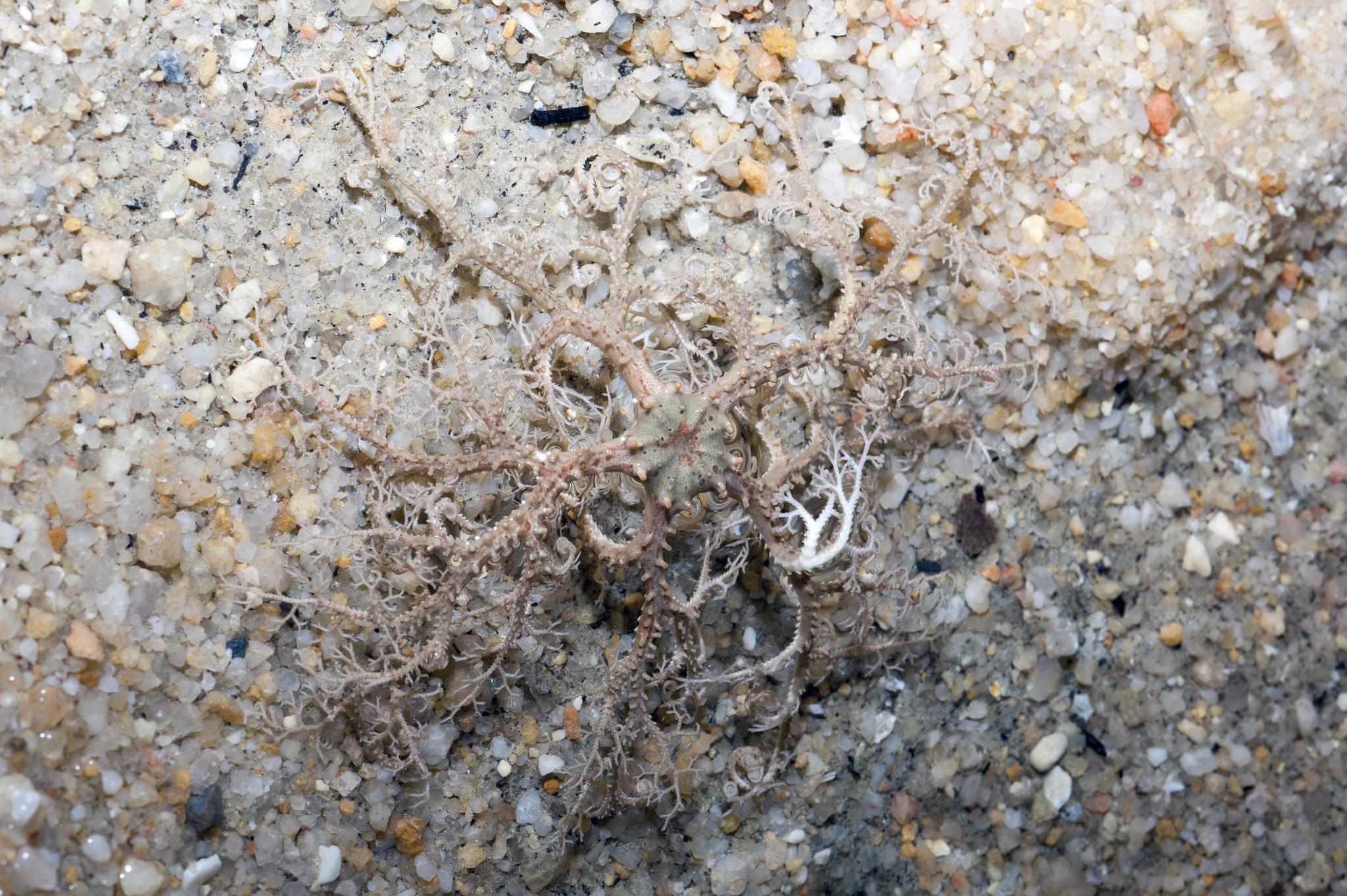
Euryale aspera, une Euryalidae
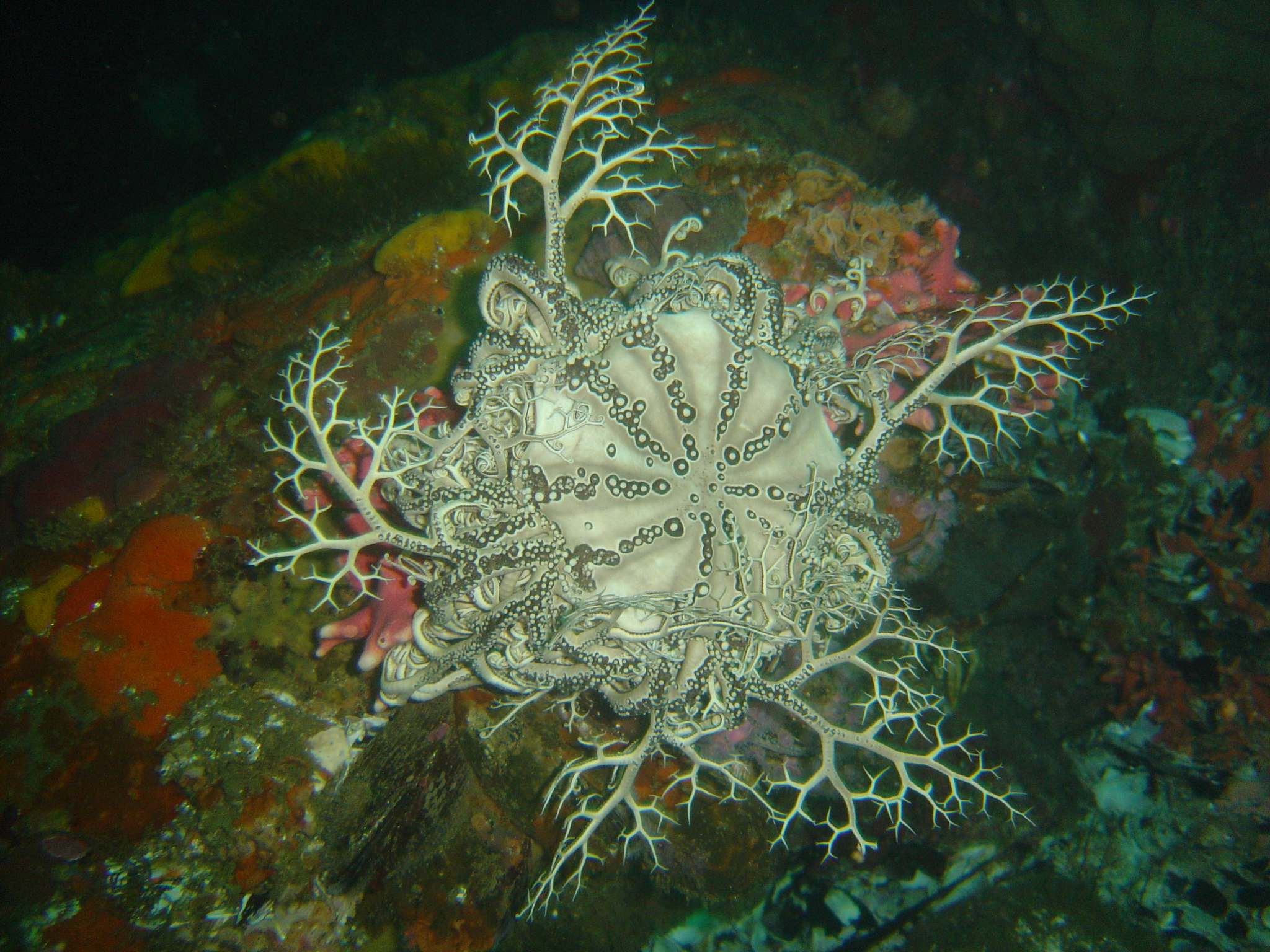
Astrocladus euryale, une Gorgonocephalidae
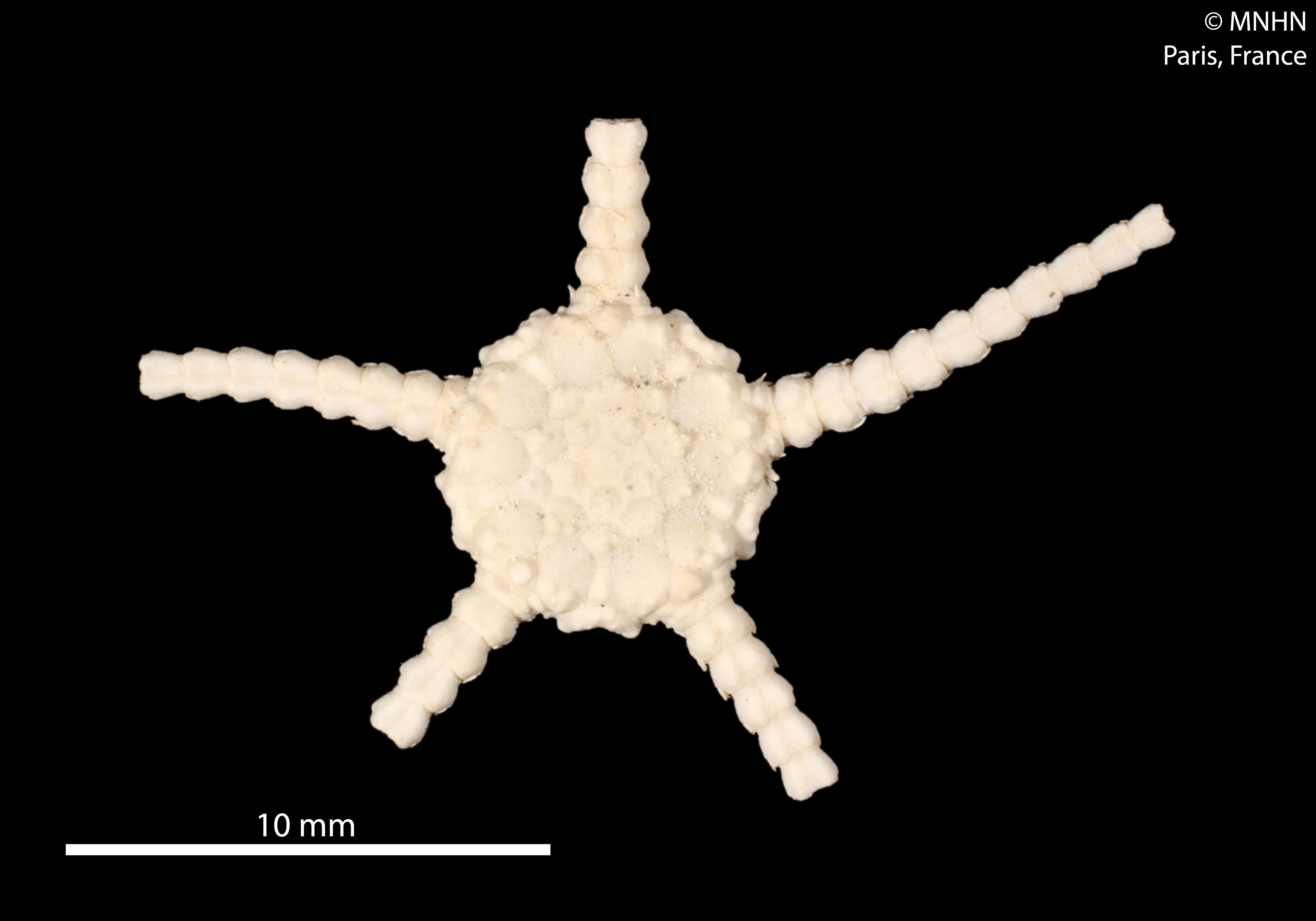
Ophiomusa acufera, une Ophiomusaidae
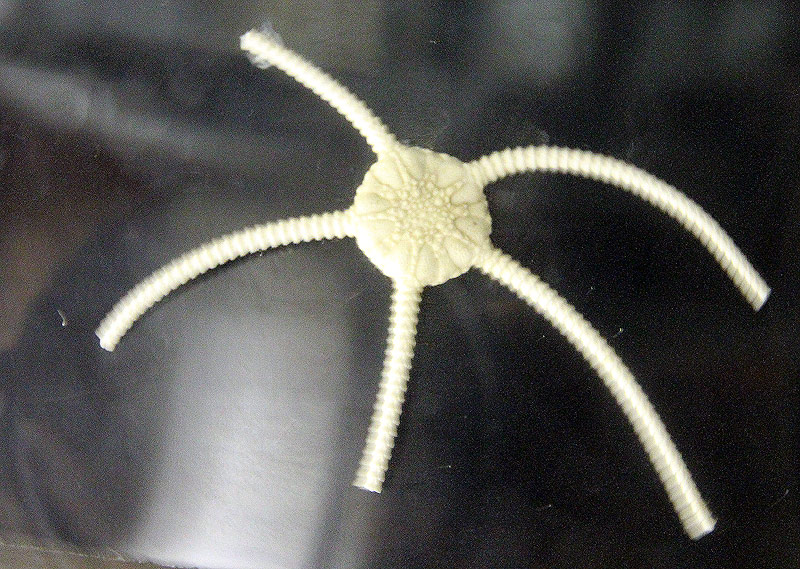
Ophiomusium lymani, une Ophiosphalmidae
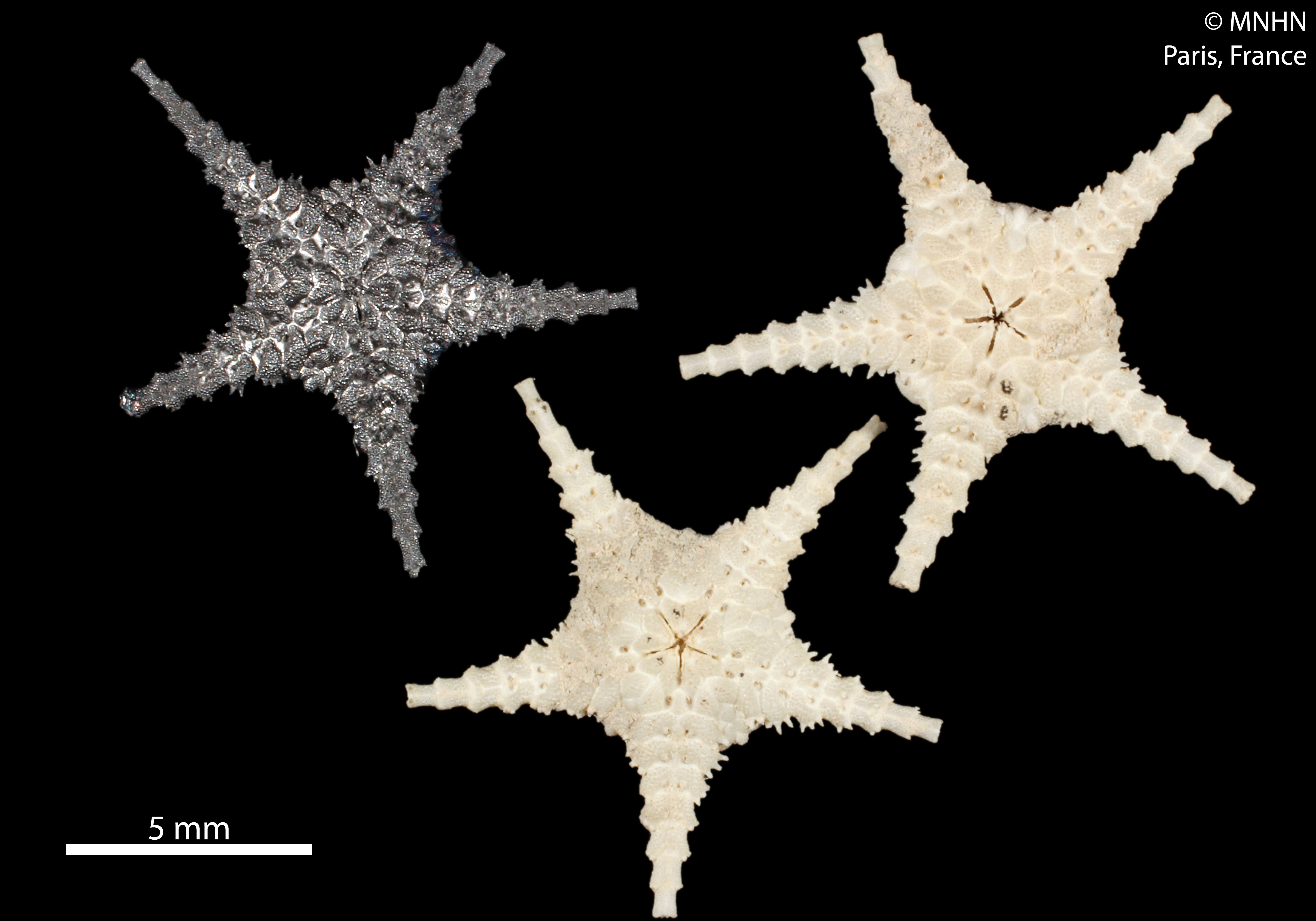
Ophiomisidium crosnieri, une Astrophiuridae
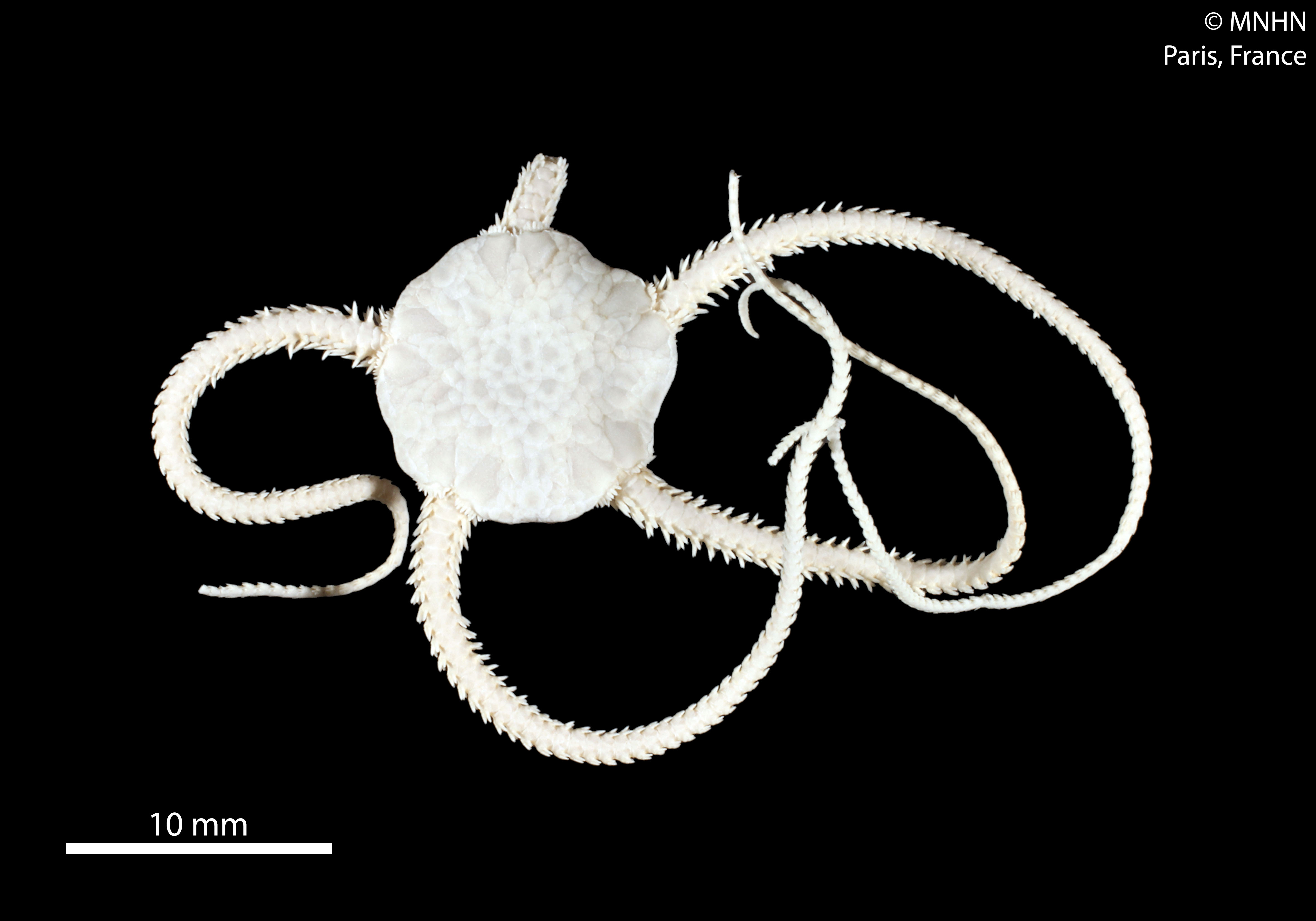
Spinophiura jolliveti, une Ophiopyrgidae
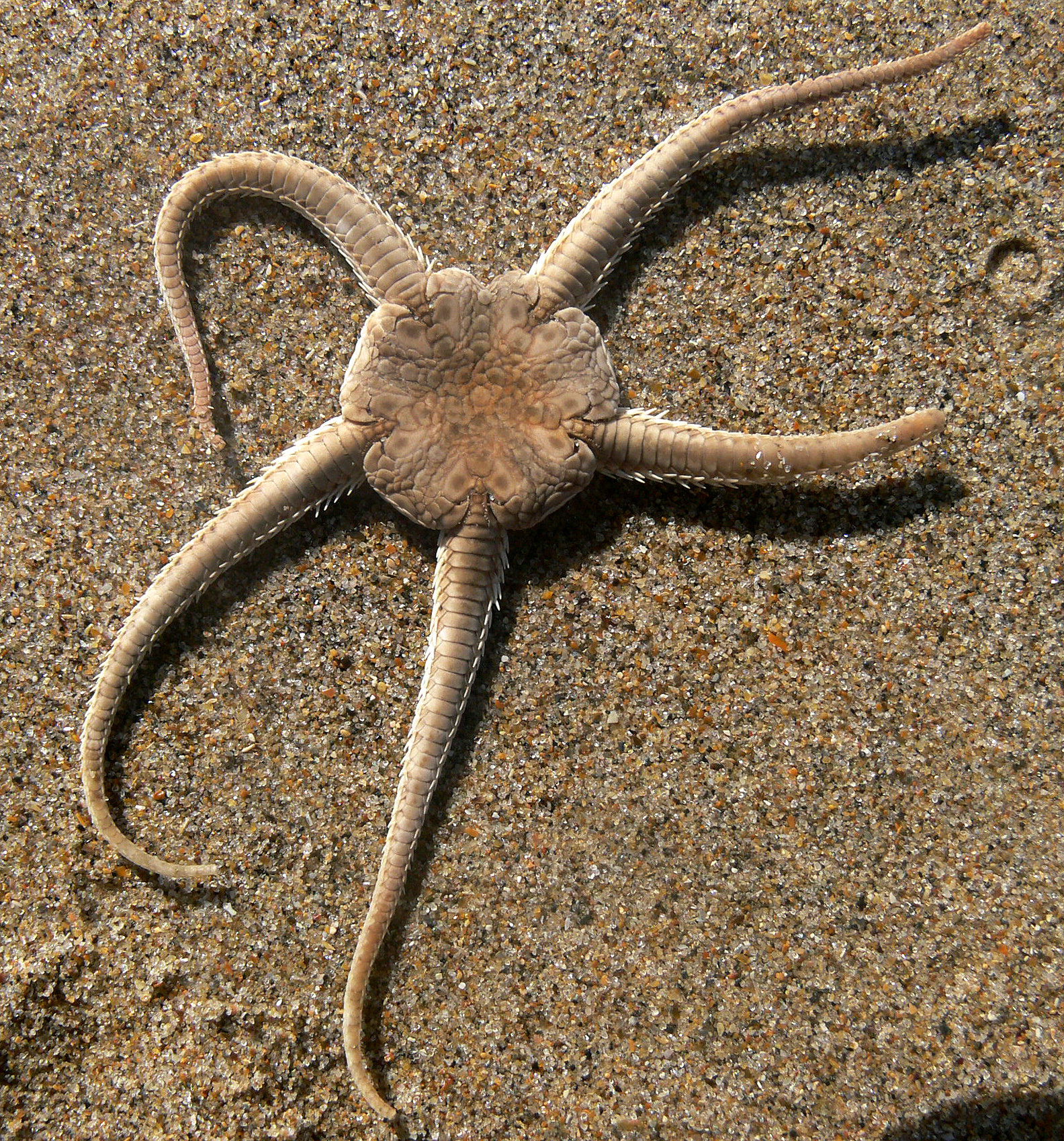
Ophiura ophiura, une Ophiuridae
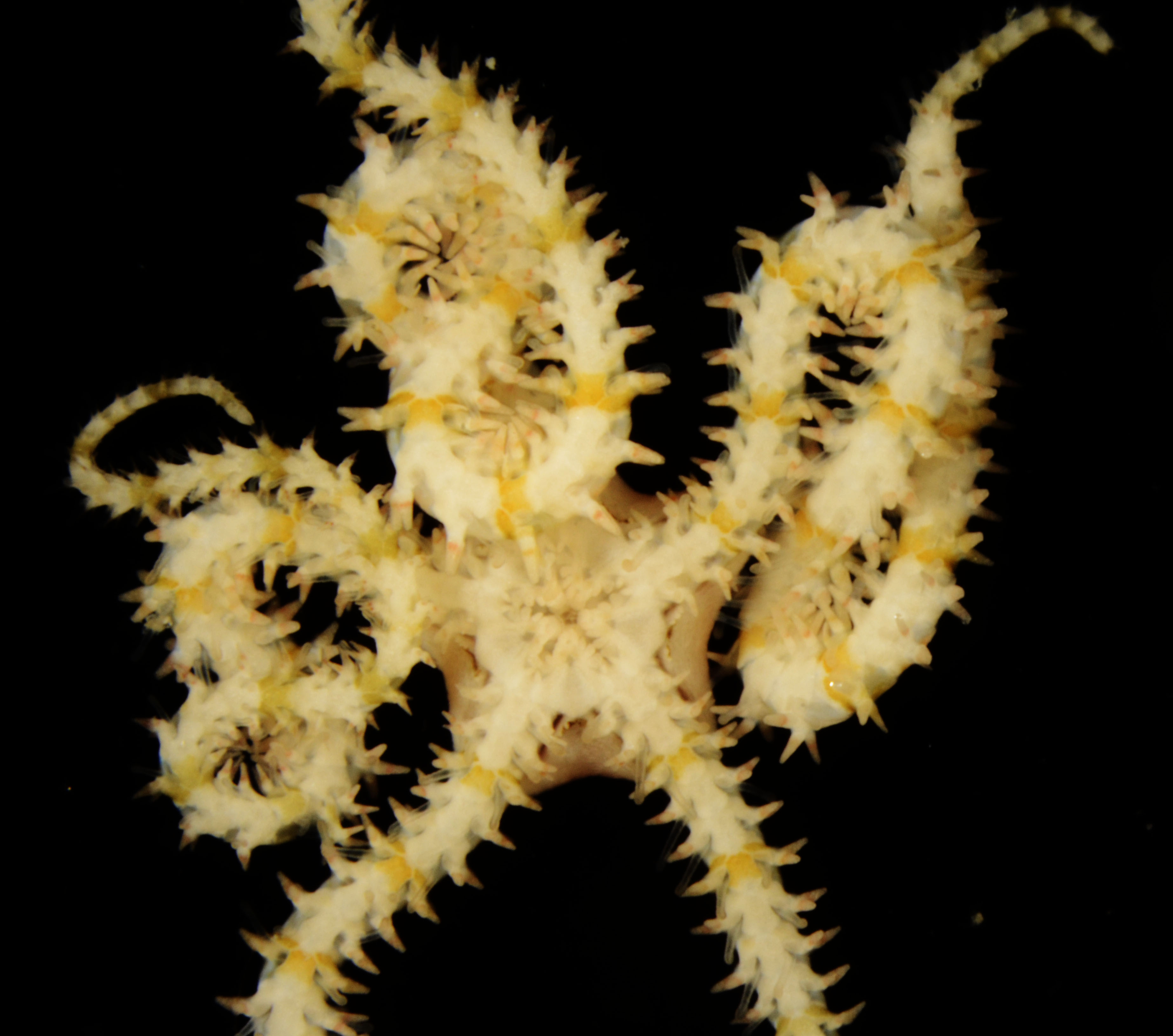
Amphioplus thrombodes, une Amphiuridae
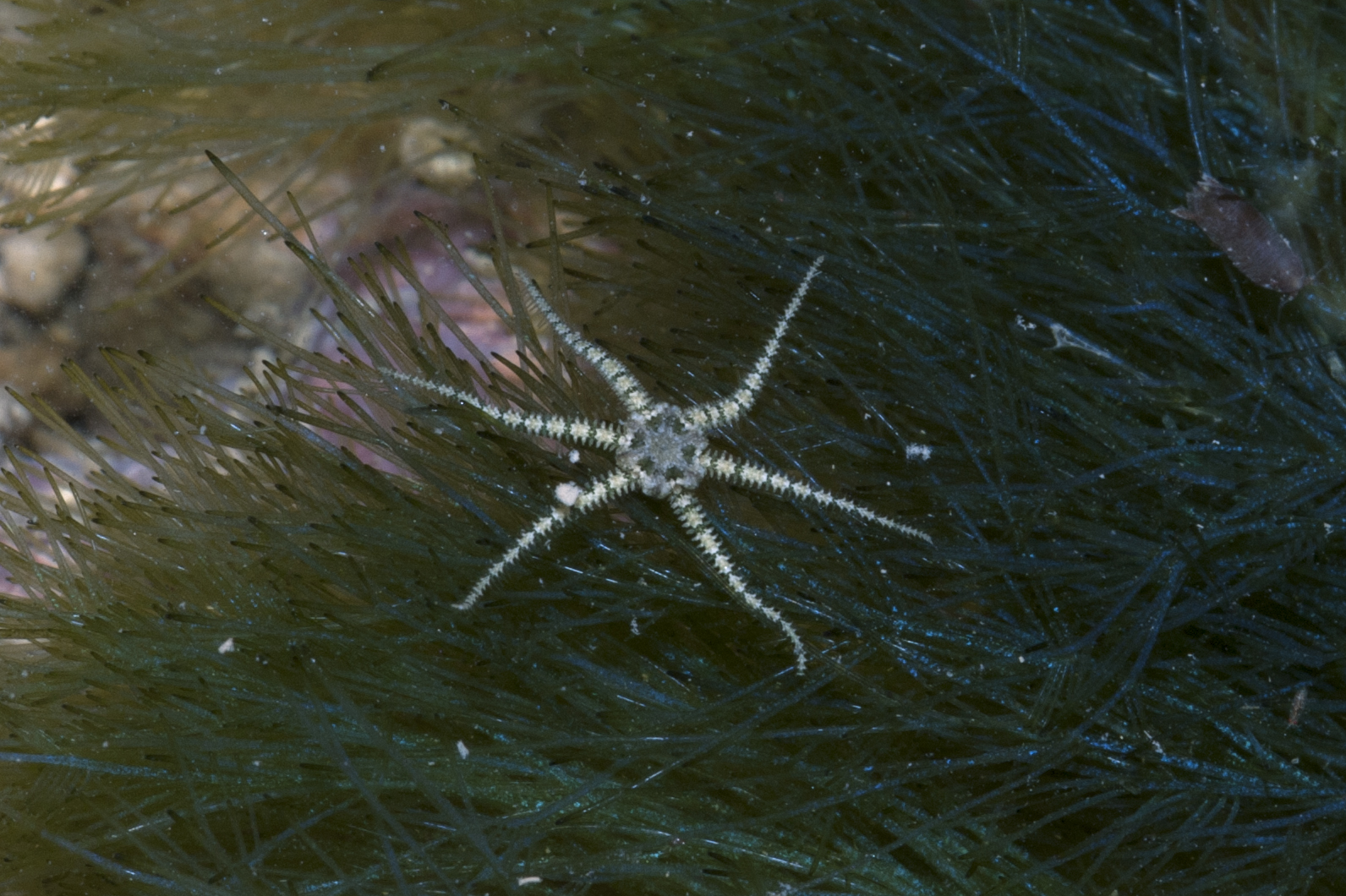
Ophiactis savignyi, une Ophiactidae
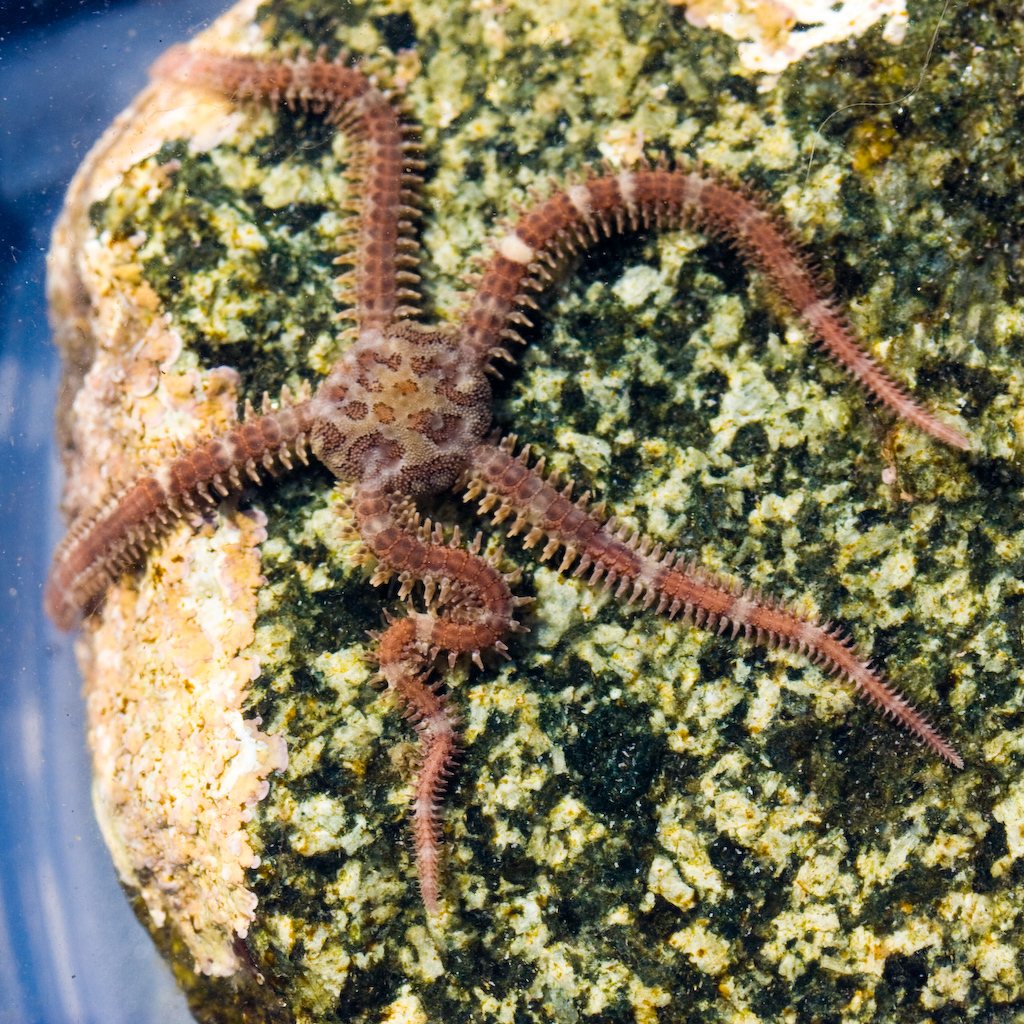
Ophiopholis aculeata, une Ophiopholidae
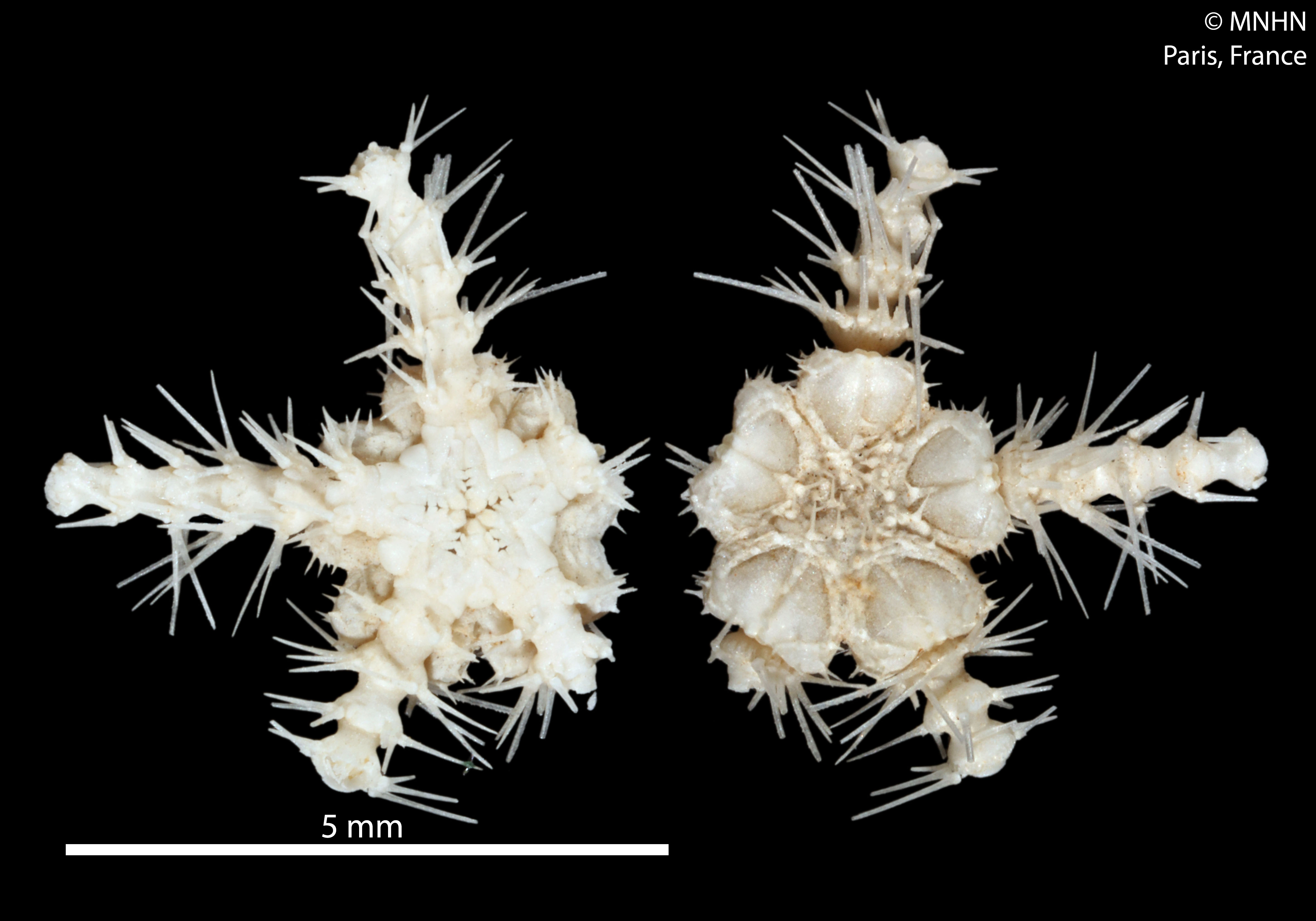
Ophiothamnus affinis, une Ophiothamnidae
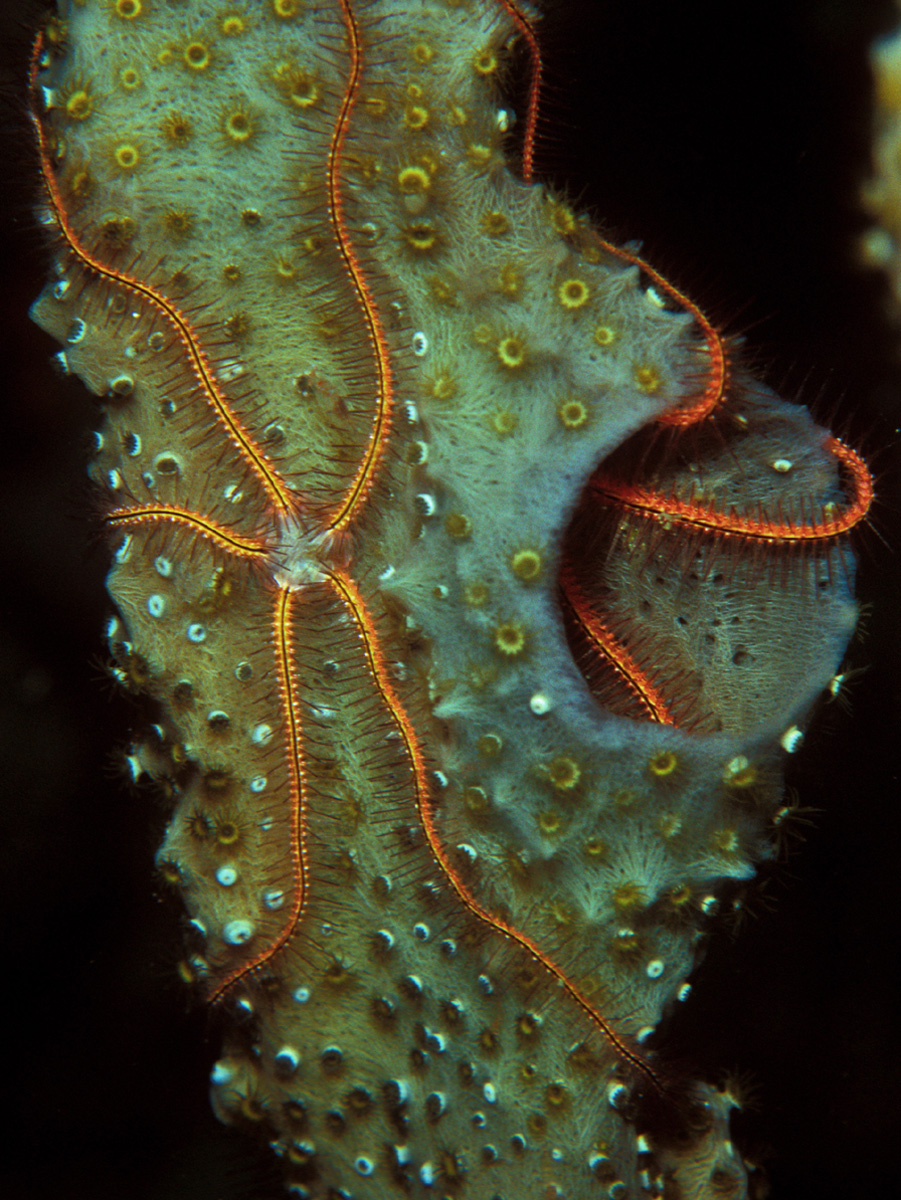
Ophiothrix suensonii, une Ophiotrichidae
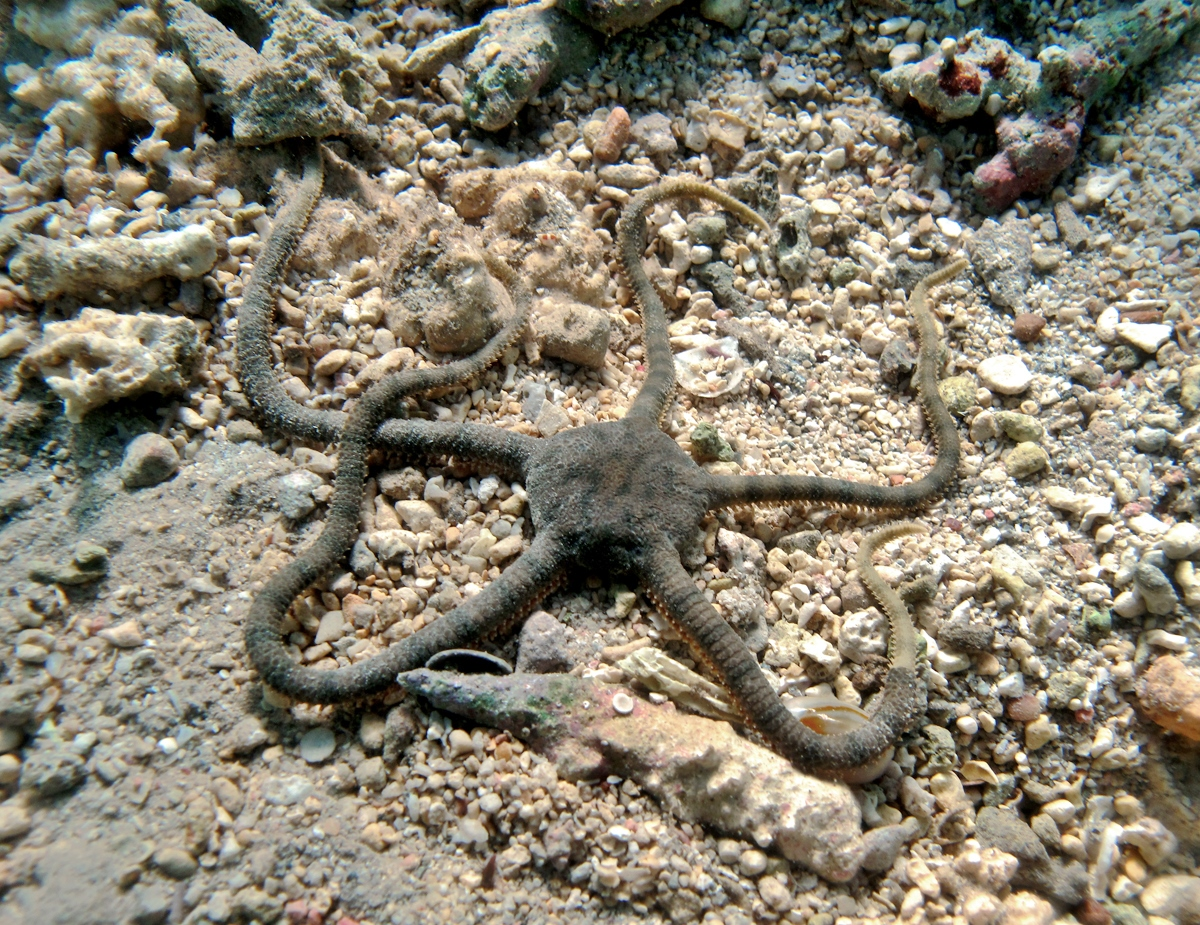
Ophioplocus imbricatus, une Hemieuryalidae
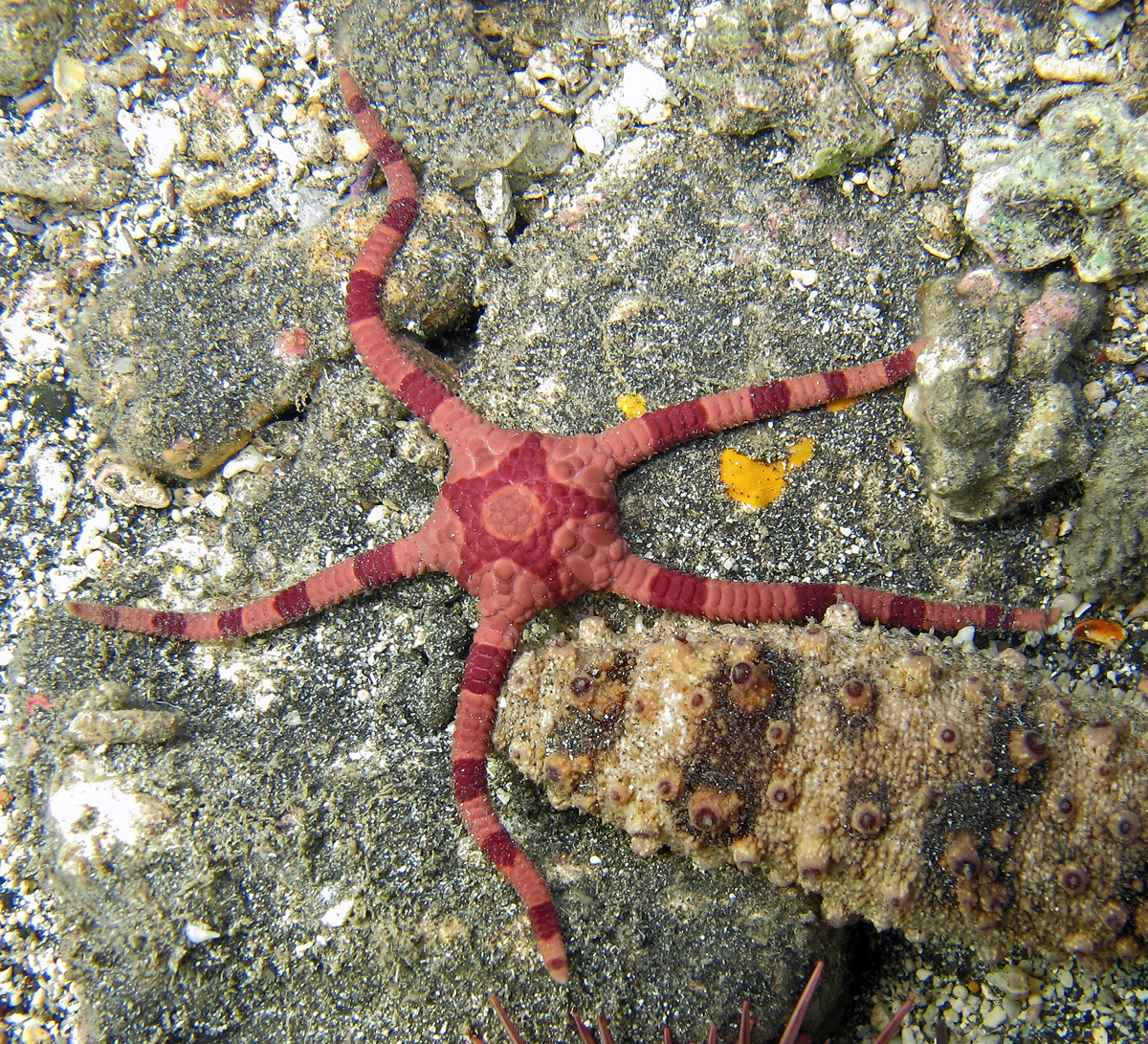
Ophiolepis superba, une Ophiolepididae
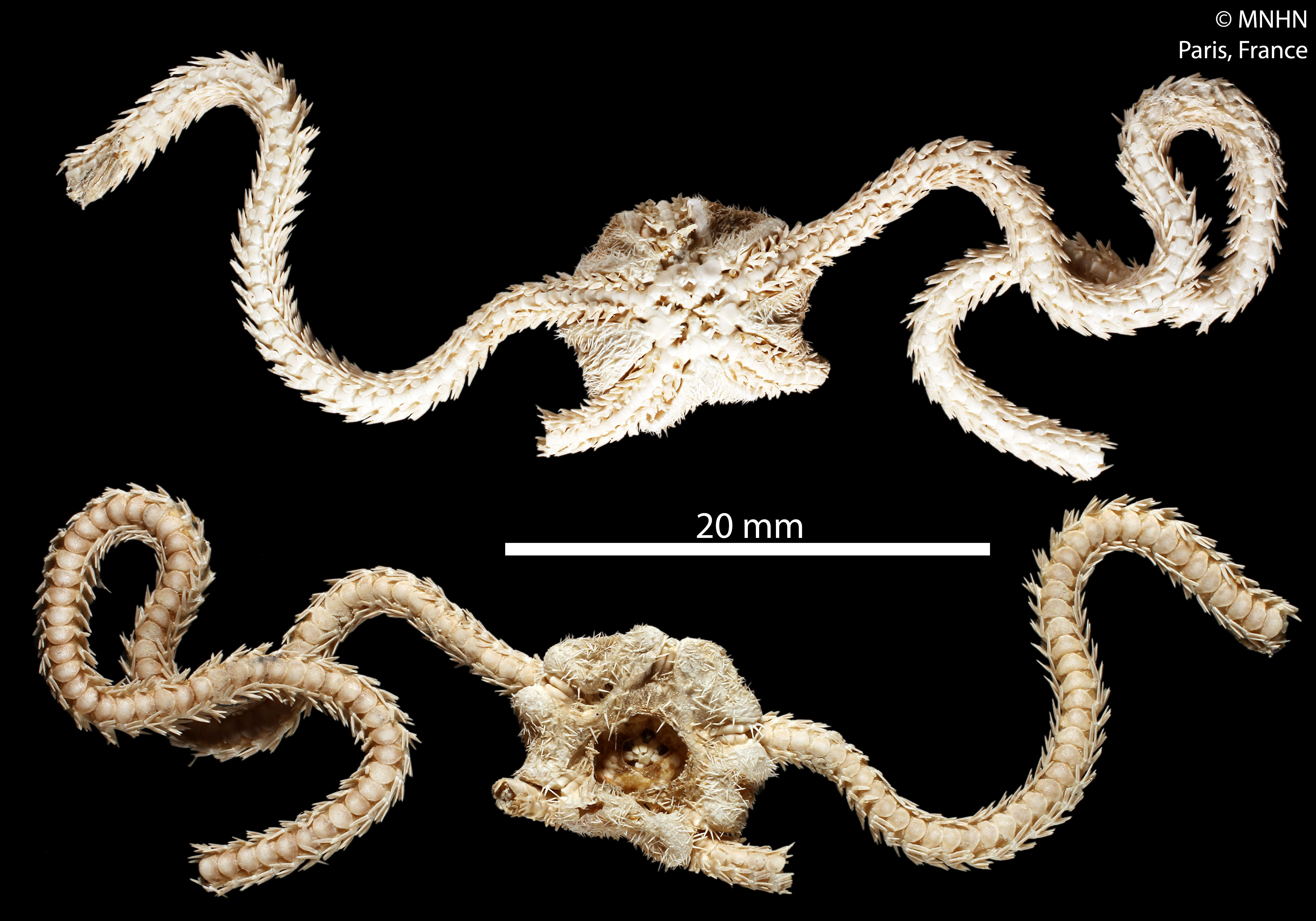
Amphilimna multispina, une Amphilimnidae
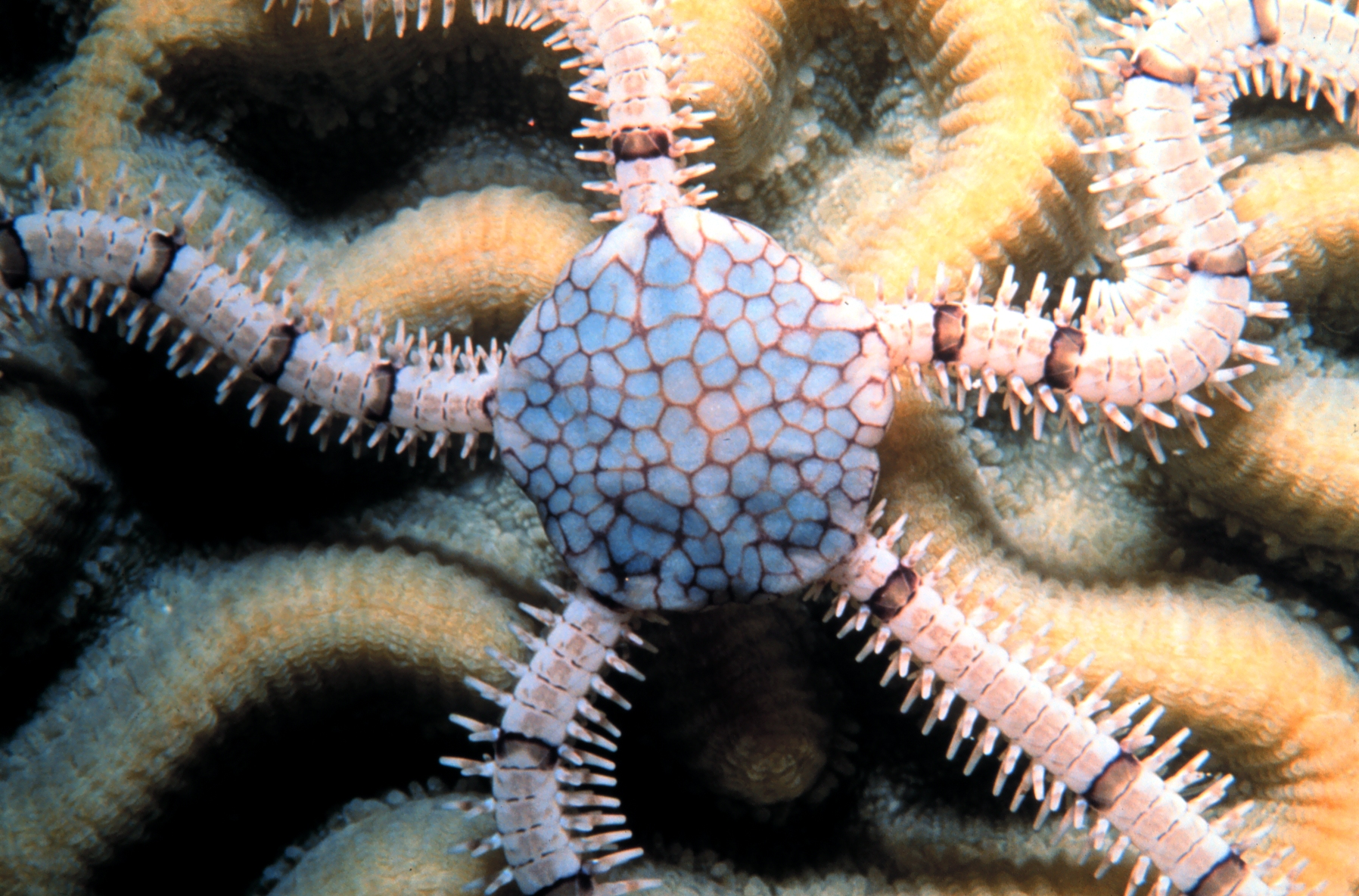
Ophionereis reticulata, une Ophionereididae
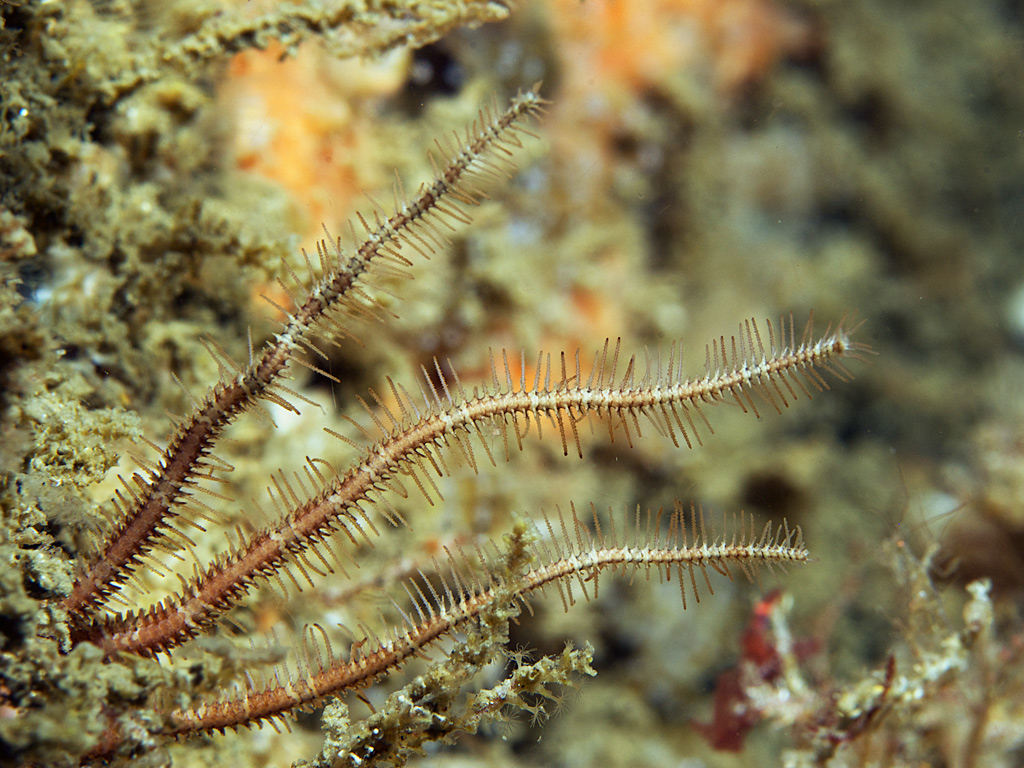
Ophiopsila aranea, une Ophiopsilidae
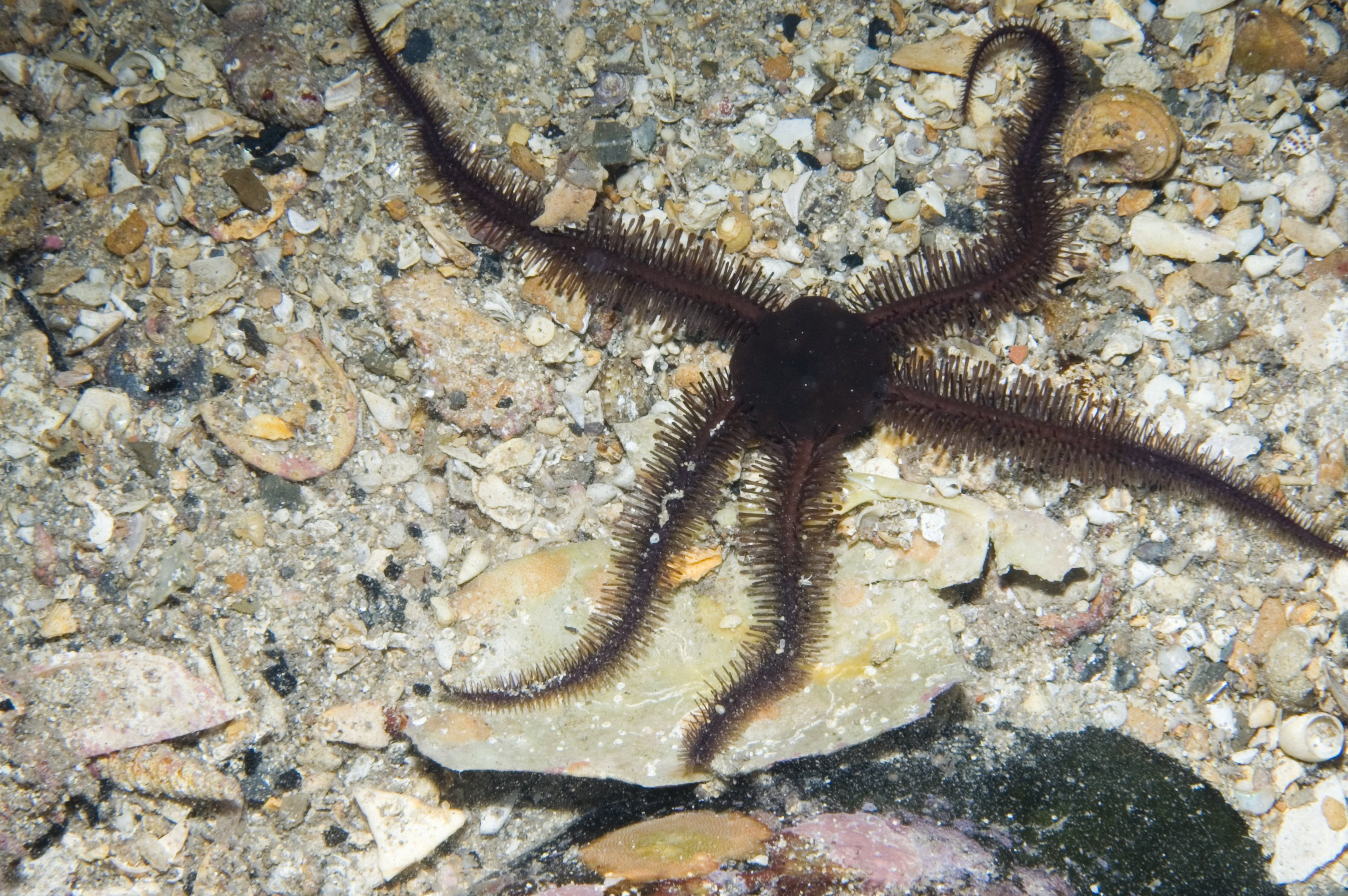
Clarkcoma canaliculata, une Clarkcomidae
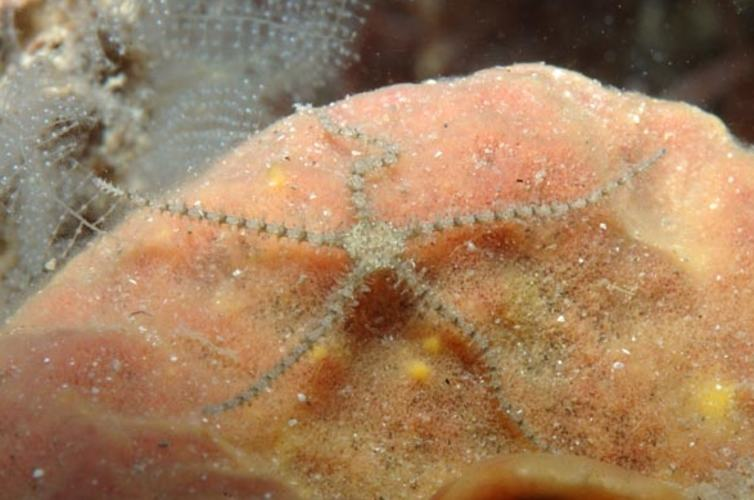
Ophiacantha alternata, une Ophiacanthidae
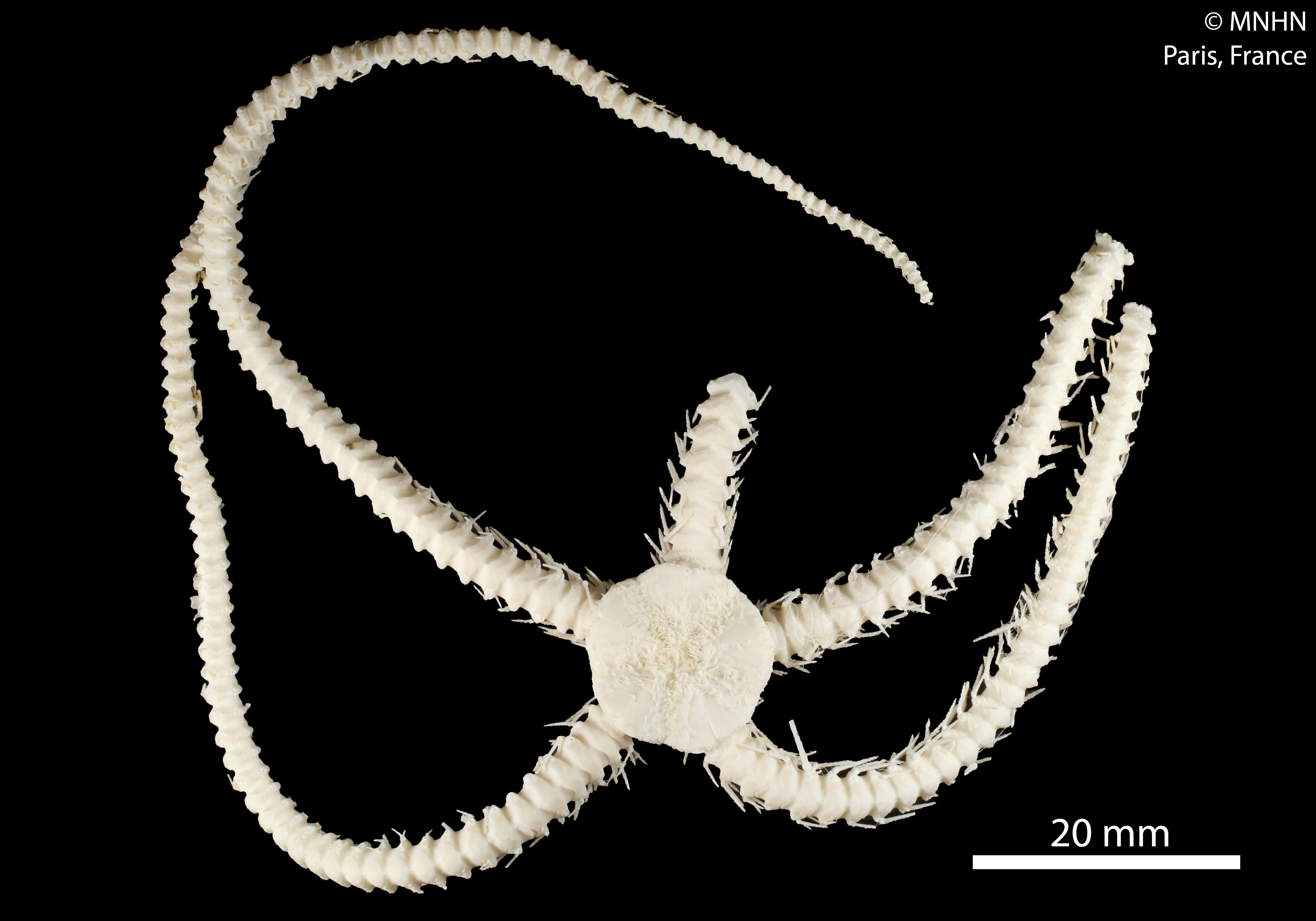
Ophiocamax fasciculata, une Ophiocamacidae
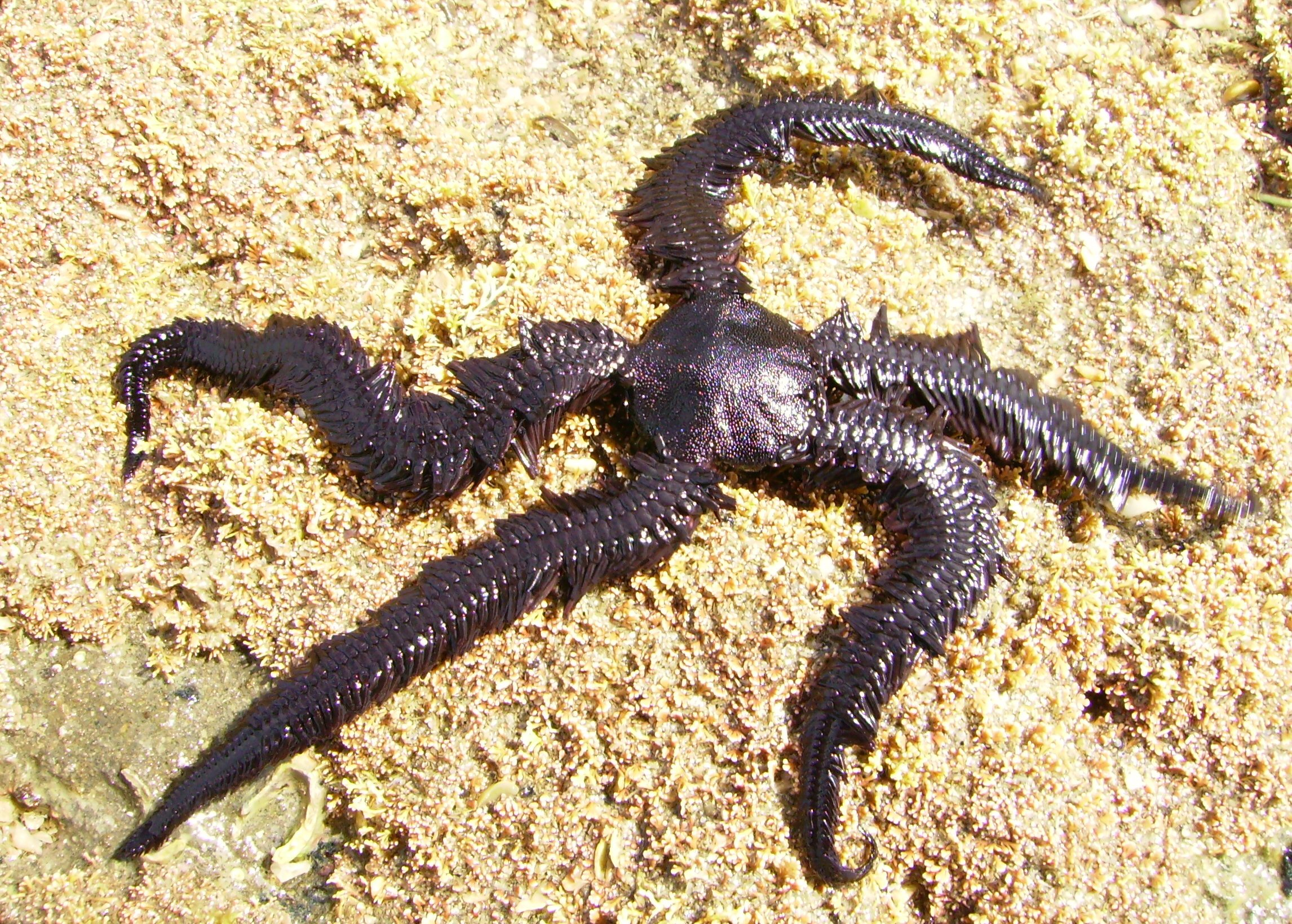
Ophiopteris antipodum, une Ophiopteridae
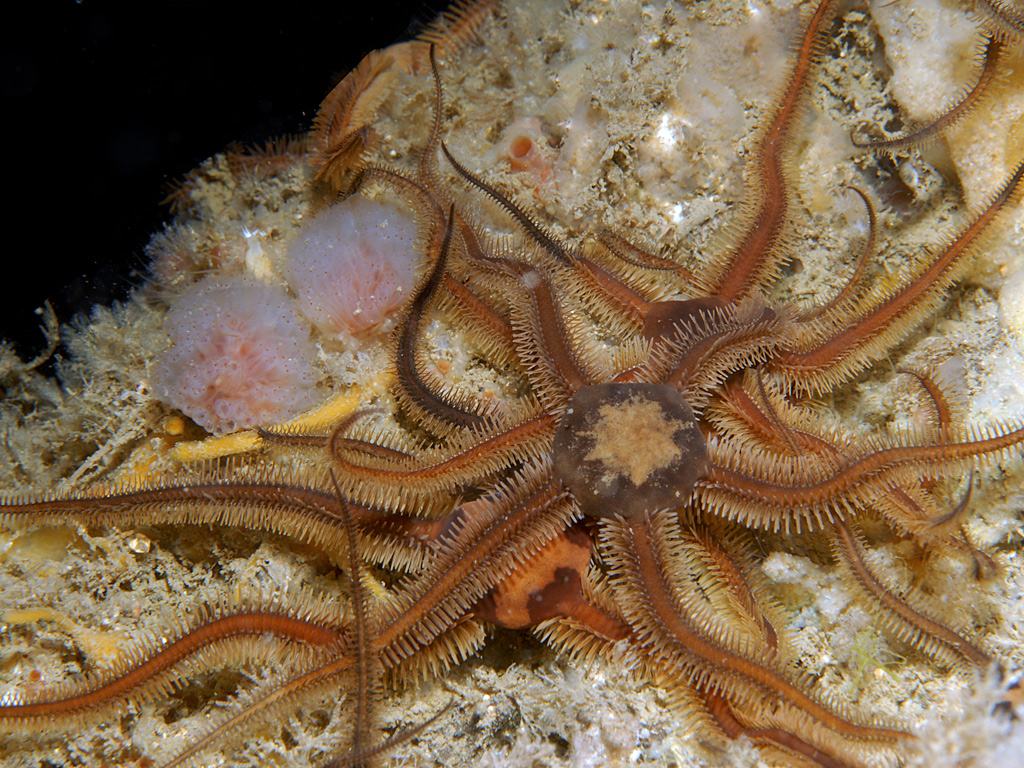
Ophiocomina nigra, une Ophiotomidae
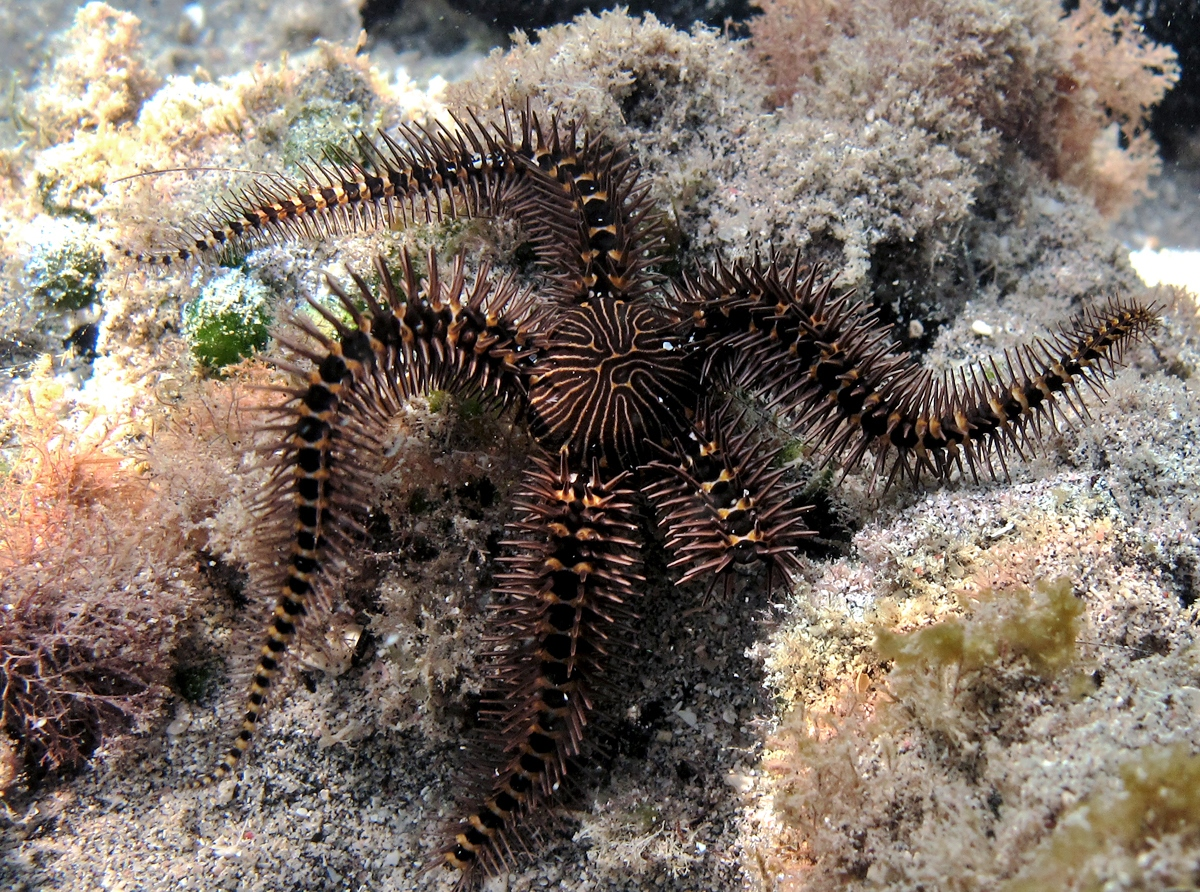
Ophiocoma pica, une Ophiocomidae
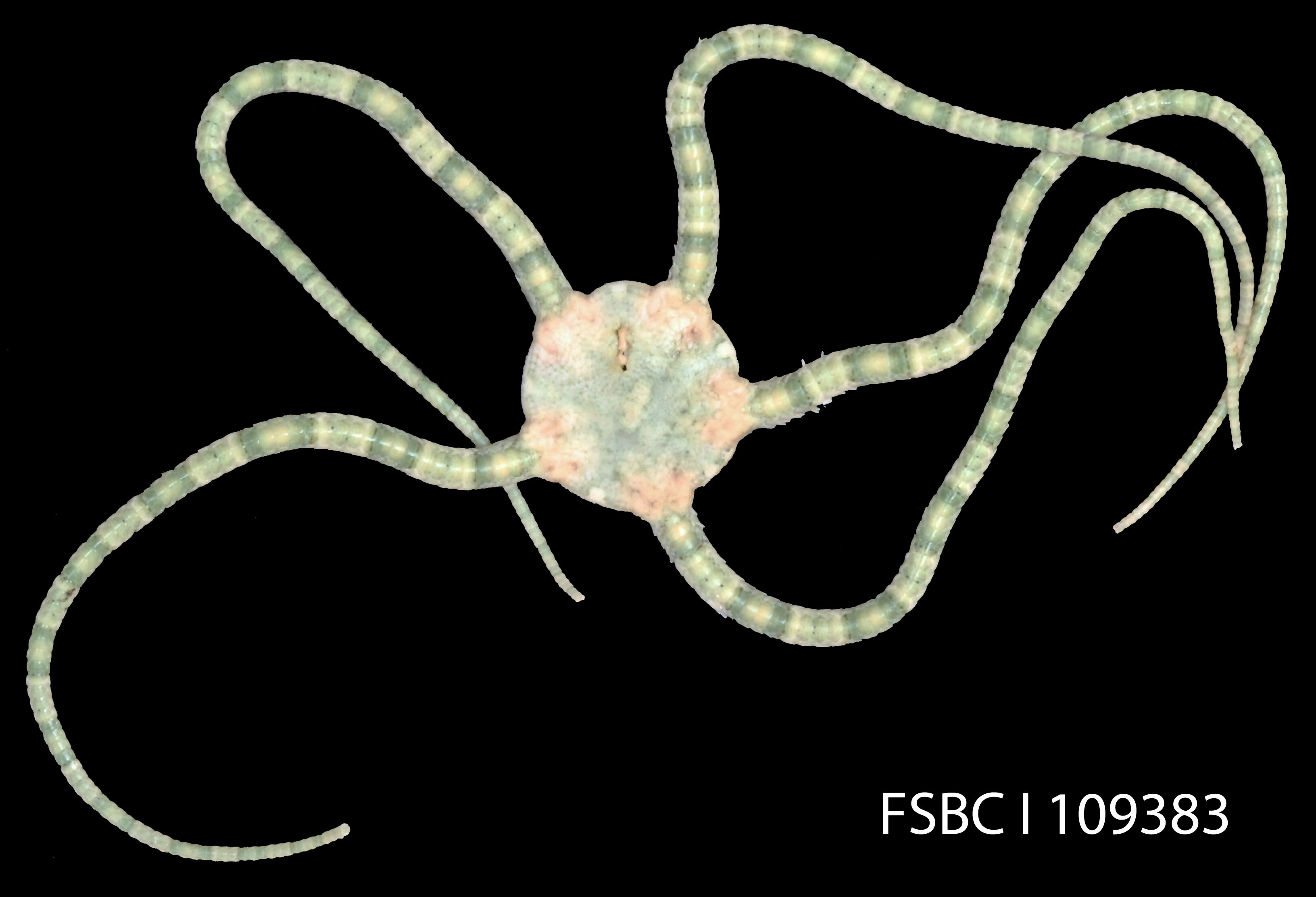
Ophioderma brevispina, une Ophiodermatidae
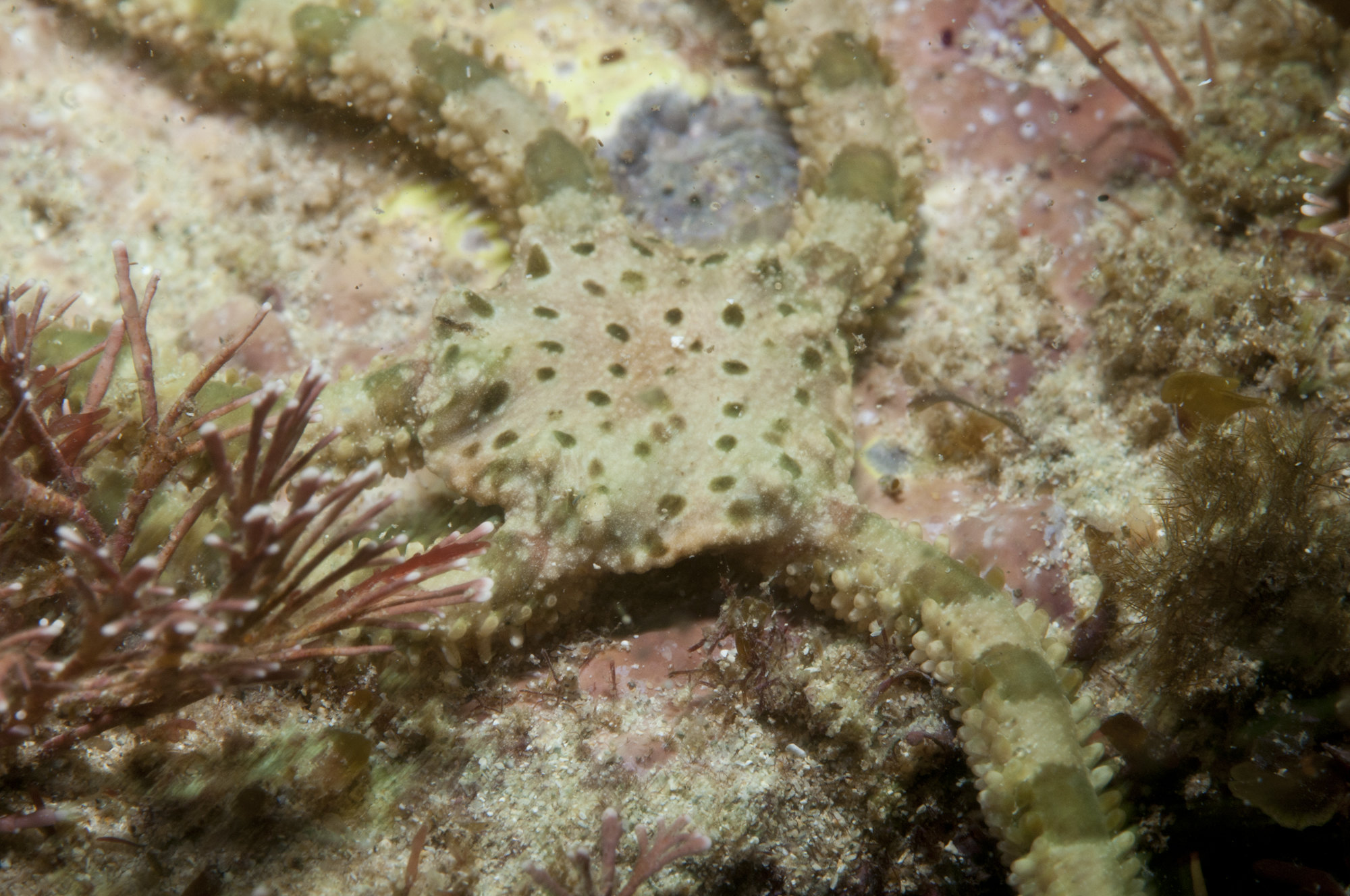
Ophiomyxa australis, une Ophiomyxidae
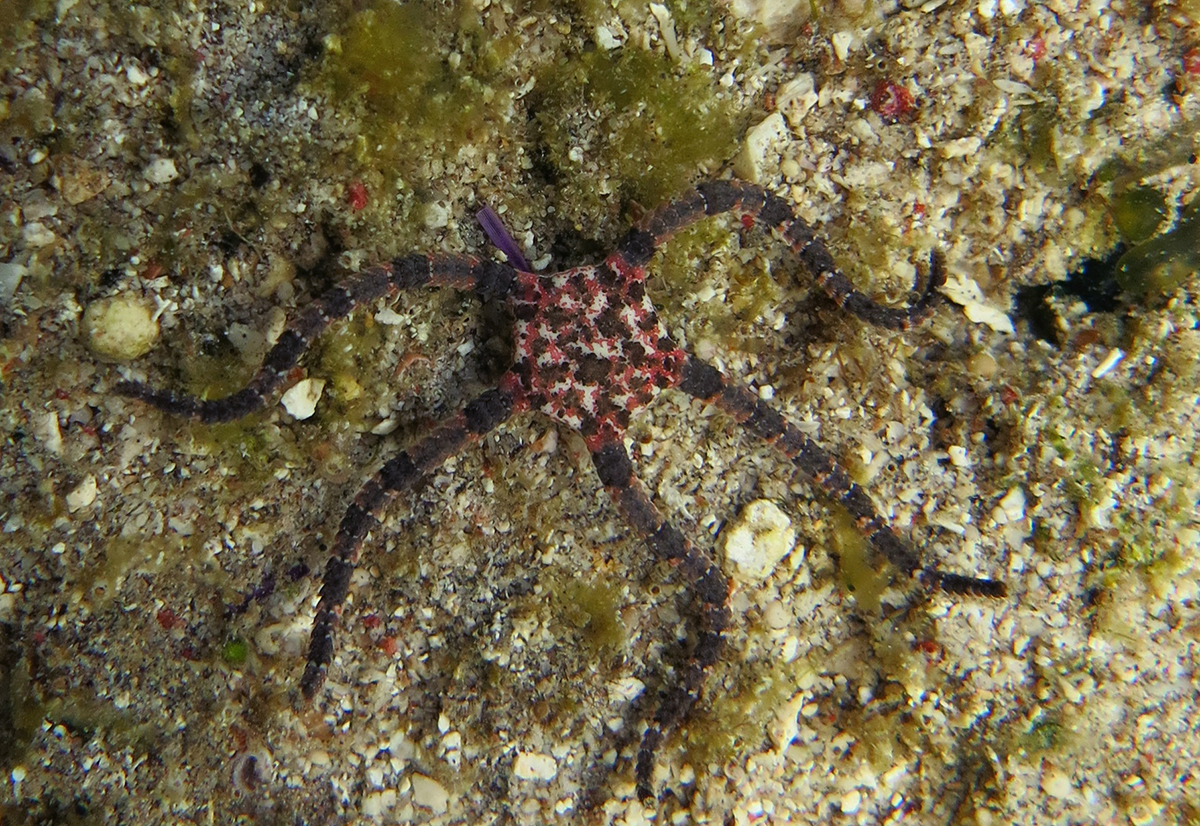
Ophiopeza cf. fallax, une Ophiopezidae
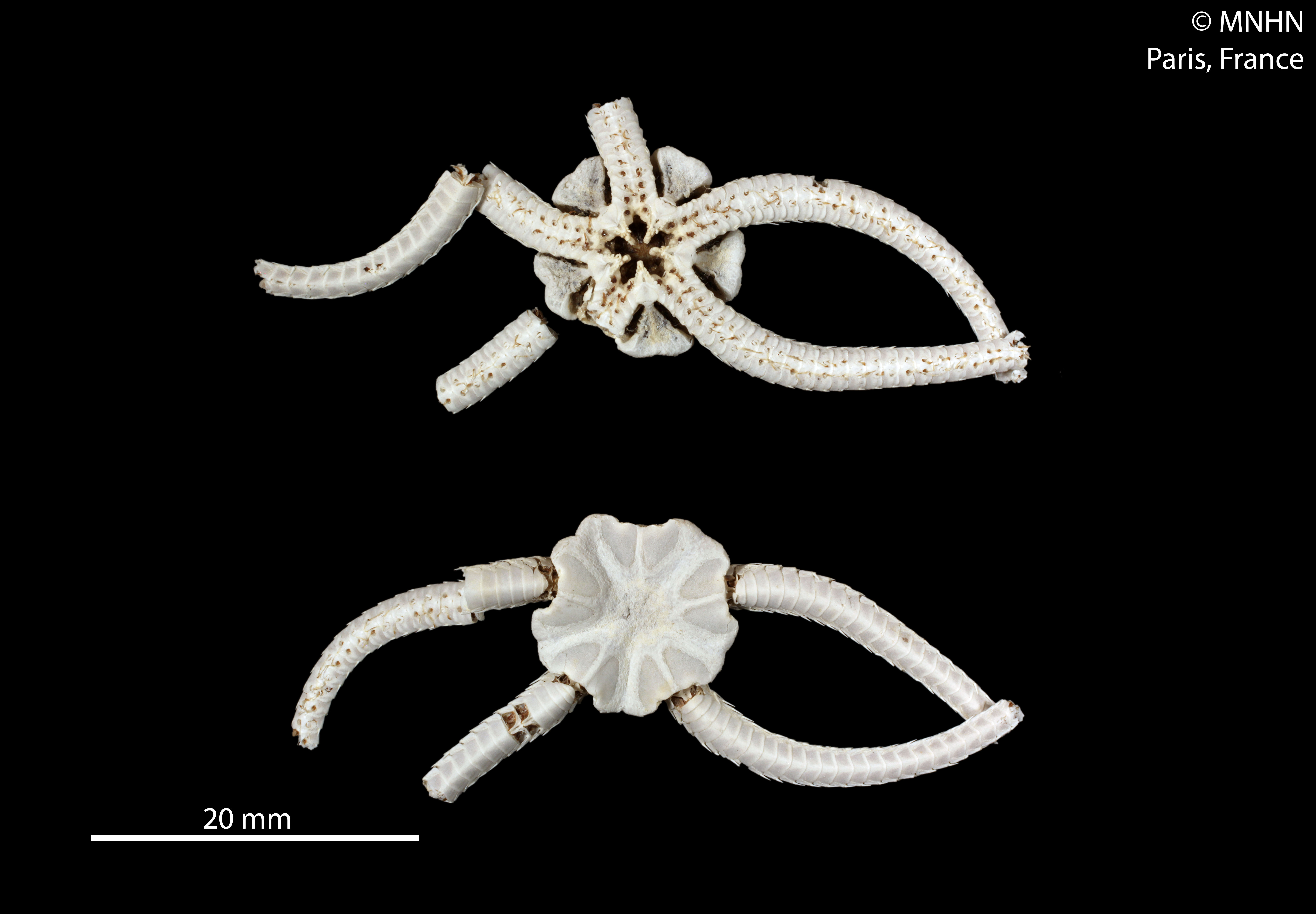
Ophiernus adspersus, une Ophiernidae
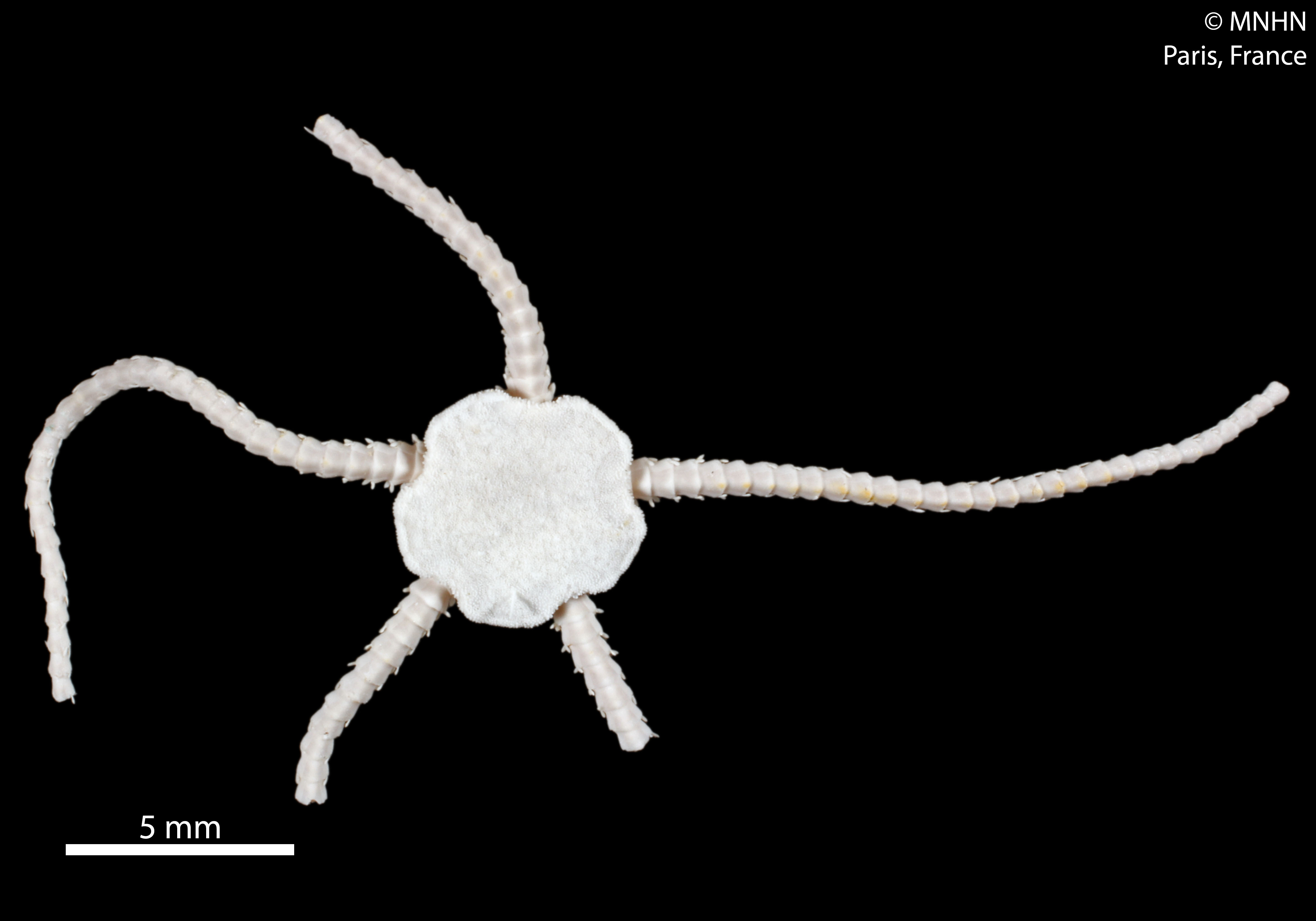
Ophioleuce seminudum, une Ophioleucidae
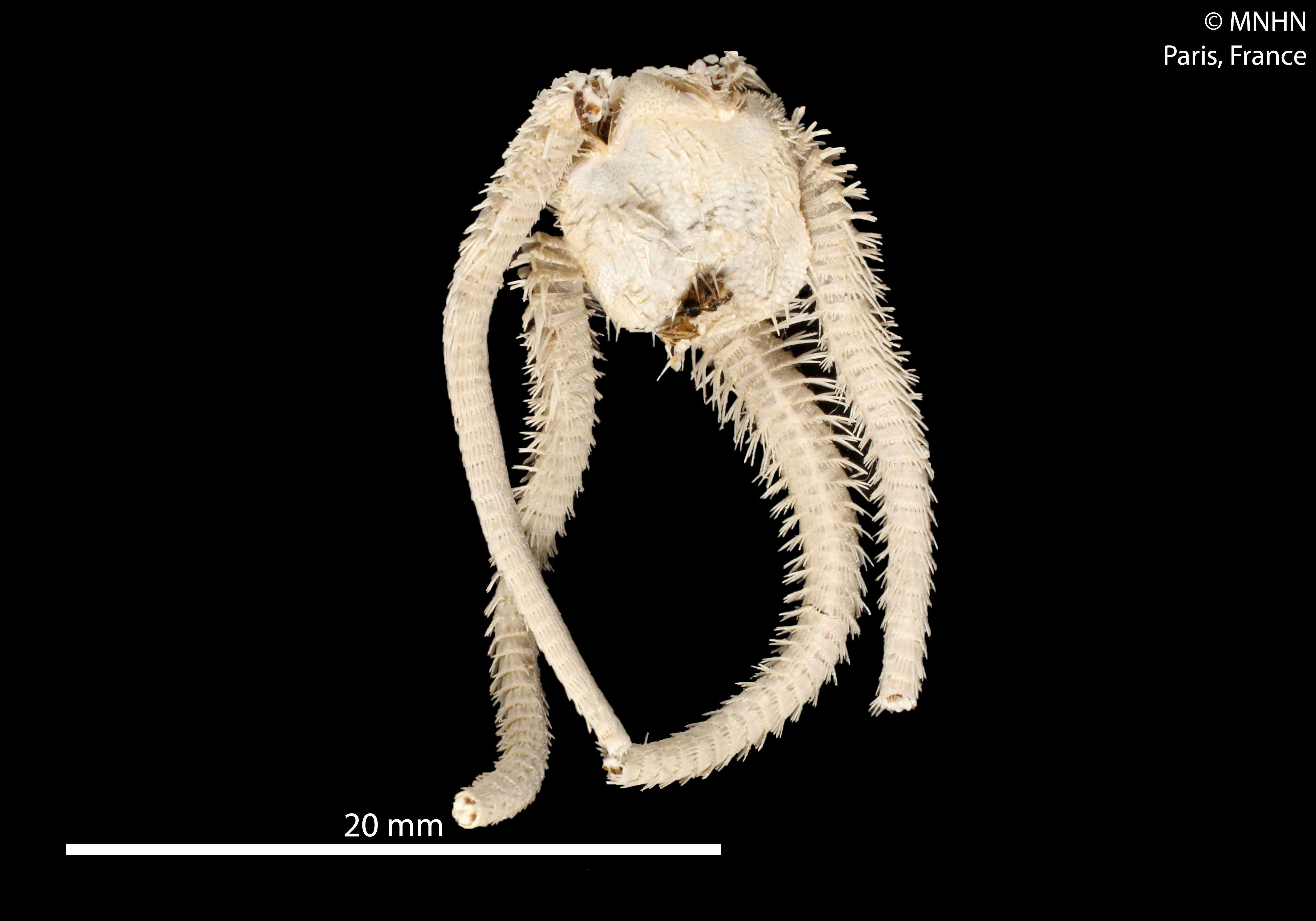
Ophiomyces frutectosus, une Ophiohelidae

## Origines et registre fossile
Les ophiures sont fragiles, et les fossiles complets en bon état sont donc très rare, ce qui entrave la bonne compréhension de leur origine et de leur évolution (comparé, par exemple, aux oursins, excellents fossiles). 
Les ophiuroidea ont divergé des étoiles de mer (Asteroidea, avec qui elles forment les Asterozoa) au Paléozoïque : elles pourraient avoir émergé au sein du taxon paléozoïque des Stenuroidea, ou en être un taxon-frère. Des ophiures d'apparence proche des modernes sont visibles dans le registre fossile dès le paléozoïque médian, il y a 440-485 millions d'années (Ordovicien). Le plan d'organisation actuel semble avoir été une réponse néoténique lors de la crise dite du « Mulde event (en) » au Silurien il y a environ 428 millions d'années. 
Un pic de diversité semble être atteint au Mésozoïque.
Toutes les ophiures actuelles sont parfois regroupées sous l'appellation « Myophiuroidea », pour les distinguer du groupe des « Oegophiuroidea » paléozoïques, groupe sans doute polyphylétique ; ce groupe aurait émergé à la fin du Permien (il y a environ 270 millions d'années). 
Parmi les plus anciens fossiles d'ophiures modernes, on trouve les Furcaster et Stephanoura du Dévonien, et les Aganaster du Carbonifère (morphologiquement proches du genre actuel Ophiomusium). 

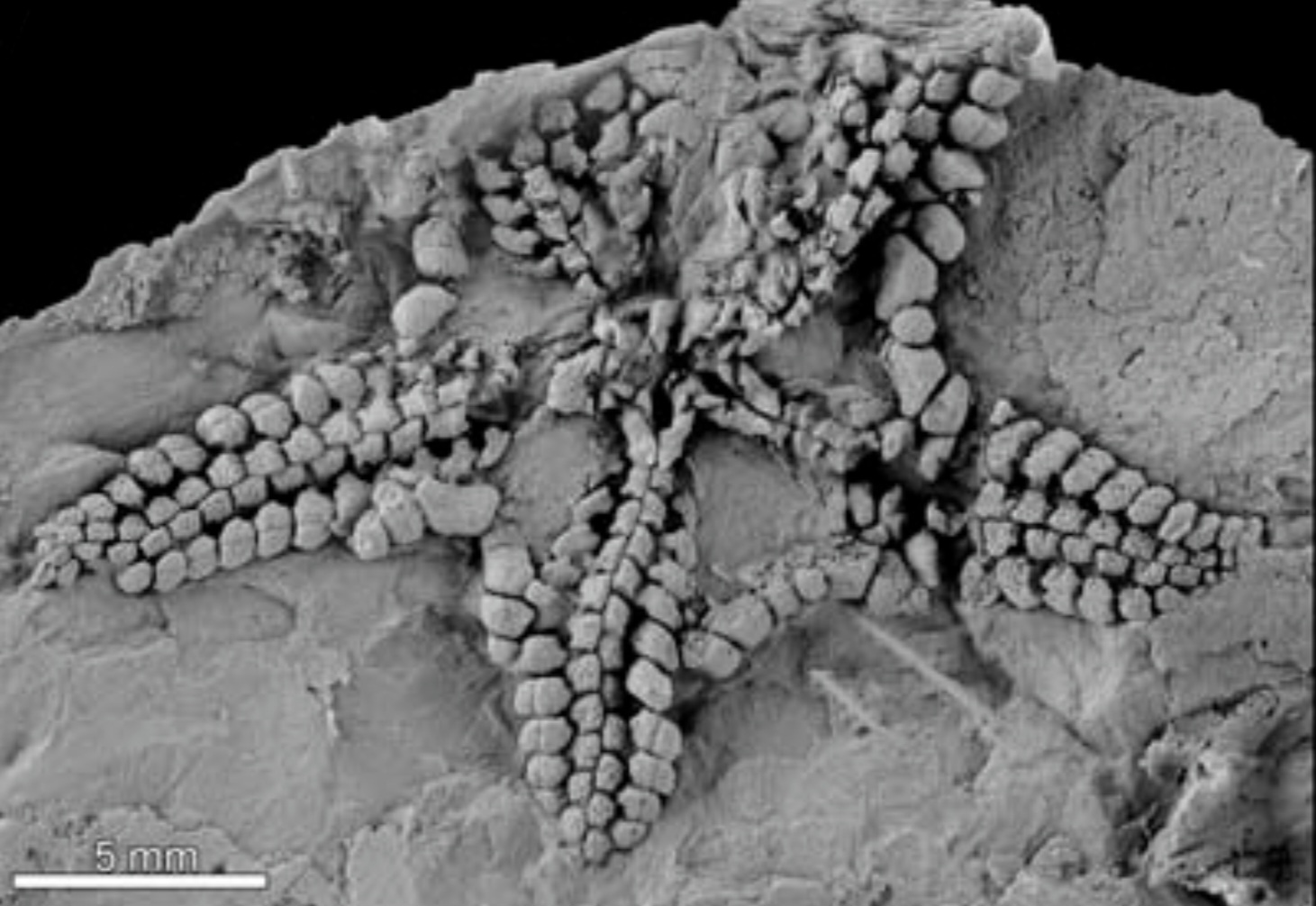
Ophiocantabria elegans, fossile du Dévonien.
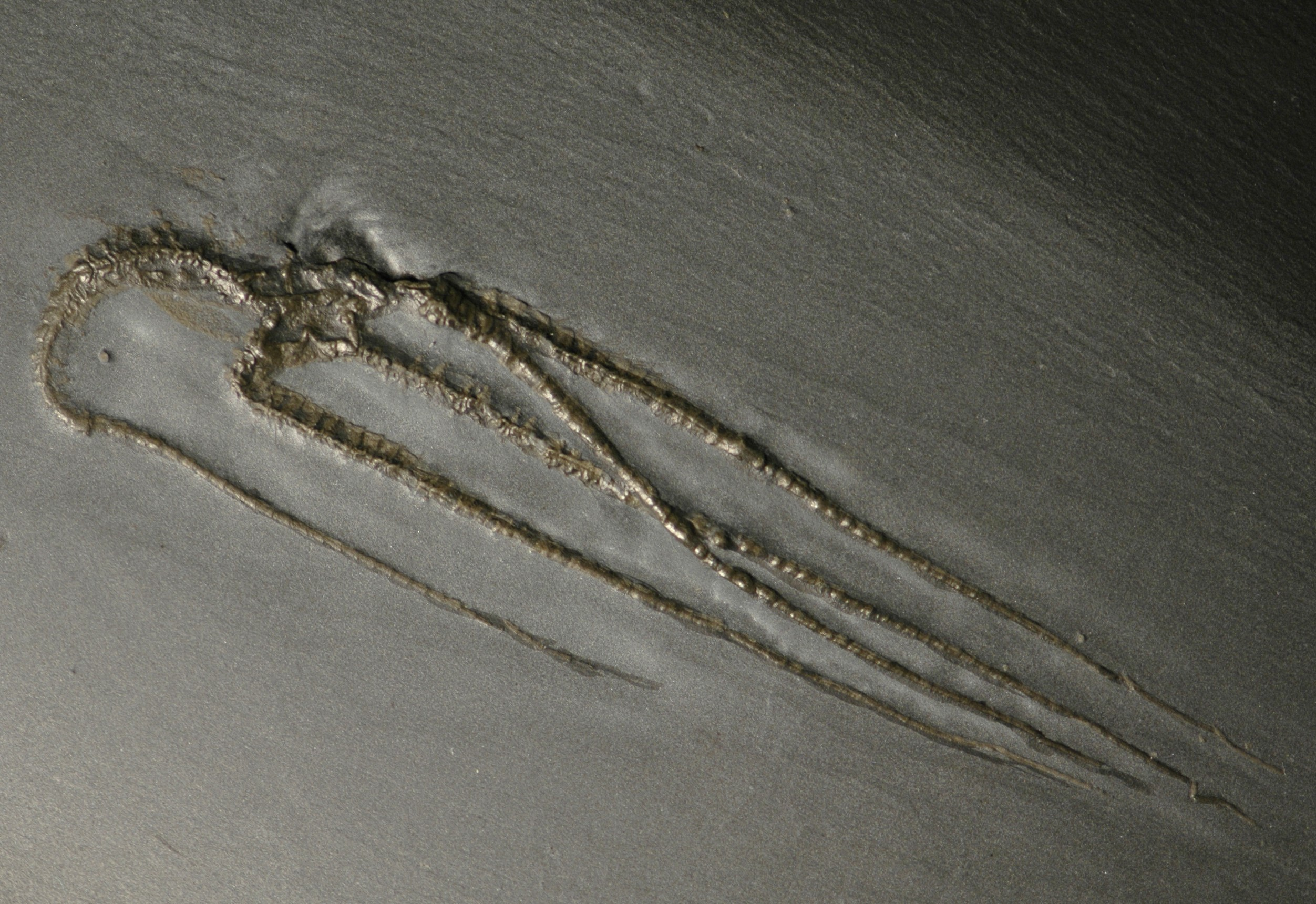
Furcaster paleozoicus, fossile du Dévonien.
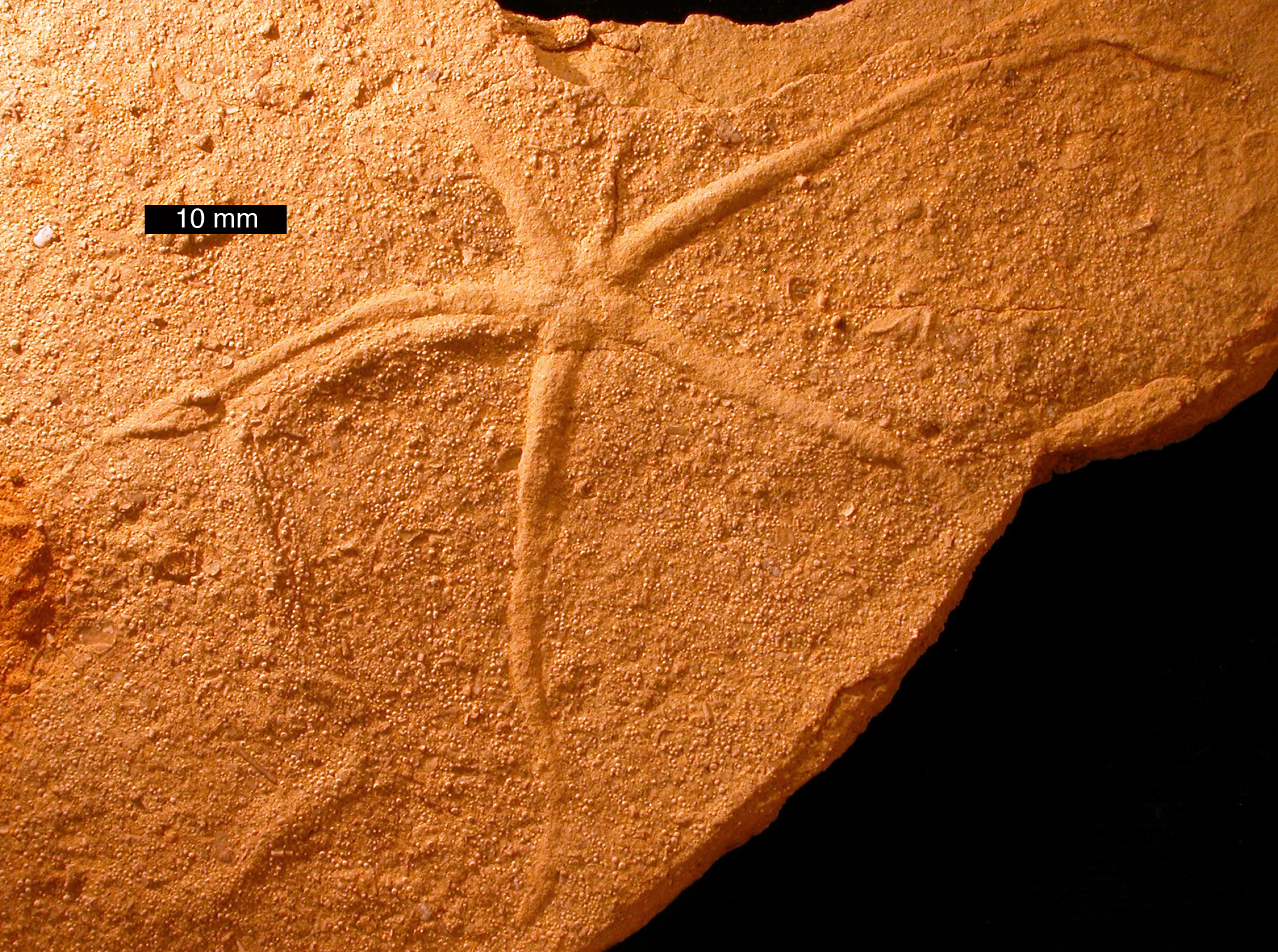
Fossile d'Asteriacites.
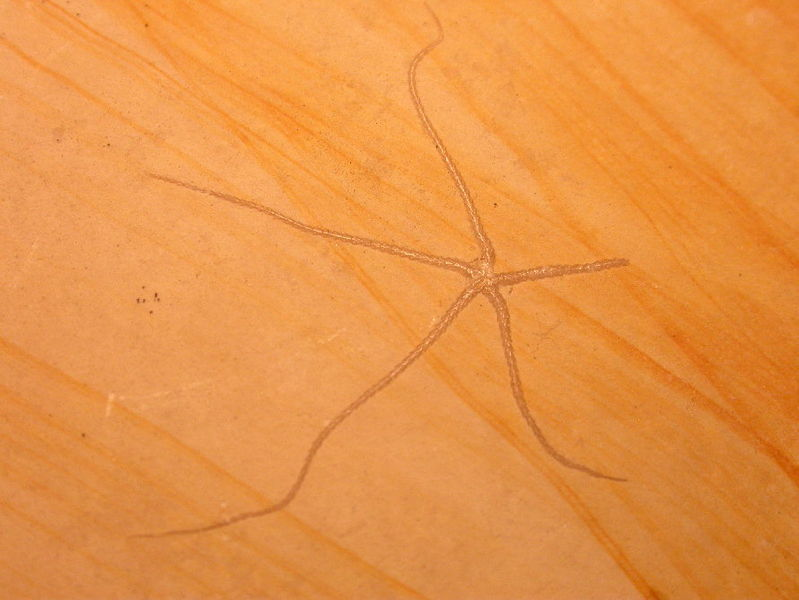
Fossile d'ophiure.
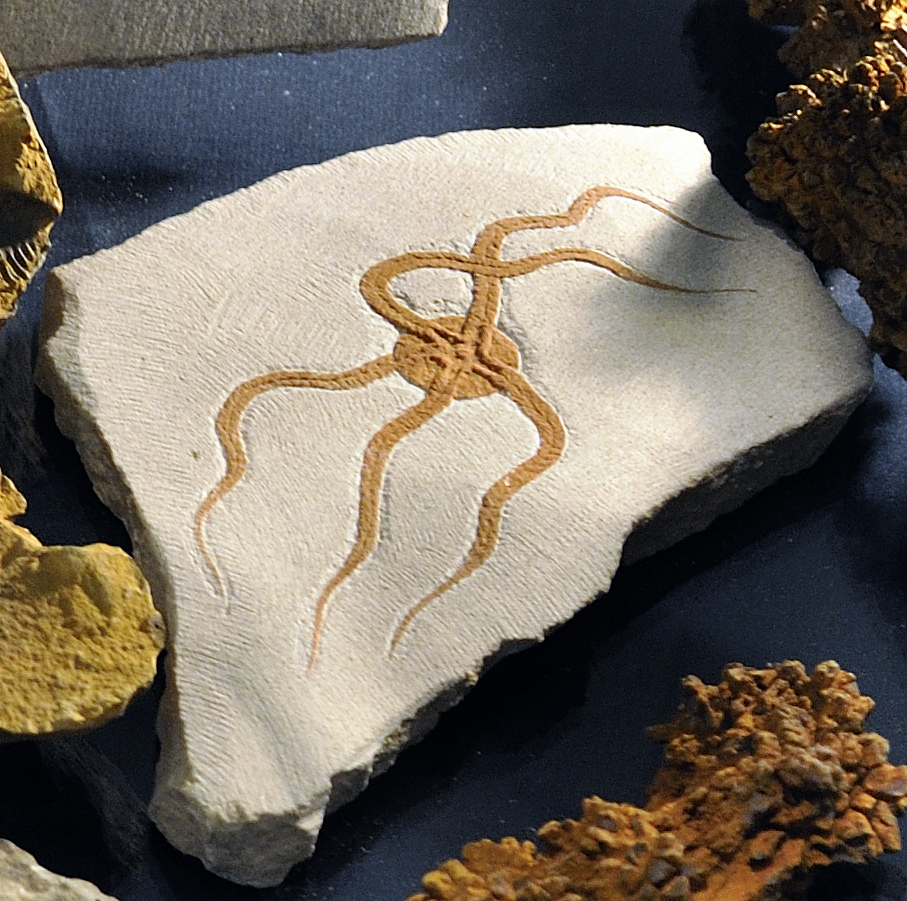
Autre fossile.
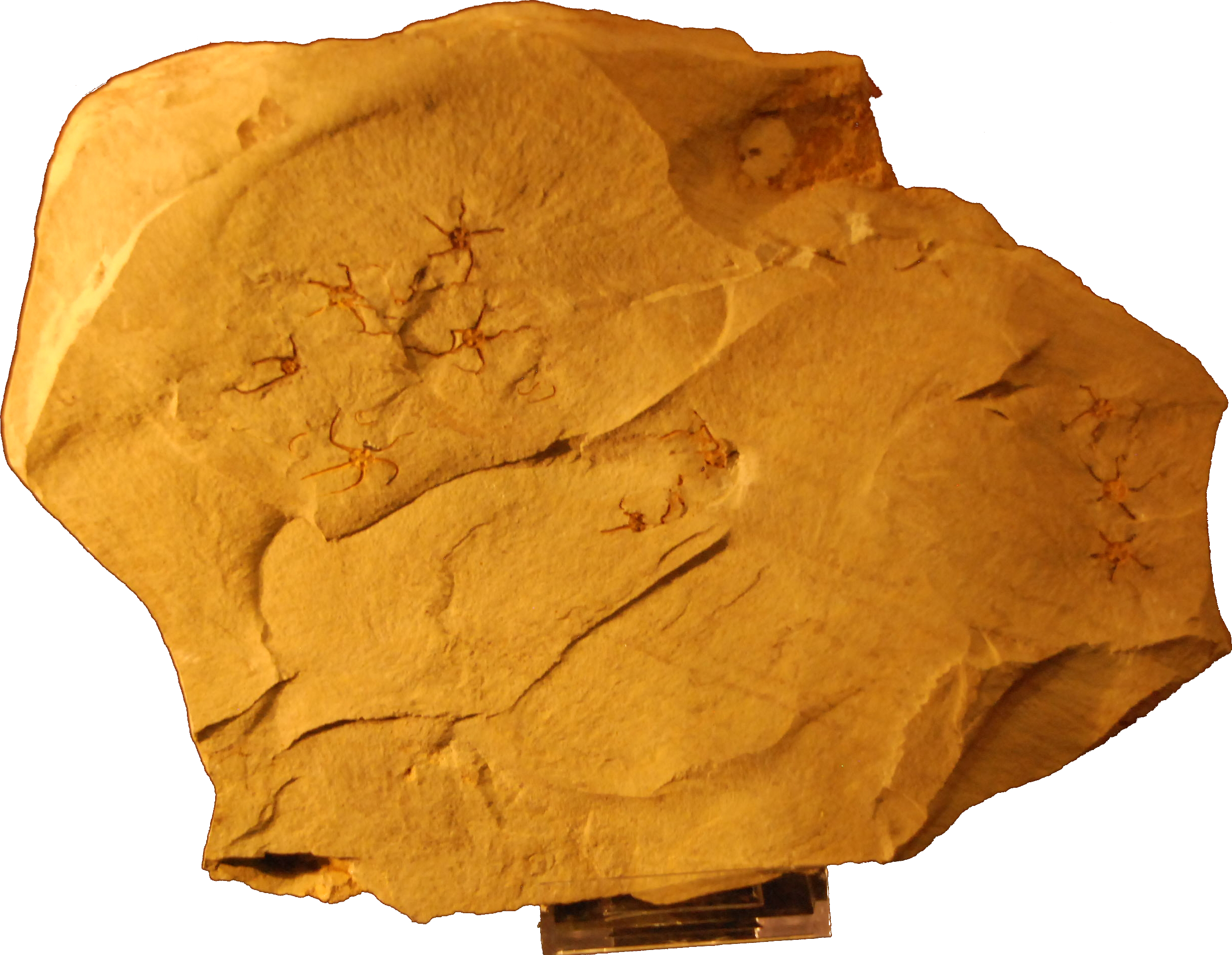
Fossiles du Trias.
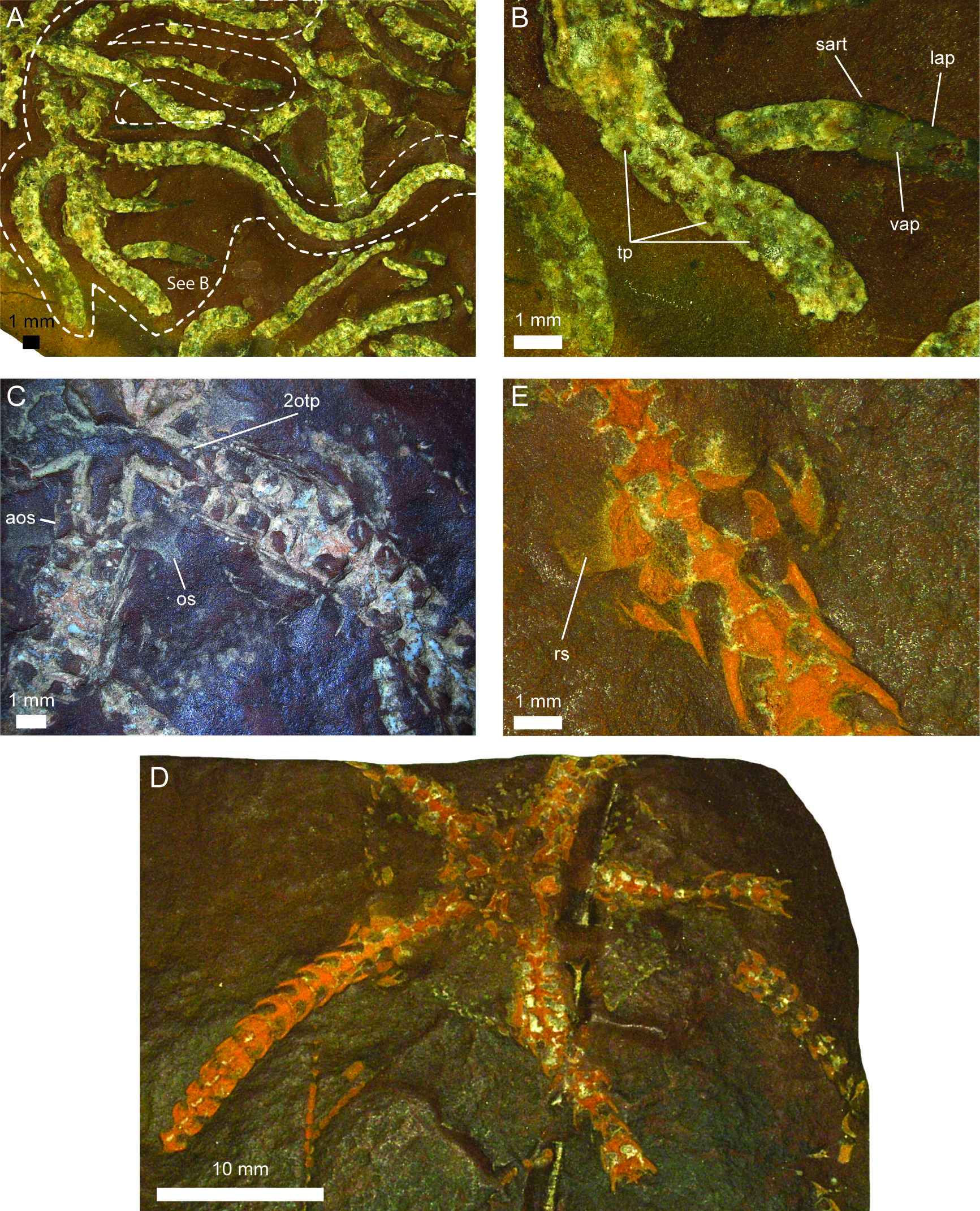
Fossiles d'Ophioculina hoybergia du Jurassique.

## Les ophiures et l'Homme

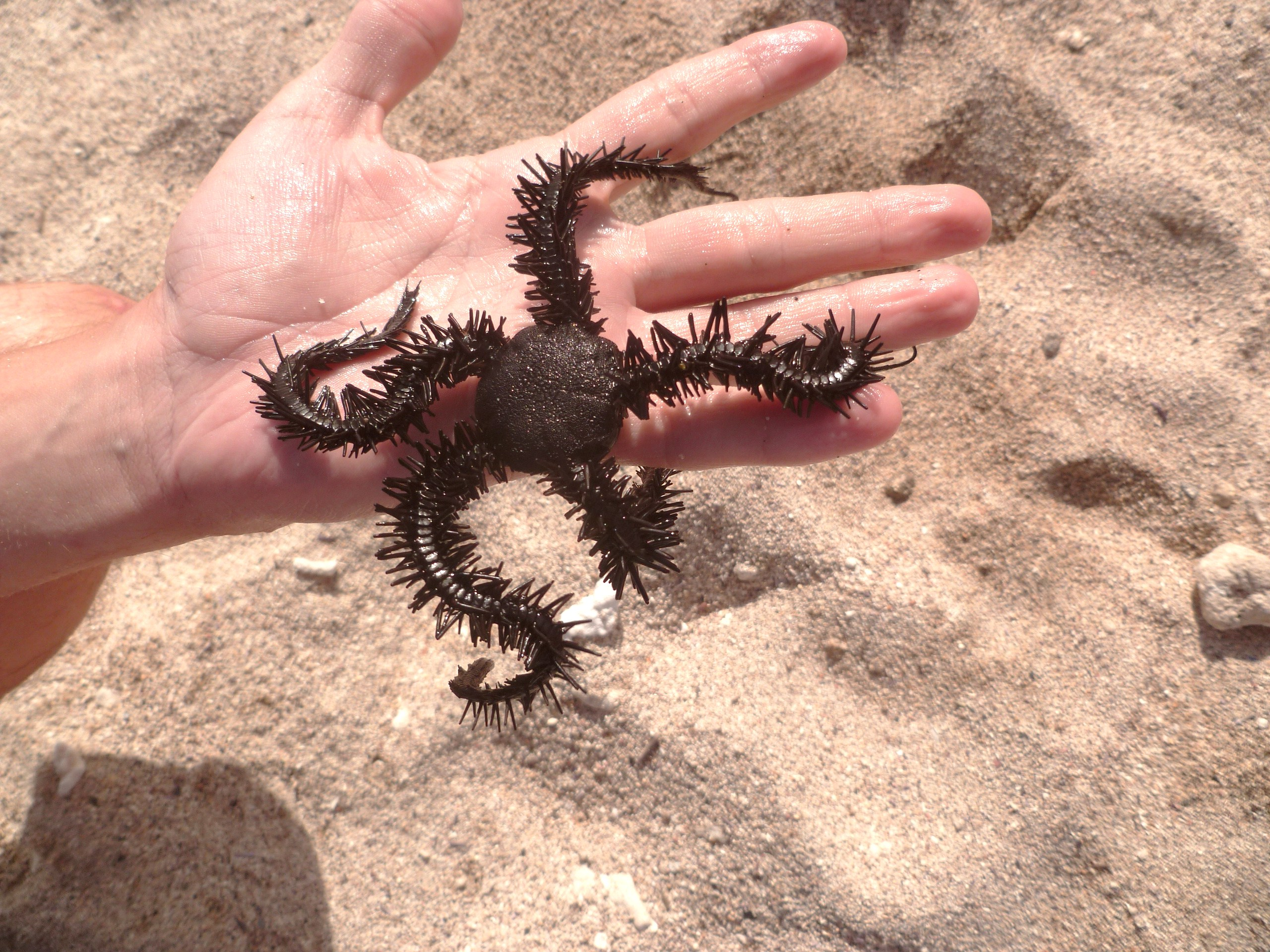
Ophiure noire tenue en main à La Réunion.

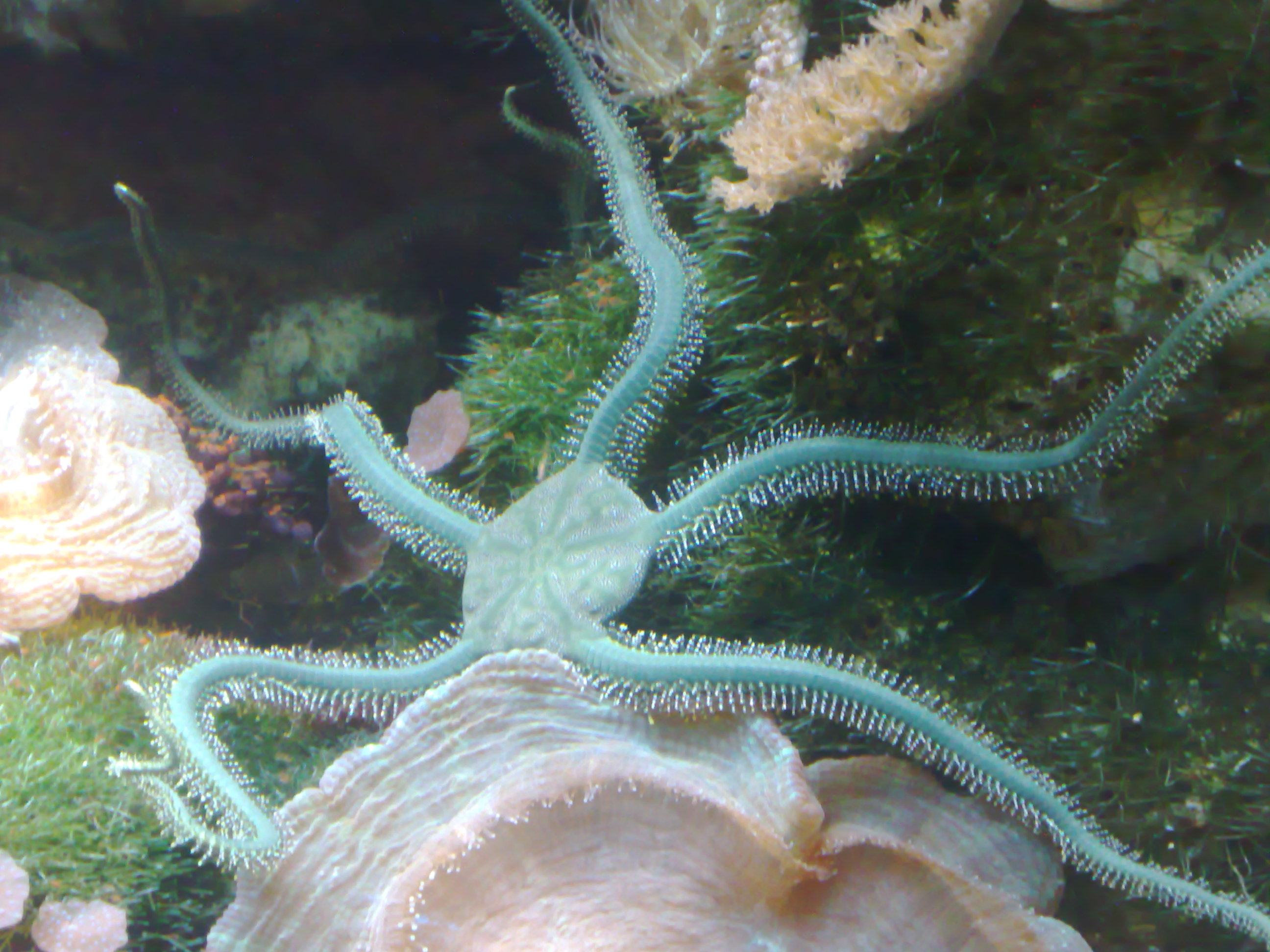
Ophiarachna incrassata, une grosse espèce carnivore parfois appréciée en aquarium.

Toutes les ophiures sont absolument inoffensives pour l'Homme, et tenteront de fuir si on les approche. Les piquants qui peuvent couvrir les bras ne sont jamais pointus ni venimeux.
Si les étoiles de mer jouissent d'une image très positive auprès des baigneurs, les ophiures, plus rares, plus rapides et aux mouvements de reptation évoquant parfois les serpents auxquels elles doivent leur nom (des mots grecs ὄφις, óphis, serpent et οὐρά, ourá, queue) provoquent parfois une crainte injustifiée chez les vacanciers ignorants. Quand elles sont manipulées, les espèces les plus grêles sacrifieront souvent un bras pour s'échapper.
Aucune espèce ne semble être exploitée commercialement de manière significative, et leur intérêt culinaire est inexistant.
Certaines espèces particulièrement esthétiques sont cependant ponctuellement présente à l'achat pour l'aquariophilie, comme Ophiarachna incrassata, Ophiolepis superba, ou encore Ophioderma squamosissimus - d'autres s'invitent spontanément dans les aquariums, grâce à leurs larves microscopiques et particulièrement rustiques et à la capacité de certaines d'opérer une reproduction asexuée (comme Ophiocoma pumila). Ce sont généralement des hôtes discrets, robustes et qui ne posent pas de problème particulier (mis à part Ophiarachna incrassata si elle est affamée). Ces animaux se reproduisant bien en captivité, ce marché, très limité, ne semble pas représenter une menace pour leurs populations. 
Les occurrences des ophiures en art sont relativement limitées, même si Jules Michelet a tenu à leur rendre un court hommage dans La Mer : 

« La délicate étoile, l’ophiure, qui, sous le soleil, tend, détend, roule et déroule tour à tour ses bras élégants. »

— Jules Michelet, La Mer, 1861 (lire en ligne).
Le poète Edmond Gojon a également dédié un poème aux ophiures dans son recueil Le Jardin des dieux (1920), intitulé « Elle est couleur d'opale ». 
Les ophiures gorgonocéphales sont plus rarement rencontrées (la plupart vivent en grande profondeur, et les autres sont visibles principalement de nuit et en milieu tropical) ; cependant l'aspect déroutant de ces animaux a plusieurs fois provoqué le buzz sur internet.

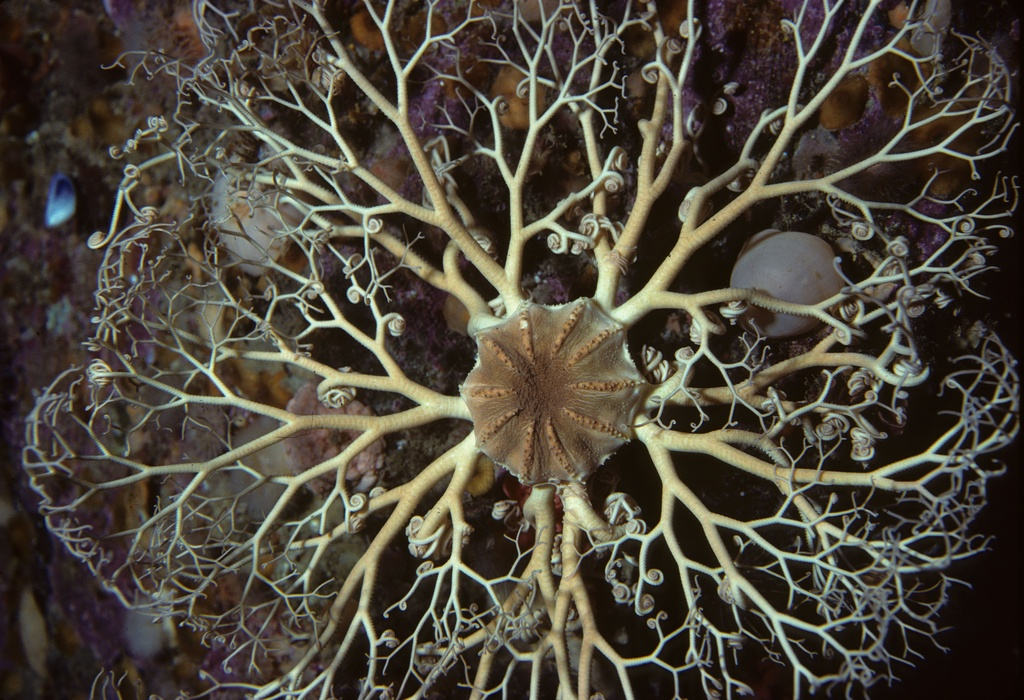
Une ophiure ramifiée de la famille des Gorgonocephalidae
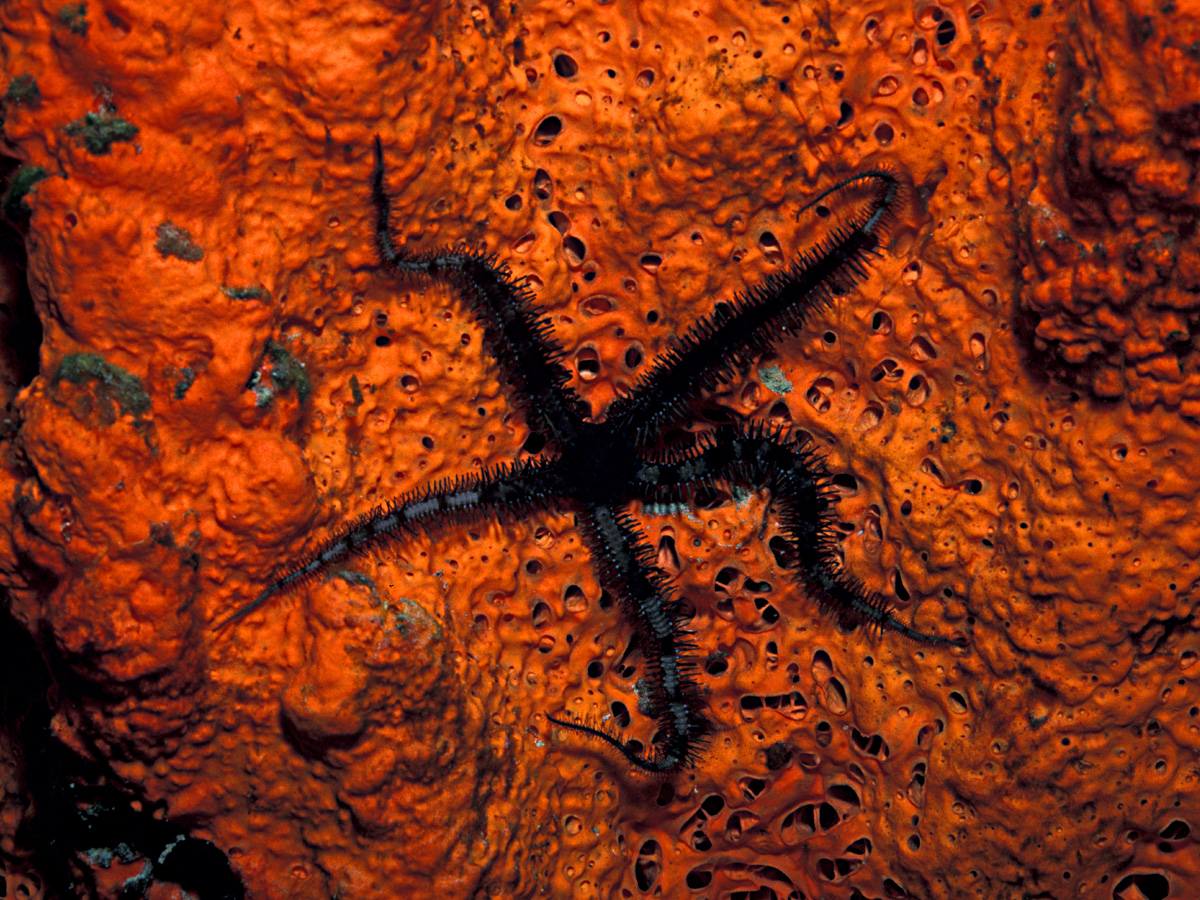
Ophiocoma echinata sur une éponge Agelas clathrodes.
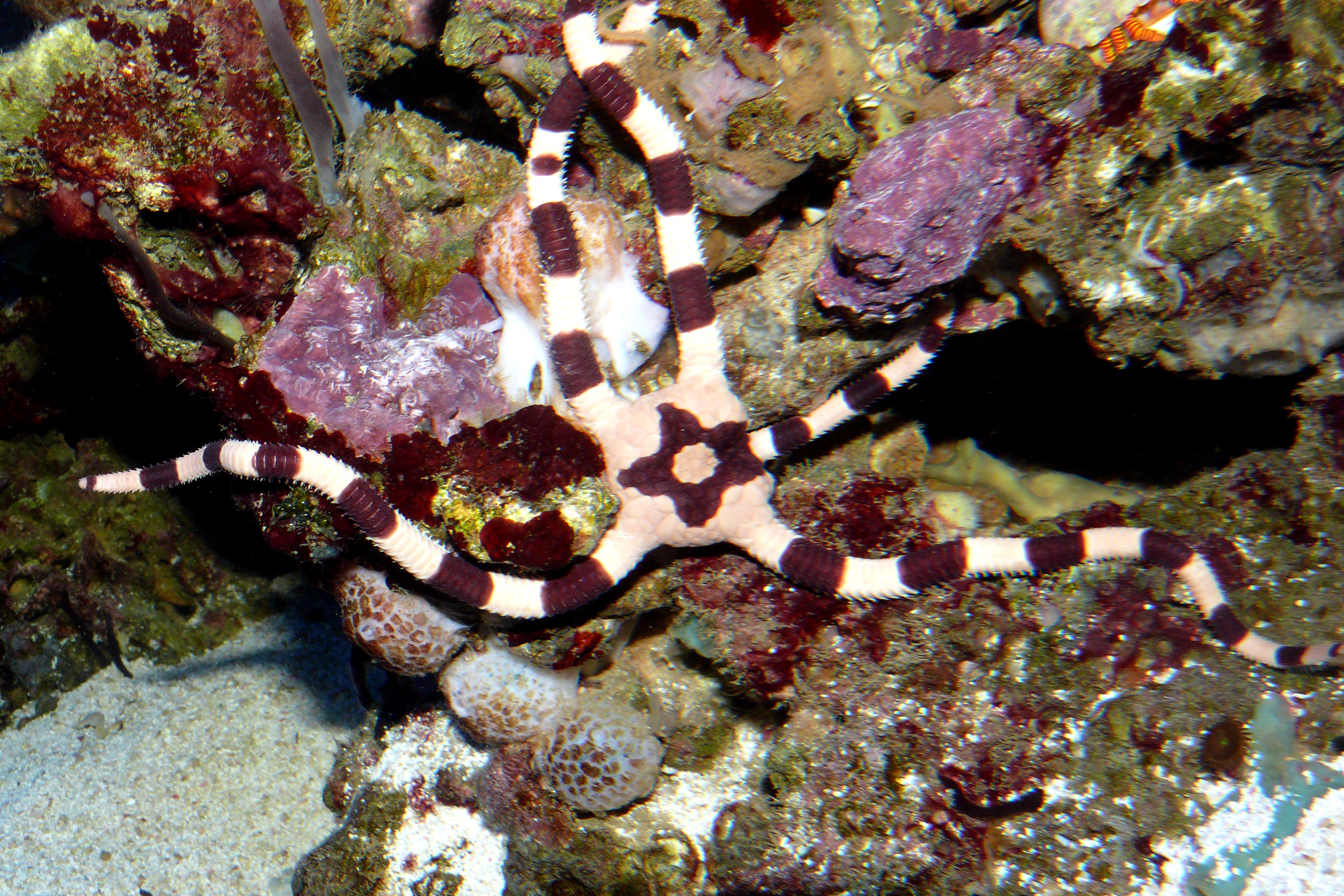
Ophiolepis superba
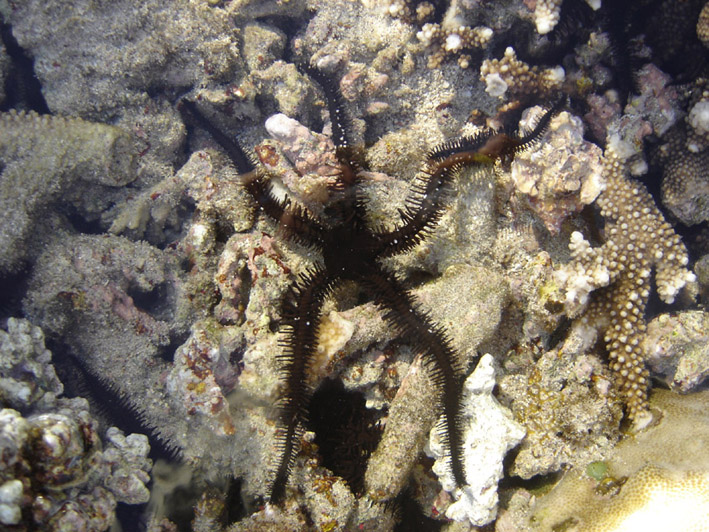
Ophiocoma erinaceus
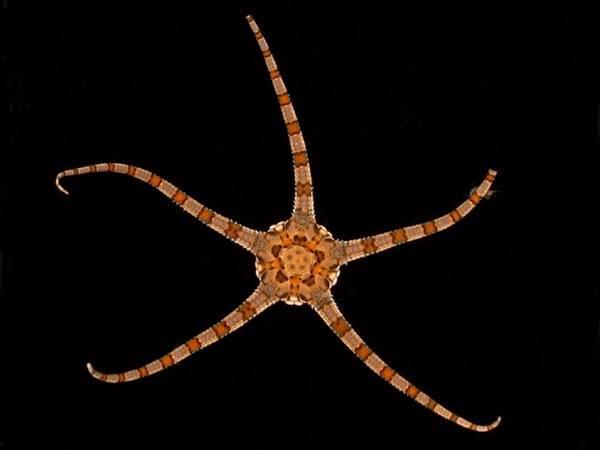
Ophiolepis elegans
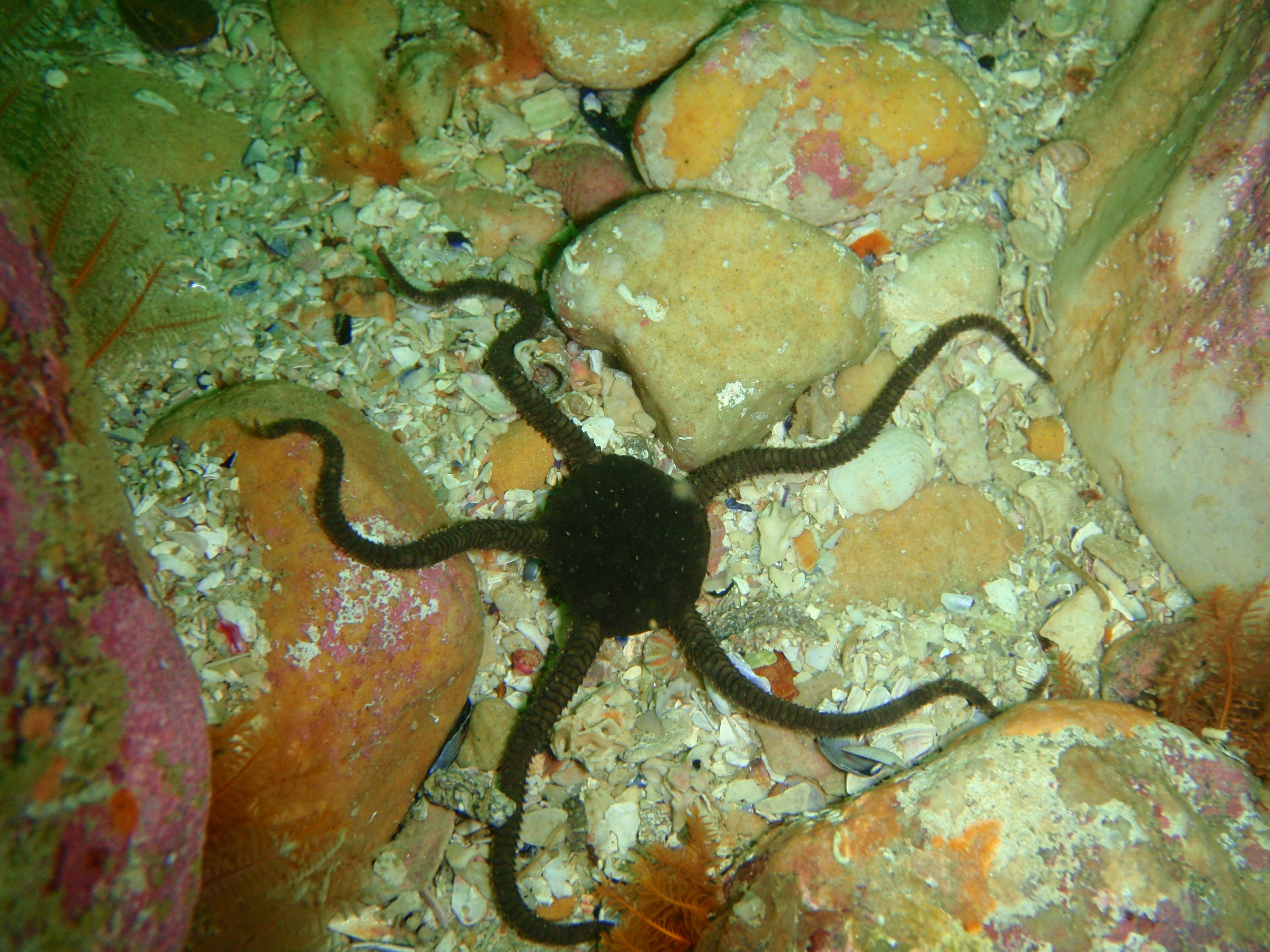
Ophioderma wahlbergi